# 富山大空襲
富山大空襲（とやまだいくうしゅう）は、太平洋戦争で、1945年（昭和20年）8月1日から8月2日にかけてアメリカ軍が富山県の富山市に対して行った空襲である。

## 背景

### 富山市

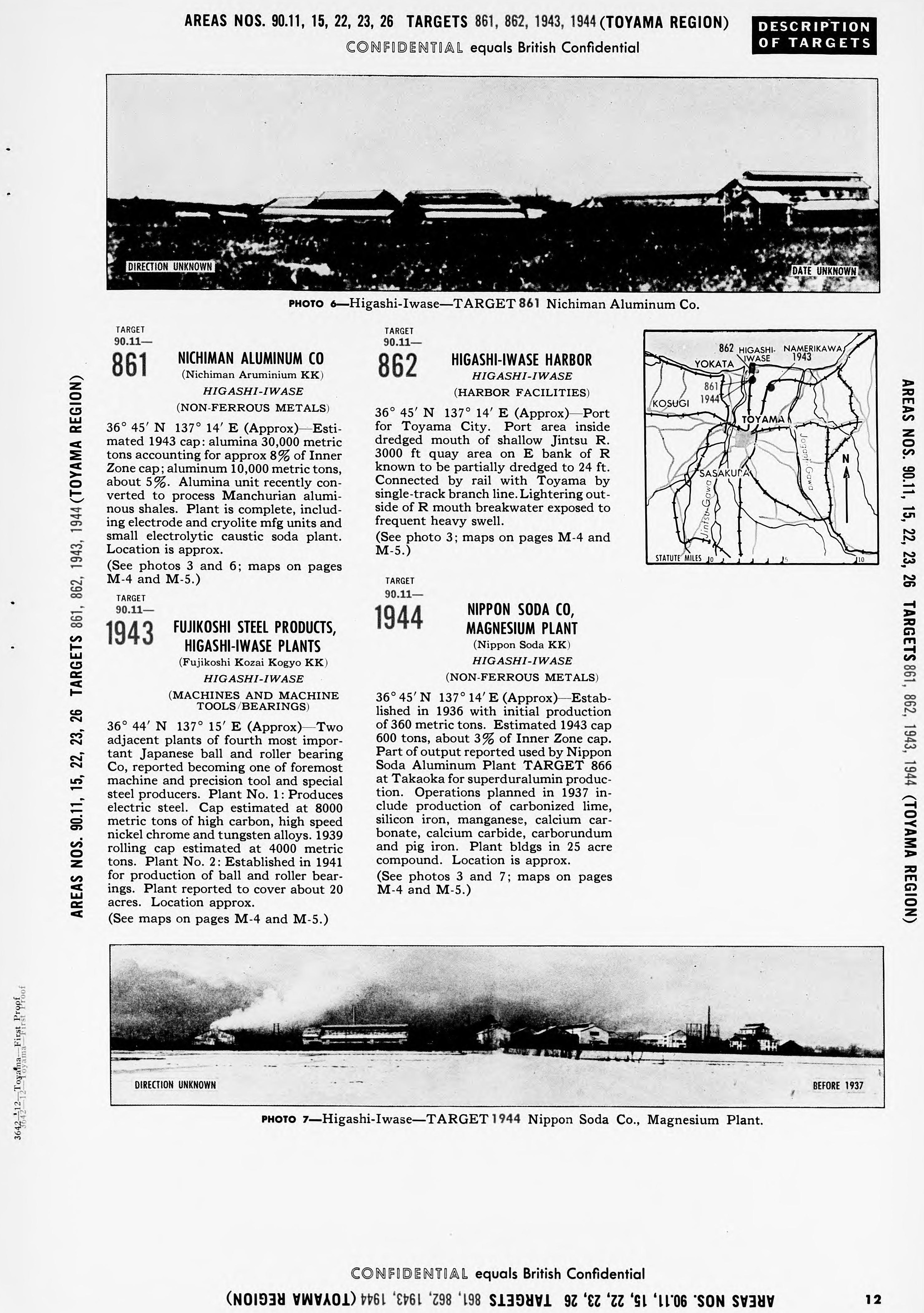
アメリカ戦略爆撃調査団の目標情報に挙げられている富山北部の工業地帯。

富山市は元来富山藩10万石の城下町であって、物産においては売薬を第一とする富山県の県庁所在地であるが、かつては東に親不知、西に倶利伽羅峠の天険があり、交通の便が非常に悪く、商業面においては僅かに売薬業者が全国を踏破する程度だった。工業面においても売薬や銅器製造を中心とするものであって、これは相当の発展を見たものの生産額は農業に及ぶものではなかった。しかし、時代が明治に変わると交通及び通信が発展し、道路及び鉄道は随所に開通し、海運の発達も著しく、富山県は四方からの物資集散の中心点となった。これにより商工業の発展は殖産興業の政府方針にともなって著しく、1921年（大正10年）にはついに工業生産額が農業生産額を上回るに至った。富山市における近代的大工場は1929年（昭和4年）7月12日設立の呉羽紡績呉羽工場に始まり、1933年（昭和8年）10月18日には日満アルミニウム富山工場、同年11月13日には日清紡績富山工場、1936年（昭和11年）5月には日本曹達岩瀬工場、1938年（昭和13年）には不二越東岩瀬工場、同年6月には日曹人絹パルプ富山工場が開業したが、この時期における工業の発展は富山県が進めてきた東岩瀬港の改修と富岩運河の開通を背景とするもので、富山市北部地帯は漸次臨海工業地帯の体をなしつつあった。このように北部地帯の工業化が進行する中、1940年（昭和15年）4月10日には更に東岩瀬臨海工業地帯造成事業を起工し、ますますその発展を助長していったのである。

### アメリカ軍の日本本土空襲
太平洋戦争（大東亜戦争）戦争末期、連合国軍の1国であるアメリカ軍は、1940年（昭和15年）に実施された第5回国勢調査の都市別人口調査結果を参考として基本的に人口が多い商工業都市を空襲目標として、空襲目標の180の中小都市を選定している。東京、大阪、名古屋、横浜、神戸、川崎及び尼崎は既に行われた空襲によって破壊されており、また京都市、広島市、新潟市及び小倉市は原爆投下の対象都市となったので除外され、1945年（昭和20年）7月21日時点には最終的に137都市に絞られた（日本本土空襲#1945年7月21日米軍報告書）。
当時富山市の人口は12万7千860人であったので、その爆撃対象の36番目に選ばれたが、富山市における重要なる目標としてアメリカ軍が考えていたのは前述のように発達しつつあったその工業地帯であった。ところが実際にはその工業地帯は大きな空襲を被ることはなかった。これにはカーチス・ルメイ少将が提唱した軍需工場群ではなくて、市街地の人口密集地帯を焼き払うべきであるとする地方都市空襲目的の変更の影響が大きいものといわれている。ルメイ少将はその変更の理由として日本の軍需産業が家内工業に頼るところ大きいものであったという点を挙げているが、実際には日本国民に対して精神的衝撃を与えるために意図的に人員殺傷を目指していたのではないかとする指摘もある。軍関連とは無関係である民間人殺傷を目的とした空襲は国際法で禁止されており、もしこの空襲が指摘されている通りの民間人殺傷目的の空襲であるなら明らかな国際法違反となるため、現在も批判の声が根強い空襲の一つである。なお、アメリカ軍は工場群を攻撃するよりも富山市の市街地を爆撃する方が有益である理由として、以下の5点を指摘している。

## 経緯

### 防空対策

#### 銃後

##### 太平洋戦争（大東亜戦争）開戦前

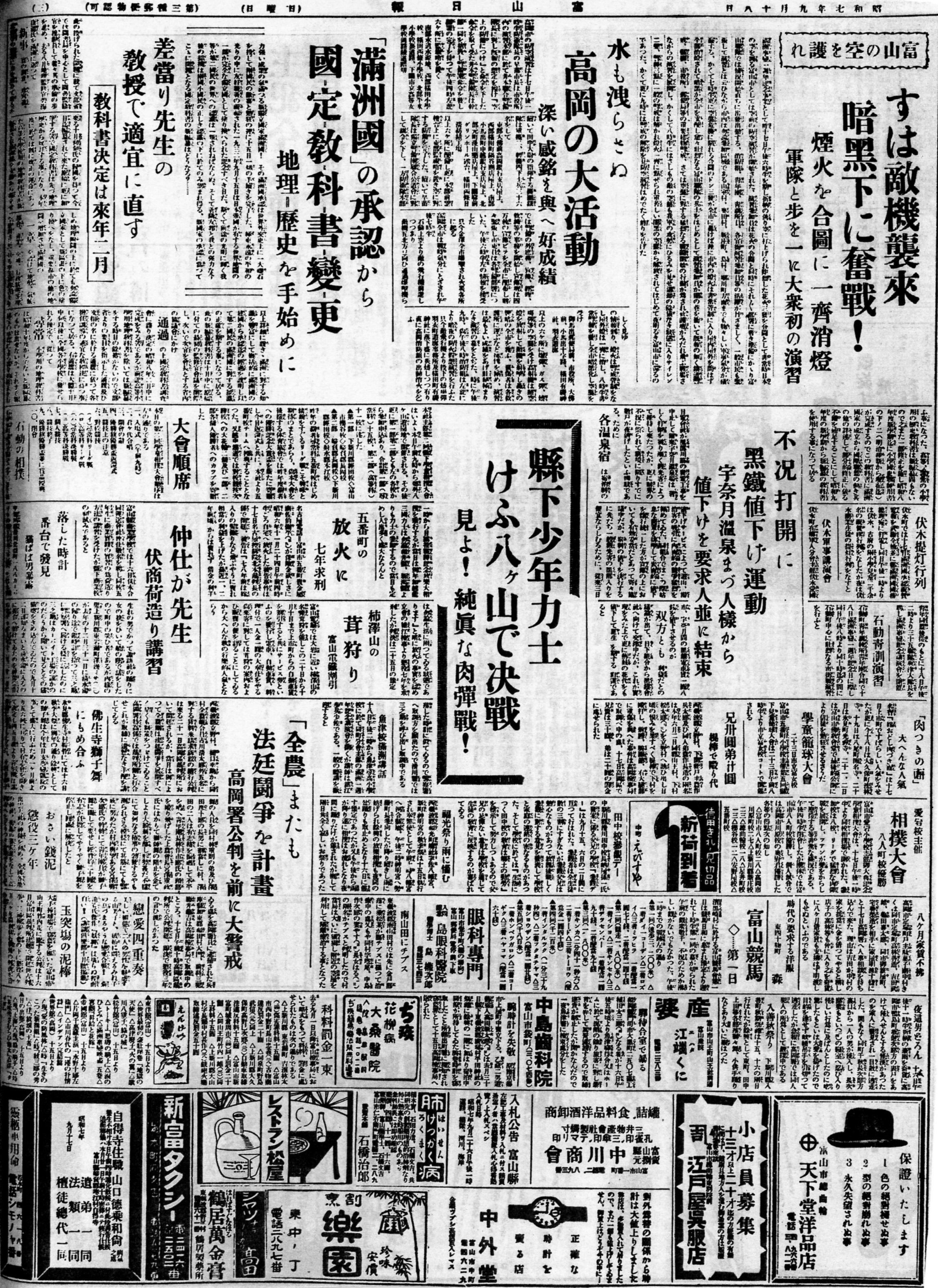
富山県下における初の防空演習を報ずる新聞。

富山市小島町における防空演習の様子。

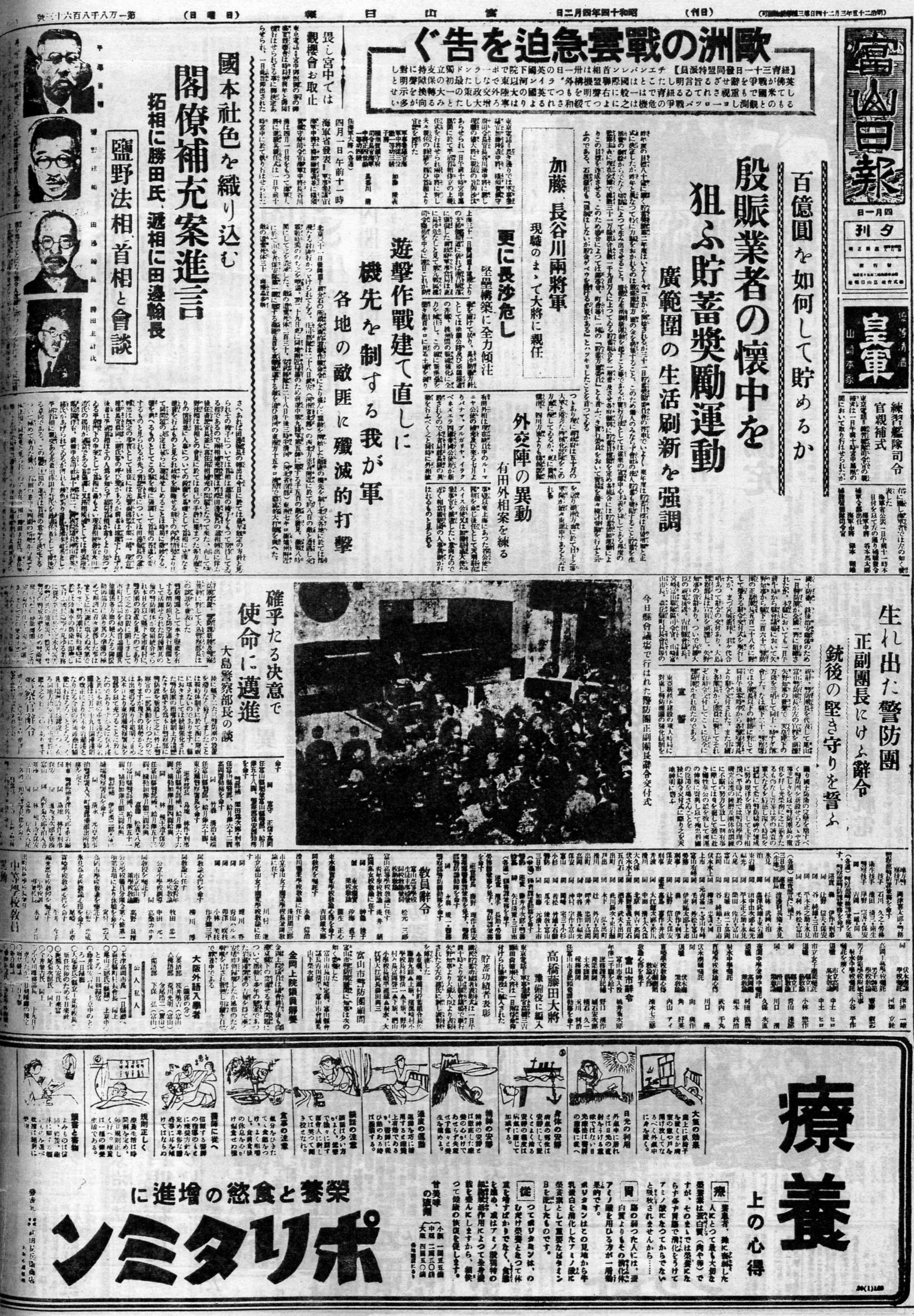
警防団の発足を報ずる新聞。

上海事変が勃発した1932年（昭和7年）9月17日、富山県下においては富山市及び高岡市合同にて初めて防空演習を催行し、高射砲による対空戦闘、夜間照射、防火・消毒訓練、燈火管制等の訓練を行った。その後、1934年（昭和9年）11月22日には民間の防空団体である防護団を結成し、1936年（昭和11年）6月12日からは第1回第9師団管下防空演習を富山、石川、福井、滋賀、岐阜県において行った。防護団は当初市町村長がその団長となって組織される民間団体であったが、1937年（昭和12年）10月1日に防空法が施行されると、富山県警察部においては警務課内に防空係を設けてこれを指揮指導することとなった。また富山県においても防空委員会を設置して1937年（昭和12年）11月1日にその初会合を開き、「富山県防空計画書」を作成して防空監視や通信、警報等の事項に関してこれを定め、年々改定を行って有事に備えていた。
1937年（昭和12年）7月7日に日中戦争（支那事変）が勃発すると、富山県下においてもしばしば防空演習が行われるようになった。防空への関心も漸次高まりつつあり、たとえば1938年（昭和13年）4月22日には東京工業大学教授工学博士田辺平学を招聘し、電気ビルにおいて防空大講演会を開催している。こうした流れの中において、内務省は軍中心の防空体制から民間中心の防空体制へと移行するために、1939年（昭和14年）1月24日に昭和14年勅令第20号「警防団令」を公布して同年4月1日よりこれを施行した。これによって従来防空活動に挺身してきた防護団及び消防組は解散し、新たに警防団が結成されることになった。富山市においてはその結成式を1939年（昭和14年）4月8日に富山県護國神社境内において挙行している。これを期として同年7月には更に民間中心の防衛体制を確立するために家庭防護組合と、その下部組織たる家庭防護群が組織された。
1940年（昭和15年）に入ると防空対策はますます広い範囲へと進展するにいたった。同年2月13日には園部和一郎中部防衛司令官が来県し、富山県下の防空監視哨を巡察したが、これに加えて同日より同月15日まで中部防衛司令部管下においては昭和15年度第一次防空訓練を実施している。同年10月1日から5日間にわたって実施された第三次訓練においては「富山県に関する限り防空陣は鉄壁である」との評価を軍より受けた。同年12月1日には大日本防空協会富山県支部の発会式を電気ビルにおいて挙行している。同協会は内務省によって防空思想を喚起させる目的を以て設立されたもので、中央の示す防空体制を機関紙や地方の指導者を通じて末端にまで浸透させることを目指していた。1941年（昭和16年）10月30日には富山県警防課が富山市牛島の神通川河川敷に木造家屋計6棟を建て、10瓩エレクトロン焼夷弾の防火消防訓練を行ったが、これは富山県下における焼夷弾を用いた実地訓練として最初のものであった。

##### 太平洋戦争（大東亜戦争）開戦後

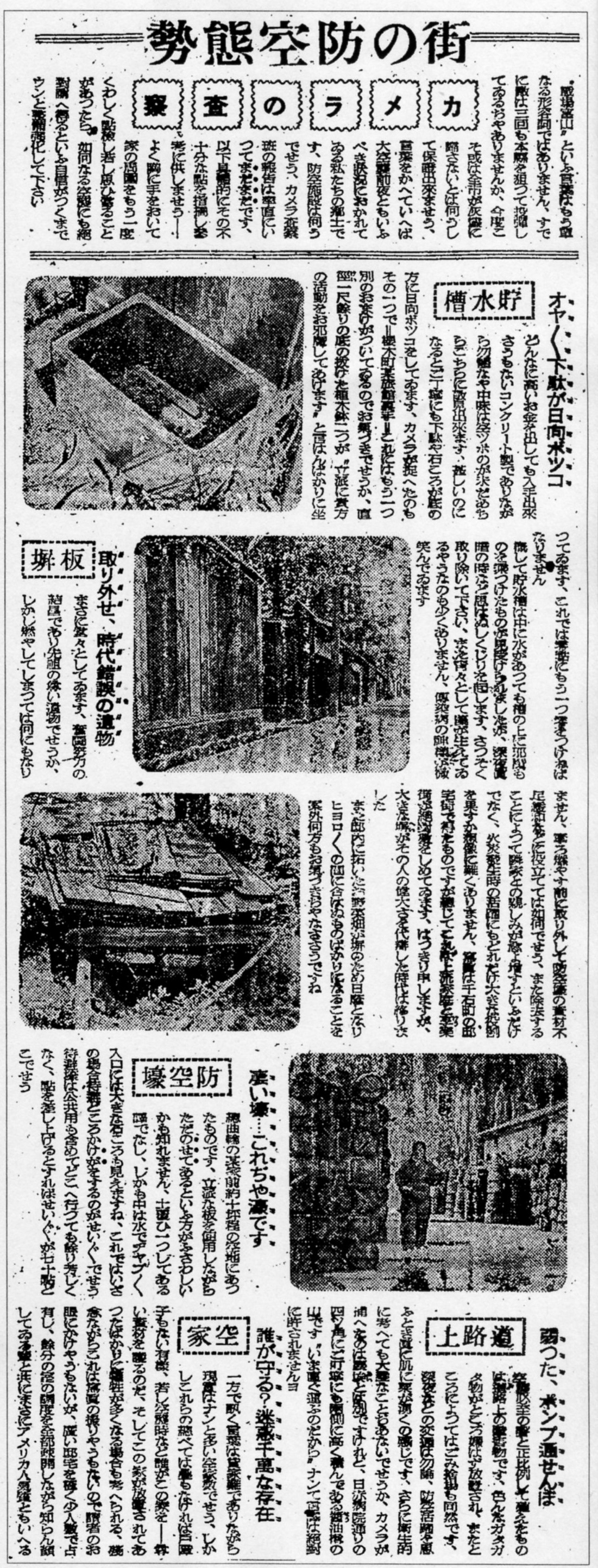
富山市市街地の防空態勢の甘さを指摘する新聞

1941年（昭和16年）12月8日、太平洋戦争（大東亜戦争）は勃発し、富山県知事町村金五は「冷静沈着銃後ノ治安ヲ確保シテ郷土防衛ノ完璧ヲ期」するよう県民に対して告諭をなし、県下の燈火管制も準備段階に入って、一切の広告燈、装飾燈及び門軒燈は消燈されることとなった。同年12月20日に国は改正防空法及び防空監視隊令を施行、富山県下においては富山及び高岡市に防空監視隊本部を置き、県内各所に26の防空監視哨を設けた。富山県内における防空監視哨の配置場所は次の通りであった。
| 名称   | 管轄自治体       | 防空監視哨所在地                                                  |
| ------ | ---------------- | ----------------------------------------------------------------- |
| 氷見   | 氷見郡氷見町     | 氷見中学校校庭より西北に300メートルの位置                         |
| 伏木   | 射水郡伏木町     | 伏木測候所望楼                                                    |
| 高岡   | 高岡市           | 高岡市宮脇町丸越高岡店屋上                                        |
| 小杉   | 射水郡小杉町     | 小杉町役場屋上                                                    |
| 富山   | 富山市           | 富山市呉羽山御野立所附近                                          |
| 滑川   | 中新川郡滑川町   | 滑川町役場屋上                                                    |
| 生地   | 下新川郡生地町   | 生地町火葬場尼寺より西方50メートルの海浜 （現在の生地鼻灯台付近） |
| 泊     | 下新川郡泊町     | 泊国民学校屋上                                                    |
| 石動   | 西礪波郡石動町   | 石動町城山秩父宮御登攀紀念台地                                    |
| 福野   | 東礪波郡福野町   | 福野消防組望楼台                                                  |
| 八尾   | 婦負郡八尾町     | 城山公園忠魂碑前                                                  |
| 上滝   | 上新川郡上滝町   | 大川寺公園第一スキー場最上スタート附近                            |
| 四方   | 婦負郡四方町     | 四方町警部補派出所消防望楼台                                      |
| 魚津   | 下新川郡魚津町   | 魚津町役場より北北西約800メートルの海浜 （魚市場の屋上）          |
| 上市   | 中新川郡上市町   | 上市町池田嘉一郎邸洋館屋上望楼台                                  |
| 愛本   | 下新川郡愛本村   | 愛本村愛本橋より北方300メートルの高地                             |
| 大沢野 | 上新川郡大沢野村 | 大沢野村八木山                                                    |
| 細入   | 婦負郡細入村     | 片掛下山の通称峠県道堀割の山頂                                    |

また1942年（昭和17年）4月30日には戦時災害保護法が施行され、富山県では同年8月11日にこれに対応して戦時災害保護法施行細則を制定している。同法は帝国臣民を対象として戦災によって受けた被害を保護するために制定されたものであった。そうした中にあって防空体制もますます強化されつつあり、1942年（昭和17年）8月には音響使用取締規則を定め、警報の妨害となる寺院の鐘、工場のサイレン等の使用を規制、1943年（昭和18年）に入ってからは4月に富山高岡両市の警察官に対して鉄兜及び防毒面を支給し、警報発令中は巻ゲートルに戦闘帽にて待機させるようにし、また建造物のガラス窓に紙を貼ってその飛散を防止せしめ、5月には各市町村に対して防空頭巾作成の指導について移牒、7月に入ってからはいよいよ家庭防空壕を一戸につき一つ作らせるように運動を展開した。
富山警防団においては、1941年（昭和16年）以降大量に製作された戦時型消防ポンプ車を購入して、漸次その空襲に対する対応力を増強していたが、戦局の悪化するに伴ってその生産も停滞し、主要都市に対する空襲は必至の状況となった。このため内務省は1944年（昭和19年）3月4日に防空重要地帯ポンプ増強対策を示達して、これを徴用することとなったので、同年4月3日に富山城址にて大阪及び神戸へ供出する消防ポンプ車55台の壮行式を挙行し、同年4月14日これらを北陸本線石動駅より貨物列車にて輸送した。その一方において富山県では県知事を統監とする富山県防空本部を同年8月に設け、10月には富山県特別警備隊及び富山県緊急工作隊を組織し、12月1日には燈火管制を強化して朝夕は警戒管制、深夜は空襲管制の措置をとることとなった。
1945年（昭和20年）に至ってB-29の本土襲来はますます活発化し、今や富山市の空襲も必至の情勢となりつつあったので、2月には富山県が空襲応急対策実施要綱を制定し、3月10日には各市町村長及び地方事務所長に対して戦時災害罹災者に関して通牒、これに加えて3月29日には富山市内100ヶ所に貯水池を設置することを決定し、4月17日には酒桶80本を防火用貯水槽として富山市内に配置するなど消火設備の整備も進められた。消防ポンプ車の掩体壕も富山県護國神社内に4月25日に竣工している。未曾有の非常時に際会して戦災に対する対抗組織の結成も相次ぎ、4月3日には女子救護協力隊を結成し警防団に配置、米機が富山市に初飛来した4月22日には富山市に防空対策審議会を開設し、本土決戦を背景として5月29日には富山市国民義勇隊、5月30日には富山市役所吏員等による職域義勇隊、5月31日には富山県国民義勇隊が組織された。空襲に堪え得る都市環境の造成としては、まず5月16日に富山市岩瀬地区西宮の一部に、6月30日には東岩瀬の一部地区に強制疎開命令を下し、7月7日には第一号乃至第二十一号の地区を防空空地に指定して、当該地区の強制退去を7月28日に完了し、またこれに先立って7月16日には市内各国民学校を休校して、老人、幼児、児童及び妊婦の疎開を開始させている。

#### 軍隊
1940年（昭和15年）10月1日に動員された歩兵第69聯隊（東部第48部隊）は1943年（昭和18年）9月2日にトラック島に派遣され、それと同時に歩兵第69聯隊補充隊が編成された。この補充隊は1945年（昭和20年）4月1日からは金沢師管区歩兵第2補充隊に改組されて、郷土防衛の任務についていたという。この改組は従来のような常設部隊の補充隊という観念から脱却して、師管区業務を主務とする部隊を創設する目的を持っていた。1941年（昭和16年）7月5日に防衛総司令部が設置された際には富山聯隊区は東部軍管区にあったが、1945年（昭和20年）2月11日からは東海軍管区となった。これによって金沢師管区歩兵第2補充隊の通称は東海第96部隊となった。
一方、1945年（昭和20年）4月2日には第209師団が創設された。この師団は第二次兵備によって結成されたもので、そのもとに同年4月27日に動員されたのが第209師団所属歩兵第514聯隊（加越第21613部隊・加越第3部隊）であった。すなわち第209師団は機動打撃師団であって、機動力や火力を可能な限り付与し素質の優秀な兵員を養成する目標を持っていたのであるが、実態はこれに伴わず小銃や銃剣すら不足する有様であったという。そのような情勢下にあって同聯隊第一中隊は安野屋国民学校及び西田地方国民学校、第二中隊は私立大谷中学校及び星井町国民学校、第三中隊は富山県立富山中学校に移駐し、訓練及び警備に当っていた。
また、高射砲は婦負郡婦中町速星、富山市東岩瀬及び新庄に備えられていたといわれ、富山城址にも高射機関砲が設置されていたという。同時期には婦負郡倉垣村の富山飛行場にも飛行部隊が駐留している。

### 伏木・新湊方面の空襲
1945年（昭和20年）5月24日午後11時、伏木・新湊方面に空襲警報が発令され、初めて富山県下において空襲が行われた。攻撃は5月24日から25日にかけて6回にわたって行われ、B-29計70機が海上に300個、陸上に100個もの爆弾を投下したといい、これにより船舶の航行は不可能となり、係留中の上陸用舟艇や防波堤が爆砕された。民家の土蔵にも爆弾が投下されたが、これは不発に終り、数日後に舞鶴特別機雷処理班によって信管の除去が行われた。この日投下された機雷のうち15発が火薬の回収のため速水鉄工所に持ち込まれたが、6月5日には機雷分解作業の拙速によって機雷が爆発し13名の死者を出している。
これ以後、伏木及び新湊を狙ったアメリカ軍による空襲が連発し6月16日午前1時15分頃には新湊漁港一帯に60発の機雷が投下された。その内数発は新湊中町方面に落ち、死者25人、被害家屋は10戸に及んだ。この犠牲者の中には衆議院議員卯尾田毅太郎が含まれていた。富山大空襲直前の1945年（昭和20年）8月1日には新湊町南方及び射水郡塚原村川口附近において空襲により2戸が全焼している
海上への機雷投下は他にも1945年（昭和20年）6月21日、7月1日、7月10日、7月17日、7月25日及び7月26日に行われている。一連の機雷投下による日本側の沈没船舶は「神通川丸」以下5隻に及んだ。これらの機雷は終戦後も残存しており、1945年（昭和20年）9月17日には新湊沖においてその自然爆発により漁夫1名が死亡し、1名が行方不明となる事故が起っている。1972年（昭和47年）に防衛庁が公表した調査結果によると、当時伏木新湊一帯には未だ47個の機雷が海底に残存していたという。1999年（平成11年）10月29日にも富山新港において残存機雷が発見されている。
飢餓作戦により太平洋方面の港湾のほとんどが封鎖された状況下にあって、軍需産業地域を擁する伏木港は食料補給の観点からも軍事的観点からも重要視されていたので、その防衛のための措置がとられていた。1945年（昭和20年）5月1日には高射砲第112聯隊第4中隊（東部第1903部隊調布隊）が新湊に駐屯し、5月28日には特殊船舶工兵第49聯隊（暁第19838部隊）が伏木駅に到着している。高射砲第112聯隊第4中隊（東部第1903部隊調布隊）は6月15日にB-29計3機の侵入に対して反撃し、これを退避せしめたという記録が残る。また1945年（昭和20年）6月19日には富山湾内で演習中であった海防艦沖縄等3隻によって、アメリカの潜水艦ボーンフィッシュ (SS-223)が撃沈されている。

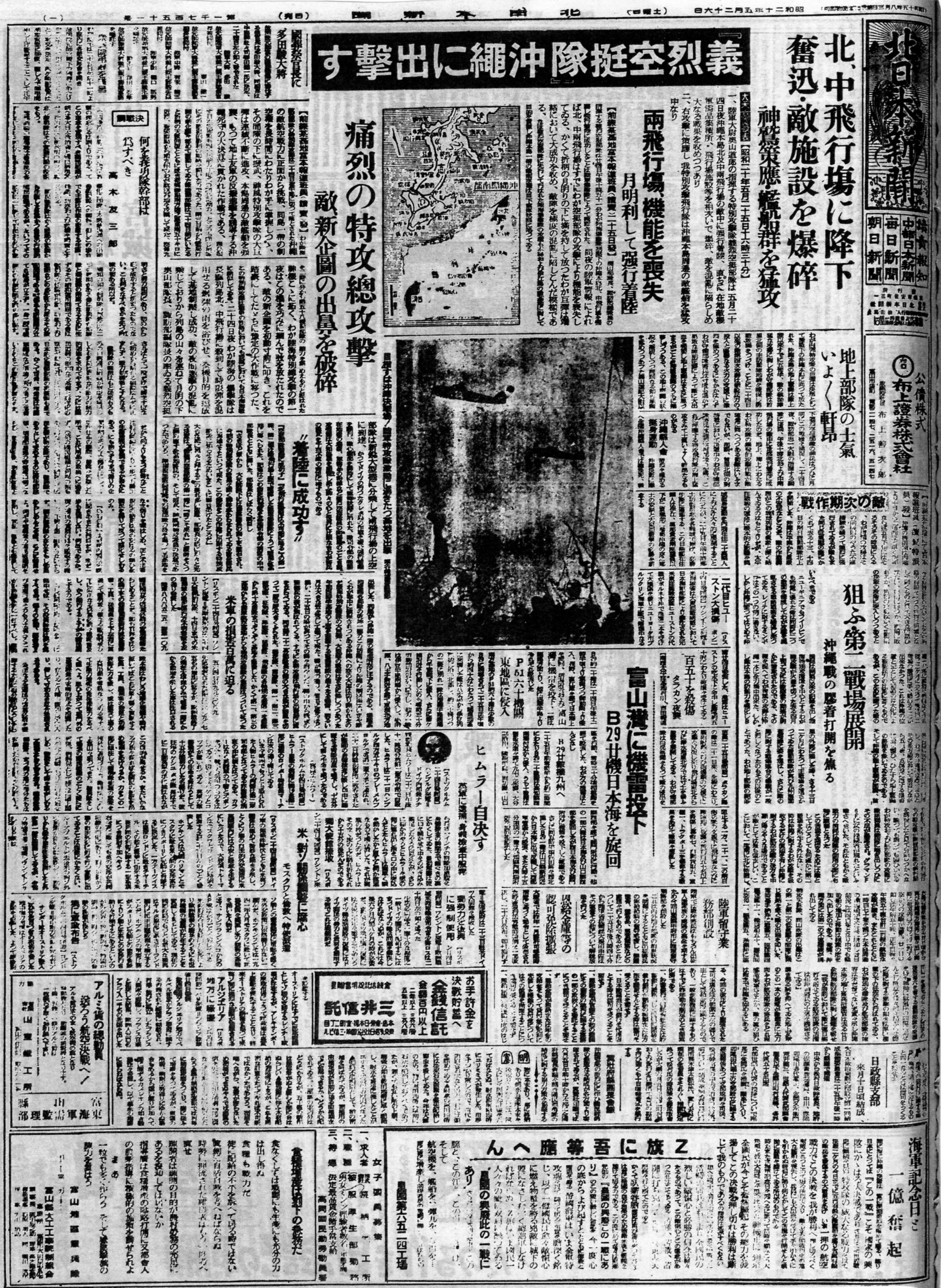
5月24日の空襲を報じる新聞
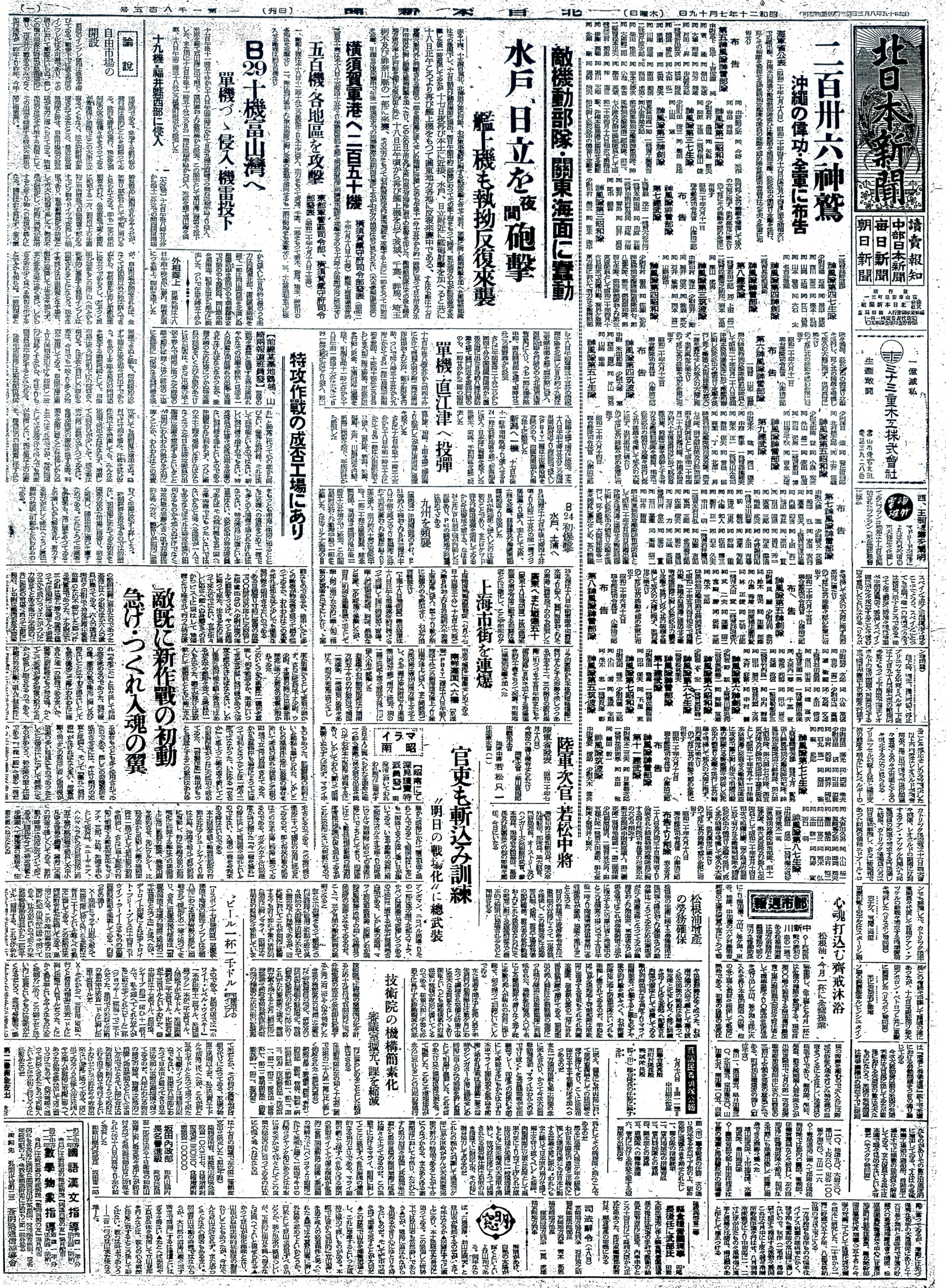
6月16日の空襲を報じる新聞
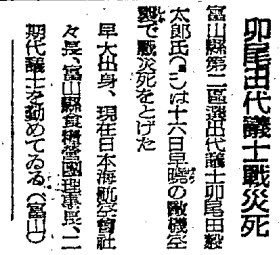
卯尾田毅太郎の戦災死を報じる新聞
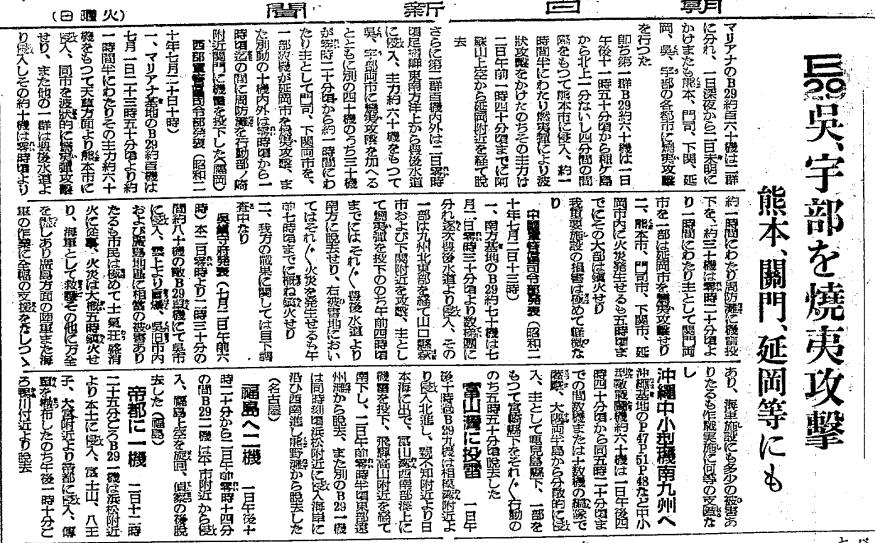
7月1日の機雷投下を報じる新聞
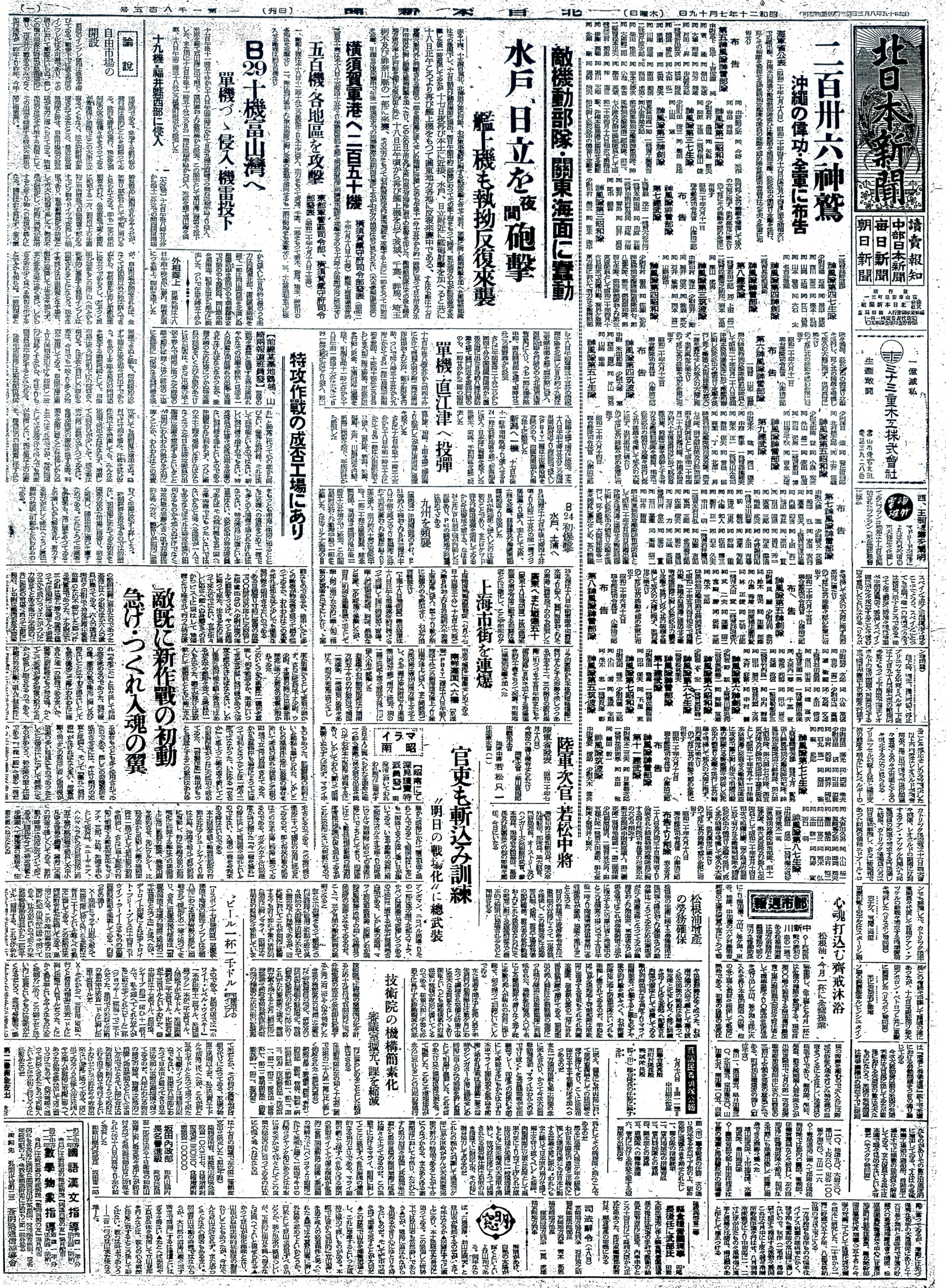
7月17日の富山湾への機雷投下を報じる新聞
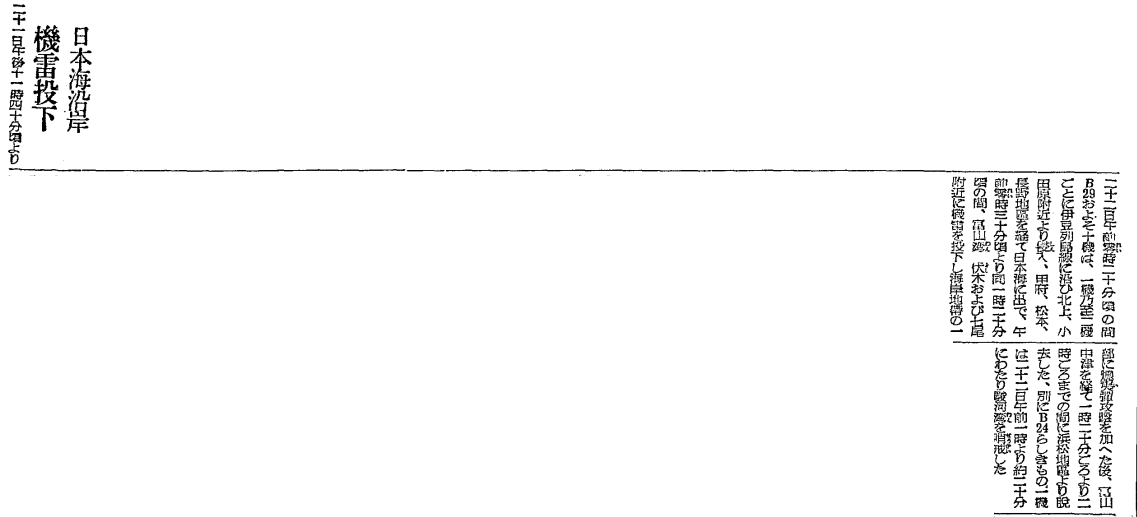
7月21日の機雷投下を報じる新聞

### 婦負郡宮川村広田の空襲
1945年（昭和20年）7月18日午前1時56分、婦負郡宮川村広田（現・富山市婦中町広田）の民家にアメリカ軍機から機雷が投下された。機雷はその民家の天井を突破って囲炉裏に落ち、屋根の上には落下傘の紐が広がっていたが、爆発はしておらず、7月19日より港湾警備隊がその解体に着手した。投下された機雷は長さ2.8メートル、周囲1.6メートル、重量は900キログラムあり、水圧磁気機雷であったという。

### 富山市におけるパンプキン爆弾
富山県には1945年（昭和20年）8月1日及び2日の大空襲以前にも伏木港への機雷投下等の攻撃が行われていたが、1945年（昭和20年）7月20日及び同月26日には模擬原子爆弾であるパンプキン爆弾が投下されている。パンプキン爆弾は日本全国において合計50発が投下されているが、その内の4発が富山市に対して投下されたものであった。7月20日の爆撃においては3発が不二越製鋼東岩瀬工場、日満アルミニウム及び日本曹達富山製鋼所を目標として投下されたが、これによる被害は死者47人、重軽傷者40人、また家屋4戸が火災に遭ったほか、家屋約50戸が損害を受けた。ただし、アメリカ軍はこの爆撃において天候不良のため目標に命中させられず「極めて貧弱な結果」に終り、また爆発の瞬間をうまく観測しえなかったので、7月26日に再度富山市豊田地区に対して一発のパンプキン爆弾を投下した。7月26日の爆撃時にも天候は不良で密雲多く、ためにアメリカ軍は目視爆撃を行うことができなかったという。この一発のパンプキン爆弾による死者は6人、重軽傷者は50人、全壊家屋は8戸、半壊家屋は50戸に及んだ。豊田地区にはこの爆撃による慰霊のため、1988年（昭和63年）7月26日に「平和祈願之碑」が建立されている。
そもそも、パンプキン爆弾の投下は原子爆弾投下のための演習的性格を有するものであったが、日本国内において富山がその目標地点に選ばれたのは前述の三工場が所在していたからで、アメリカ第20空軍の『作戦任務報告書』によると不二越製鋼東岩瀬工場は「工業上高度な重要性がある」、日満アルミニウムは「これは富山地区で最も重要な工業目標の一つ（中略）この工場の破壊は日本の戦力を減じるであろう」、日本曹達富山製鋼所は「現在鉄鋼生産計画に貢献していると信じられた」と評価されている。作戦機はすべてB-29で、実行者は第509混成部隊であった。

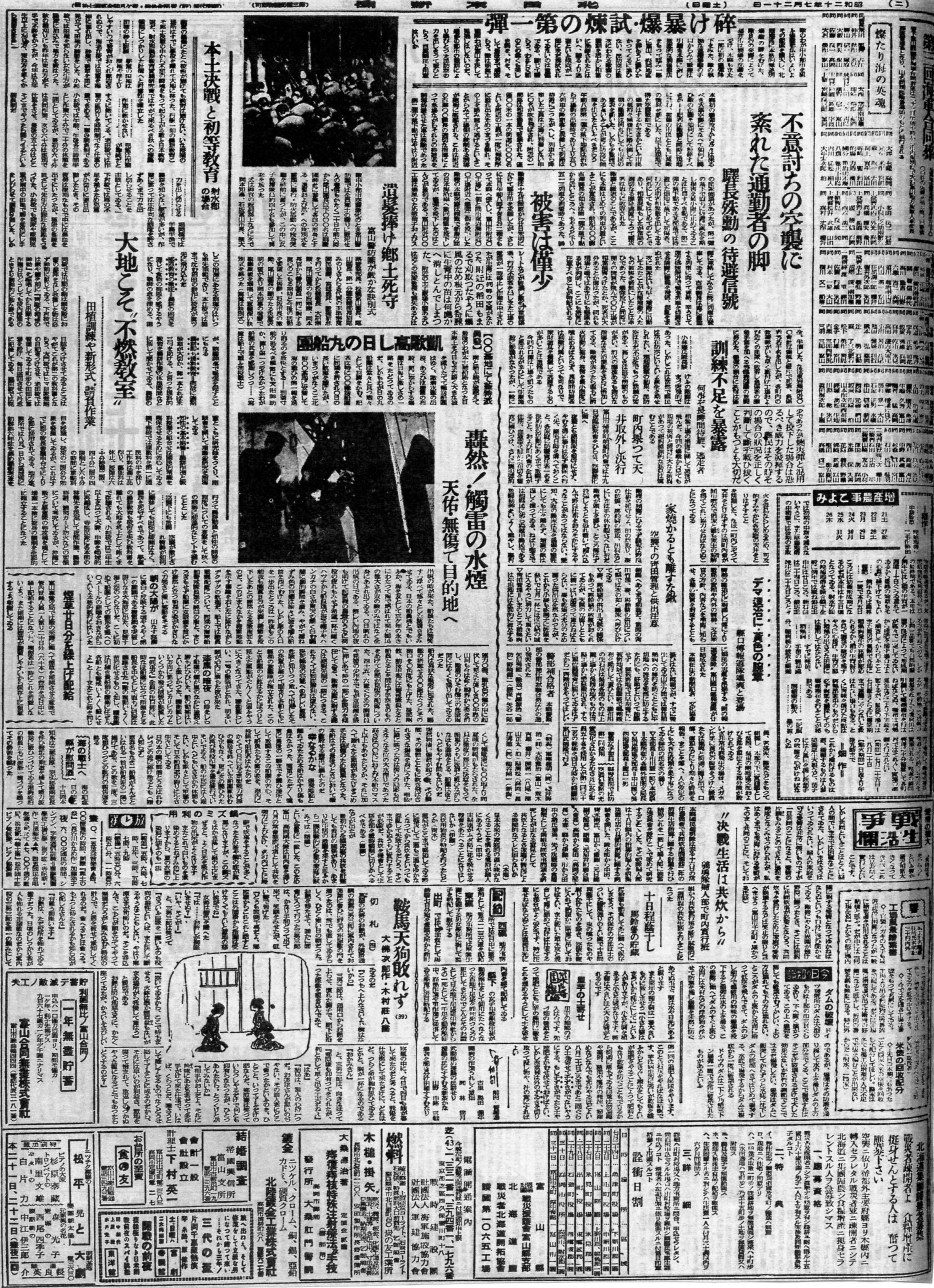
7月20日の爆撃を報ずる新聞
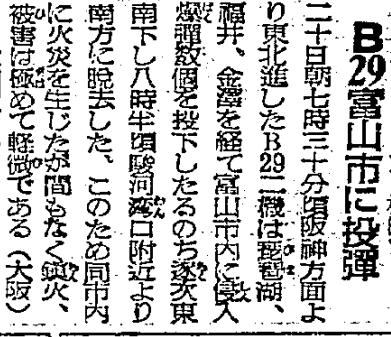
7月20日の爆撃を報ずる新聞
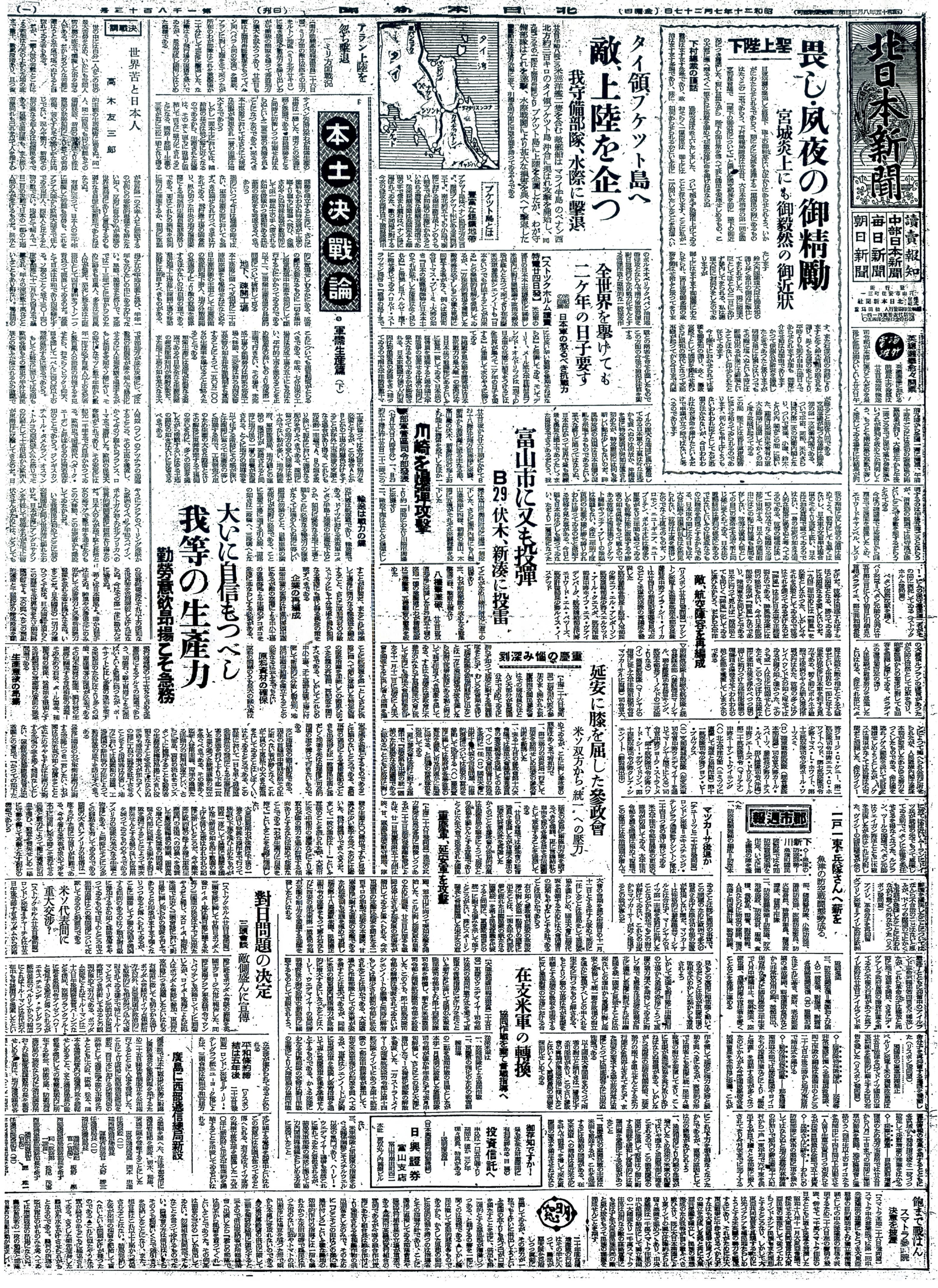
7月26日の爆撃を報ずる新聞
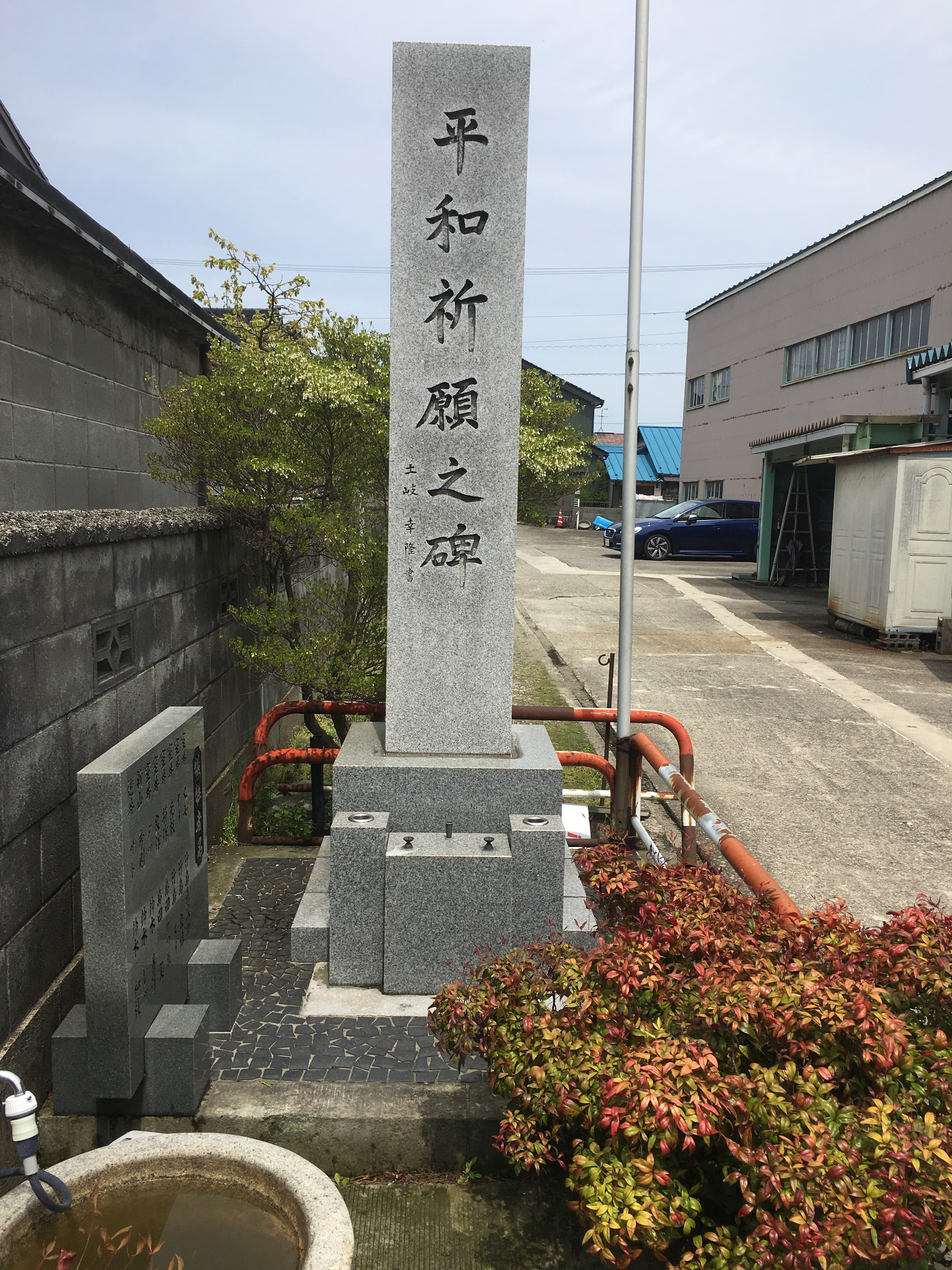
富山市豊田に建立されている平和祈願之碑

### 年表
- 1932年（昭和7年）9月17日 - 富山県下初の防空演習を富山市及び高岡市において行う[25]。
- 1934年（昭和9年）11月22日 - 富山県会議事堂において富山市防護団結団式を挙行する[26]。
- 1936年（昭和11年）
  - 4月27日 - 「昭和十一年度第九師管防空演習富山地区実施要綱」を定める[117]。
  - 6月12日 - 第1回第9師団管下防空演習を富山、石川、福井、滋賀、岐阜県において行う[27]。土岐銀次郎富山県知事は県民に対して演習において遺漏なきよう告諭を行う[118]。
  - 12月 - 富山県の土岐銀次郎知事が「富山県は北日本海に臨み、一衣帯水大陸に面し、帝都背面防空の第一線に位置している。かつまた、県内には多くの大発電所や重要工場があり、有事の際には敵機空襲の目標となる。一たび敵機来襲すれば、はかり知れぬ被害をうける」と告諭する[119]。
- 1937年（昭和12年）
  - 10月1日 - 防空法及び防空法施行令を施行する[120][121][122]。富山県警察部においては警務課内に防空係を設けてこれを指揮指導することとなった[28]。
  - 10月25日 - 富山県が防空委員会を設置する[123]。
  - 11月1日 - 富山県防空委員会が初会合を開き、「富山県防空計画書」を作成して防空監視や通信、警報等の事項に関して定める[30][31]。
- 1938年（昭和13年）
  - 4月8日 - 東京工業大学教授工学博士田辺平学を招聘し、電気ビルにおいて防空大講演会を開催する[32]。
  - 4月10日 - 燈火管制規則を施行する[124]。
  - 4月22日 - 中部地区防空演習を挙行し、空襲警報を発令して警戒態勢に入る訓練を行う[125]。
- 1939年（昭和14年）
  - 2月21日 - 警防団令の公布により富山県議会場において警防団組織に関する警察署長会議を行う[126]。
  - 2月25日 - 富山県が「警防団令施行規則」を定める[127][128]。
  - 4月1日 - 警防団令を施行する[34]。
  - 4月8日 - 富山県護國神社において富山警防団の結成式を挙行する[36]。
  - 5月2日 - 学第720号「防空教育及学校防空ノ徹底ニ関スル件」を通牒する[129]。
  - 7月 - 民間中心の防衛体制を確立するために家庭防護組合と、その下部組織たる家庭防護群を組織する[37][38]。
  - 9月30日 - 同日より10月4日まで富山市宮市大丸富山店において国民防空展覧会を開催する[130]。
  - 11月25日 - 「警防団ニ賜リタル令旨取扱心得」及び「警防団旗取扱規定」を定める[131][132]。
  - この年 - 「富山県防空監視隊服務規定」を定める[133]。
- 1940年（昭和15年）

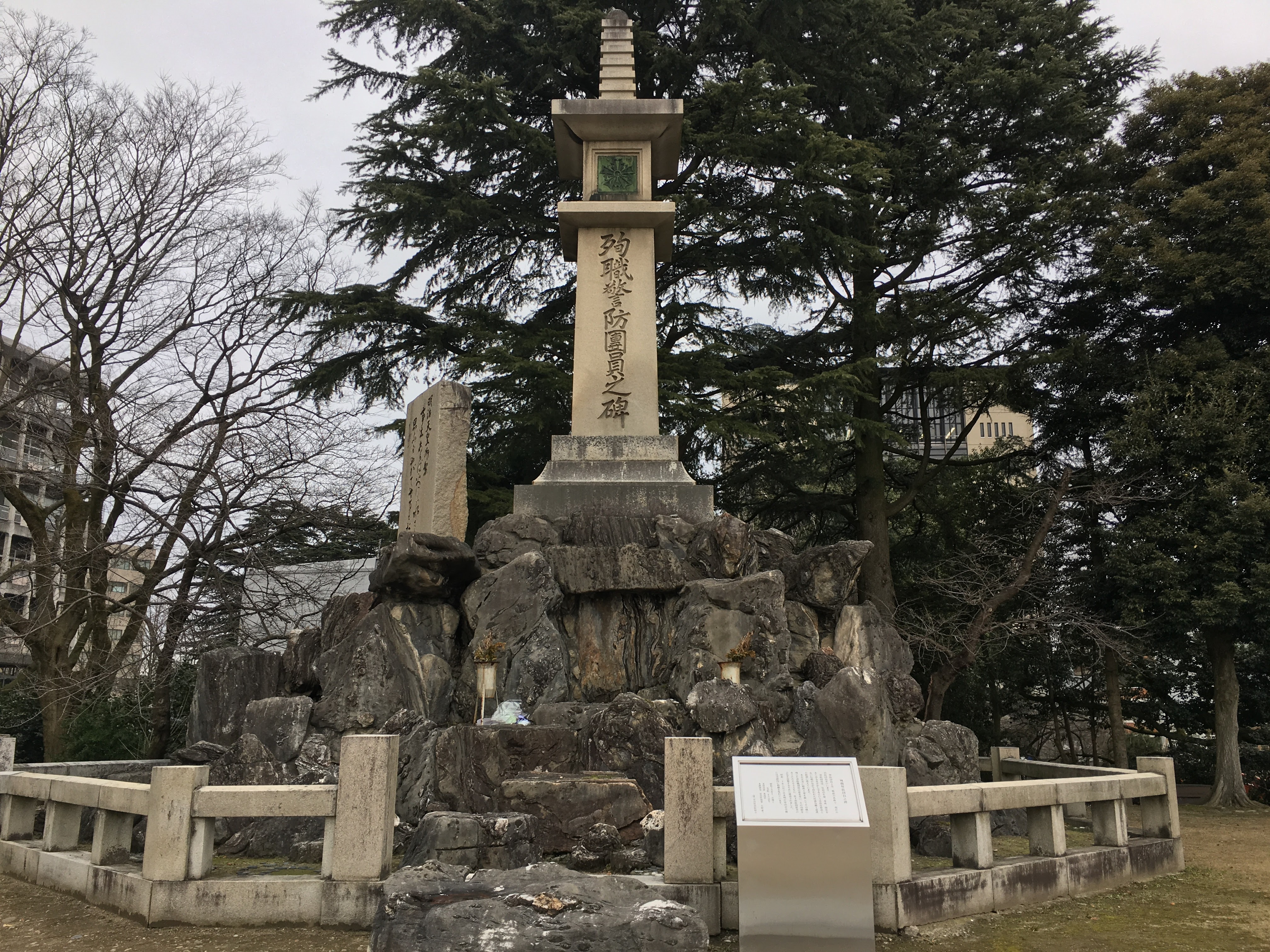
富山城址公園内の殉職警防団員之碑

- - 2月13日 - 園部和一郎中部防衛司令官が来県し、富山県下の防空監視哨を巡察する[40]。また同日より同月15日まで中部防衛司令部管下において昭和15年度第一次防空訓練を実施する[40]。
  - 7月7日 - 富山市清水町地区においてモンペ防毒隊が結成される[41]。
  - 10月1日 - 同日より5日間に渡って第三次防空訓練を実施し、「富山県に関する限り防空陣は鉄壁である」との評価を軍より受ける[39]。
  - 12月10日 - 殉職警防団員之碑を富山公園内に建立する[134]。
  - 12月20日 - 大日本防空協会理事長後藤文夫等を招聘し、電気ビルにおいて大日本防空協会富山支部発会式を挙行する[135]。
- 1941年（昭和16年）
  - 3月18日 - 防空監視隊表彰規定を定める[136]。
  - 7月5日 - 帝国陸軍が防衛総司令部を設置する[77]。富山県はその中部軍管下に入る[137]。
  - 10月30日 - 富山県警防課が神通川河川敷に木造家屋計6棟を建て、10瓩エレクトロン焼夷弾の防火消防訓練を行う[43]。
  - 12月8日 - 太平洋戦後（大東亜戦争）勃発し、富山県知事町村金五が「冷静沈着銃後ノ治安ヲ確保シテ郷土防衛ノ完璧を期」するよう告諭する[45][138]。また、燈火管制規則第4条第1項に基き、広告看板装飾燈類、門軒燈類及び特別屋外燈類を富山県全域において規制する[139]。
  - 12月20日 - 改正防空法、防空従事者扶助令、防空法施行規則及び防空監視隊令を施行する[47][48][49][140][141]。
- 1942年（昭和17年）
  - 1月13日 - 防空法施行規則第1条第2項但書に係る区域を指定する[142]。
  - 2月7日 - 燈火管制規則第5条第2項に係る特殊の燈火及びその管制方法を定める[143]。
  - 2月26日 - 戦時災害国税減免法を施行する[144]。
  - 4月30日 - 戦時災害保護法及び戦時災害保護法施行規則を施行する[54][55][145]。
  - 5月19日 - 戦時災害国税減免法施行規則及び戦時災害国税減免法施行細則を定める[146][147]。
  - 5月20日 - 上新川郡山室、堀川、蜷川及び大田各警防団を廃止し、その区域を富山警防団の管轄下とする[148]。
  - 6月15日 - 地発乙第263号を以て内務省より富山県知事に対して戦時災害被害者に対しては国税とともに地方税も減免または納期の延期を行うよう通牒する[149]。
  - 7月4日 - 庶第284号を以て富山県知事が地方事務所長及び各市町村長に戦時災害被害者に対しては国税とともに地方税も減免または納期の延期を行うよう通牒する[149]。
  - 8月11日 - 富山県が戦時災害保護法施行細則を制定する[56][150]。また、戦時災害保護法に係る諸般事務の整備あるいは普及徹底を行うよう通牒する[151]。
  - 8月13日 - 富山県が音響使用取締規則を定め、警報の妨害となる寺院の鐘、工場のサイレン等の使用を規制する[58][152]。
  - 10月1日 - 新湊警防団を廃止し、高岡市新湊警防団を新設する[153]。
  - 11月14日 - 防空従事者扶助金支給規定取扱手続を定める[154]。
- 1943年（昭和18年）
  - 4月 - 富山高岡両市の警察官に対して鉄兜及び防毒面を支給し、警報発令中は巻ゲートルに戦闘帽にて待機させる[59]。また市街地における建造物のガラス窓に紙を貼り破片の飛散を防止させる[59]。
  - 5月 - 富山県が各市町村に対して防空頭巾作成の指導について移牒する[60]。
  - 5月18日 - 兵第1148号「戦時災害保護法ノ適用関係等ニ関スル件」を通牒する[155]。
  - 7月 - 家庭防空壕を一戸につき一つ作らせるように運動を展開する[59]。
- 1944年（昭和19年）
  - 4月3日 - 富山城址にて大阪及び神戸へ供出する消防ポンプ車55台の壮行式を挙行する[156][157]。
  - 4月25日 - 戦時特殊損害保険法、戦時特殊損害保険法施行令及び戦時特殊損害保険法施行規則を施行する[158][159][160]。
  - 6月1日 - 「防空法ニ基ク実費弁償支給規定」を定める[161]。
  - 8月25日 - 家庭用及び公共用防空壕の整備強調週間を設ける[63]。
  - 9月7日 - 総第326号「戦時災害発生時ニ於ケル組合貯蓄ノ取扱ニ関スル件」を通牒する[162]。
- 1945年（昭和20年）

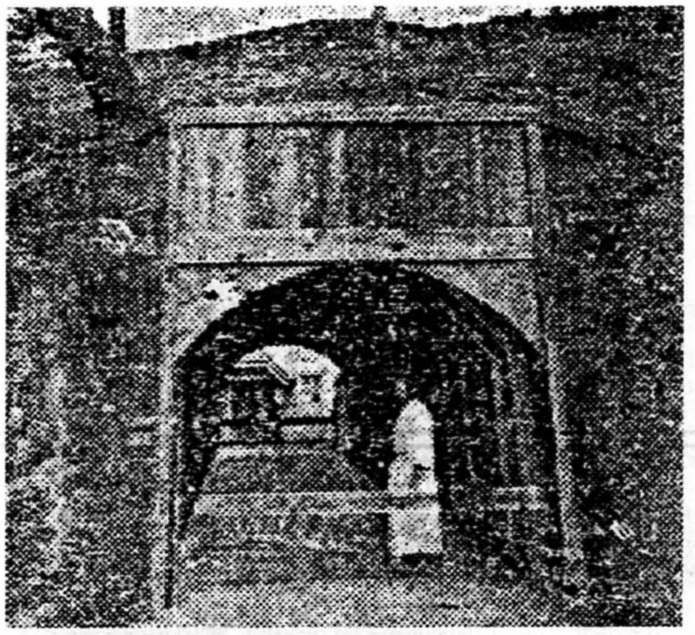
富山県護國神社境内に完成したポンプ車の掩体壕

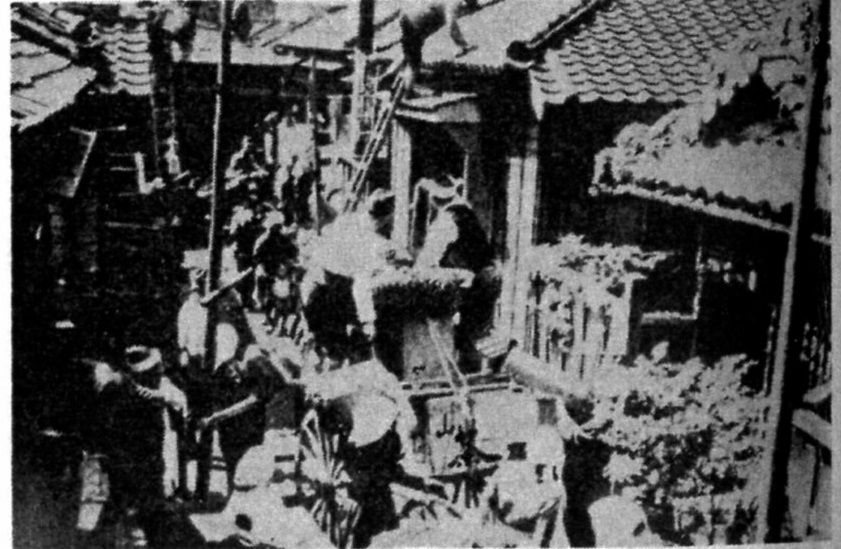
富山市における建物疎開

- - 2月 - 富山県が空襲応急対策実施要綱を制定する[65]。
  - 2月10日 - 戦時特殊損害保険法施行規則第14条に係る地域に富山市及び高岡市を指定する[163]。
  - 2月11日 - 富山県が東部軍管区より東海軍管区に移る[79]。
  - 2月27日 - 野坂富山県土木長、前田富山市助役、若林富山市防空課長等が上京し、内務省を訪れ富山市の防空施設につき協議を行う[64]。
  - 3月10日 - 兵第416号を以て富山県が各市町村長及び地方事務所長に対して「戦時災害罹災者ノ救助ニ関スル件」を通牒する[66][164]。
  - 3月20日 - 警防第423号及び警防第426号を以て「空襲応急対策実施要綱」及び「衣料品等分散疎開実施要綱」を通牒する[165]。
  - 3月29日 - 富山市内100ヶ所に貯水池を設置することを決定する[67]。
  - 4月2日 - 第209師団が編成される[80]。また、特高4第78号を以て「敵宣伝「ビラ」ノ届出ニ関スル件」を通牒する[166]。
  - 4月3日 - 富山市にて女子救護協力隊を結成し、警防団に配置する[69]。
  - 4月5日 - 富山市が同日より同月25日までを防空壕緊急整備完成運動期間と定め、各町内会等にその整備を促す[167]。また富山県内政部長より各官公庁及び学校に対して渡り廊下や隣接する木造家屋等を取り毀すように通達する[69]。
  - 4月7日 - 文教第448号「空襲ニ依ル罹災中等学校生徒ノ取扱ニ関スル件」を通牒する[168]。
  - 4月17日 - 酒桶80本を防火用貯水槽として富山市内に配置する[67]。
  - 4月19日 - 兵第564号「罹災証明書ニ関スル件」を通牒する[169]。
  - 4月22日 - 初めて米機B-29が富山市上空に飛来する[70]。また、富山市に防空対策審議会を設置する[65]。
  - 4月25日 - ポンプ車の掩体壕が富山県護國神社地内に完成し、その竣工奉告祭を行う[68]。
  - 4月27日 - 第209師団所属歩兵第514聯隊（加越第3部隊）を編成する[82]。
  - 4月30日 - 富山市が153万6千500円の予算を以て、600の公共防空壕と100の貯水設備を整備し、また狭隘なる道路の拡幅をする旨決定する[170]。また富山市防空対策本部を設置する[170]。
  - 5月1日 - 高射砲第112聯隊第4中隊（東部第1903部隊調布隊）が新湊に駐屯する[106]。また歩兵第514聯隊（加越第3部隊）長に力石勝寿中佐が着任する[82]。
  - 5月16日 - 富山市岩瀬地区西宮の一部に強制疎開命令を下す[66]。
  - 5月24日 - B-29が静岡県御前崎方面より日本本土に飛来し、富山湾に機雷を投下して離脱する[171]。
  - 5月26日 - 同日午後11時50分ごろ、B-29数十機が富山湾に飛来し機雷を投下する[171]。
  - 5月28日 - 特殊船舶工兵第49聯隊（暁第19838部隊）が伏木駅に到着し、駐屯を開始する[106]。
  - 5月29日 - 富山市国民義勇隊の結成式を富山県護國神社内において行う[71]。
  - 5月30日 - 富山市役所職員等にて組織する職域義勇隊が結成される[71]。
  - 5月31日 - 富山県国民義勇隊の結成式を富山県護國神社内において行う[71]。また、警防第741号「空襲罹災者心得ニ関スル件」を通牒する[172]。
  - 6月5日 - 伏木方面に投下された機雷のうち15発が火薬の回収のため速水鉄工所に持ち込まれたが、作業の拙速によって機雷が爆発し13名の死者を出す[90]。
  - 6月10日 - 高射砲第112聯隊第4中隊（東部第1903部隊調布隊）が氷見駅周辺に移動陣地の構築を開始する[106]。
  - 6月15日 - 高射砲第112聯隊第4中隊（東部第1903部隊調布隊）がB-29計3機の侵入に対して反撃し、これを退避せしめる[107]。
  - 6月16日 - 新湊漁港一帯に60発の機雷が投下され、死者25人に及ぶ[96][91]。
  - 6月19日 - 富山湾内で演習中であった海防艦沖縄等3隻によって、アメリカの潜水艦ボーンフィッシュ (SS-223)が撃沈される[108]。
  - 6月21日 - 歩兵第514聯隊（加越第3部隊）が神通中学校において軍旗奉拝式を挙行する[173]。
  - 6月25日 - 富山県庁に警視庁や愛知、大阪等の警察部代表と富山をはじめとする各県警防課長が参集し、中都市消防力強化措置要綱基準を定めて、富山県に重数台の消防ポンプ車を割り当てる[174]。
  - 6月30日 - 東岩瀬の一部地区に強制疎開命令を発する[72]。
  - 7月4日 - 同日午前1時45分ごろ、B-29一機が富山湾に飛来する[72]。
  - 7月7日 - 防空法により富山市の第1号乃至第21号の地区（59442坪）及び高岡市の第101号乃至第107号（4860坪）の地区を防空空地に指定する[72][175]。
  - 7月9日 - B-29計6機が飛来し、富山湾に機雷を投下する[176]。
  - 7月10日 - 新湊に機雷が投下され、陸上に対する空襲も行われる[92]。
  - 7月16日 - 縁故疎開を行うため、富山市立総曲輪国民学校、富山市立愛宕国民学校、富山市立西田地方国民学校、富山市立星井町国民学校、富山市立五番町国民学校、富山市立八人町国民学校、富山市立柳町国民学校、富山市立清水町国民学校、富山市立桜谷国民学校、富山市立呉羽国民学校、富山市立安野屋国民学校、富山市立奥田国民学校、富山市立東部国民学校、富山市立山室国民学校、富山市立新庄国民学校及び富山市立岩瀬国民学校を当分休校とする[75]。また、老人、幼児、妊婦の疎開を開始する[74]。
  - 7月18日 - 婦負郡宮川村広田の民家に機雷が投下される[109]。
  - 7月20日 - B-292機が富山市上空に飛来し、投下されたパンプキン爆弾により死者47人、重軽傷者40人、また家屋4戸が火災に遭ったほか、家屋約50戸が損害を受ける[110][177]。
  - 7月24日 - 富山市中田に米機飛来し、爆弾を投下する[178]。
  - 7月26日 - B-29が伏木新湊方面において機雷を投下したのち、富山市に来襲し豊田にパンプキン爆弾を投下して民家三棟が爆砕、また多数の死傷者を出す[96][179]。
  - 7月28日 - 同月7日の指定に係る防空空地指定区域の強制疎開を完了する[73]。
  - 7月31日 - 午後8時頃、富山市下奥井に米機が飛来し空襲予告のビラを撒布する[180]。
  - 8月1日 - 富山県が富山市、高岡市、氷見郡氷見町（現・氷見市）に防空空き地を指定する[181]。富山聯隊区においては重要防護施設に部隊を配置し、警防団及び女子協力隊は非常体制に入る[174]。午後8時30分頃、新湊町南方及び射水郡塚原村川口附近において空襲により2戸が全焼する[92]。また、富山市に警戒警報が発せられる[180]。午後9時50分頃、警戒警報は空襲警報となる[180]。しかし10時半頃、米機は長岡方面に離脱する（長岡空襲）[180]。
  - 8月2日 - 午前0時15分頃、再び富山市に空襲警報が発令される[180]。

## 富山大空襲

### 大空襲前夜

#### 日本側

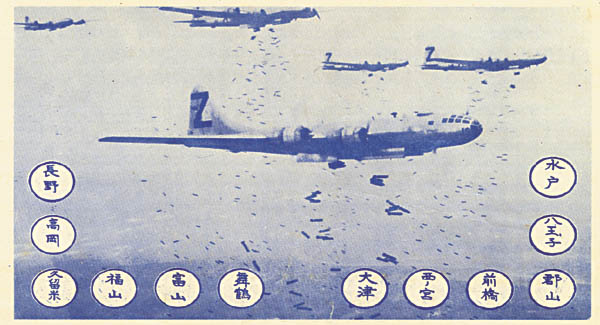
アメリカ軍によって撒布された伝単。

8月1日からの空襲に先立っては、アメリカ軍はその4、5日前から富山市に対して伝単（ビラ）の撒布を行って空襲の実施を予告していた。7月31日午後8時24分頃には富山市下奥井に米機が飛来し空襲予告の伝単3万枚を撒布したという。8月1日の午前中にも行われたという証言もある。この伝単の撒布は富山市に対してのみならず、8月1日から2日にかけて空襲が予定されていた12都市（水戸、八王子、郡山、前橋、西宮、大津、舞鶴、富山、福山、久留米、高岡及び長野）すべてにおいて行われた米軍の心理作戦の一環であった。これらの伝単は投下された後、警察によって回収されたため一部の人しか読むことができず、またその空襲がいつ行われるものなのかということは書かれていなかったが、市民のうちには8月1日に空襲が行われるものと信じていた人々も多かったという。例えば富山市砂町の住民は、8月1日の夜が危ないということを信じていたので、最初に空襲警報が発令された際に町内をあげて逃げ出し、結果として一人の死者をも出さなかったという証言が残る。
一方、軍や警防団も8月1日中に警戒を強めている。森田範正富山聯隊区司令官は防衛部隊を官公庁及び重要軍需工場に配置し、警防団及び女子協力隊はすべて非常配置につき、富山市国民義勇隊や各町内会の防護班も空襲への警戒態勢をとっていた。
8月1日午後8時半頃、ラジオにて「東海軍管区司令部発表、敵B-29の編隊は二十時三十分熊野灘方面より只今北上中」との放送があった。同じころには新湊町南方及び射水郡塚原村川口附近において空襲により2戸が全焼している。そして午後8時40分には警戒警報が発令され、午後9時50分には空襲警報となった。空襲警報と同時に富山市上空にB-29が飛来したが、空襲は行わずに南方へと去っていった。また10時半頃にもB-29の編隊が飛来したが、これも長岡方面へと去っていった。そして午後11時頃には空襲警報は一旦解除となってしまったのである。富山市民はひとしくほっとした気分になり、「今夜はもう来ないだろう」と考えて寝てしまった人もあったという。またその夜には富山飛行場所属の戦闘機が富山湾を哨戒中に墜落するという事故が起っており、富山警察署長は部署を離れてその現場に急行している。このことも同日に空襲が行われるはずがないという判断があったものであろうという指摘がある。

#### アメリカ軍側

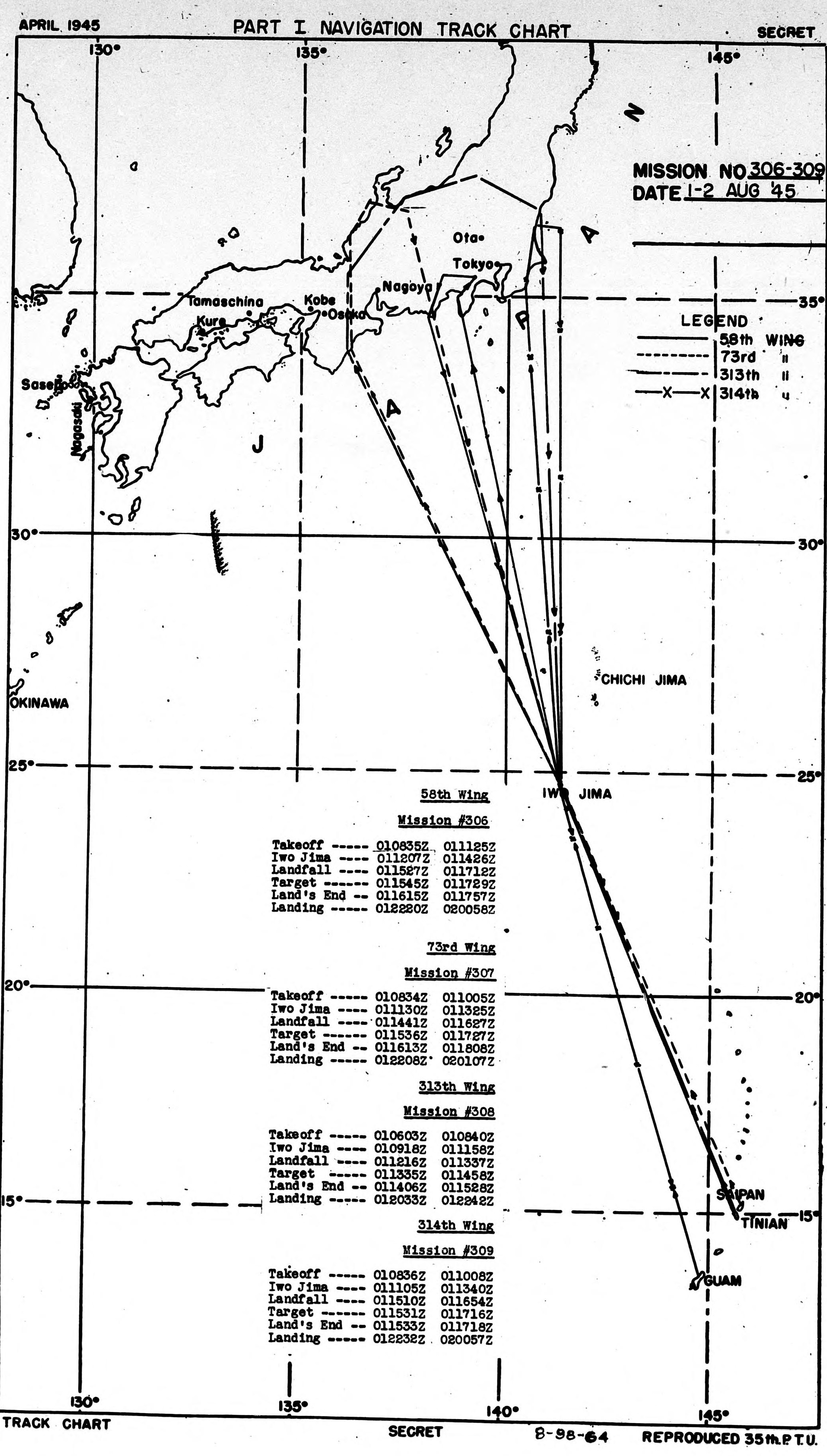
アメリカ軍の作戦任務報告書より米機の航路を示す図

1945年（昭和20年）8月1日付第20航空軍司令部野戦命令第12号によって第58爆撃団、第73爆撃団、第313爆撃団及び第314爆撃団に対して日本の4都市（富山、長岡、水戸及び八王子）に対する攻撃を行うように指令が下された。マリアナ時刻18時半 - 19時にサイパン島イスレー飛行場より飛立った第73爆撃団は、1800メートルより2700メートルの高度を以て硫黄島上空を経由し、午後11時40分頃に紀伊半島猪鼻岬方面にさしかかる。その頃に1機の双発機が接近してきたが、発砲も探照もせずに離脱していった。京都上空においても探照灯による探照が行われたが、照射されることはなかった。福井県東尋坊附近にて対空砲火に遭遇しているが、これも何ら損害を与えるものではなかった。この先にも石川県河北潟上空及び高岡市上空において探照が行われたという。
この日富山に飛来したのは4航空群で、富山に来襲したのは182機、爆撃を実行したのは機械的な失敗やパイロットの操作ミスなどで攻撃出来なかった8機を除いた174機であり、1機あたり7トンの爆弾が搭載されていた。富山市に4航空群が割当てられたのは、その破壊に際しては1平方マイル当り225トンの爆弾が必要であるとされたためであった。富山に飛来した出撃機の数は8月1日及び2日に行われた長岡空襲、八王子空襲及び水戸空襲の中において最大のものであった。

### 概況

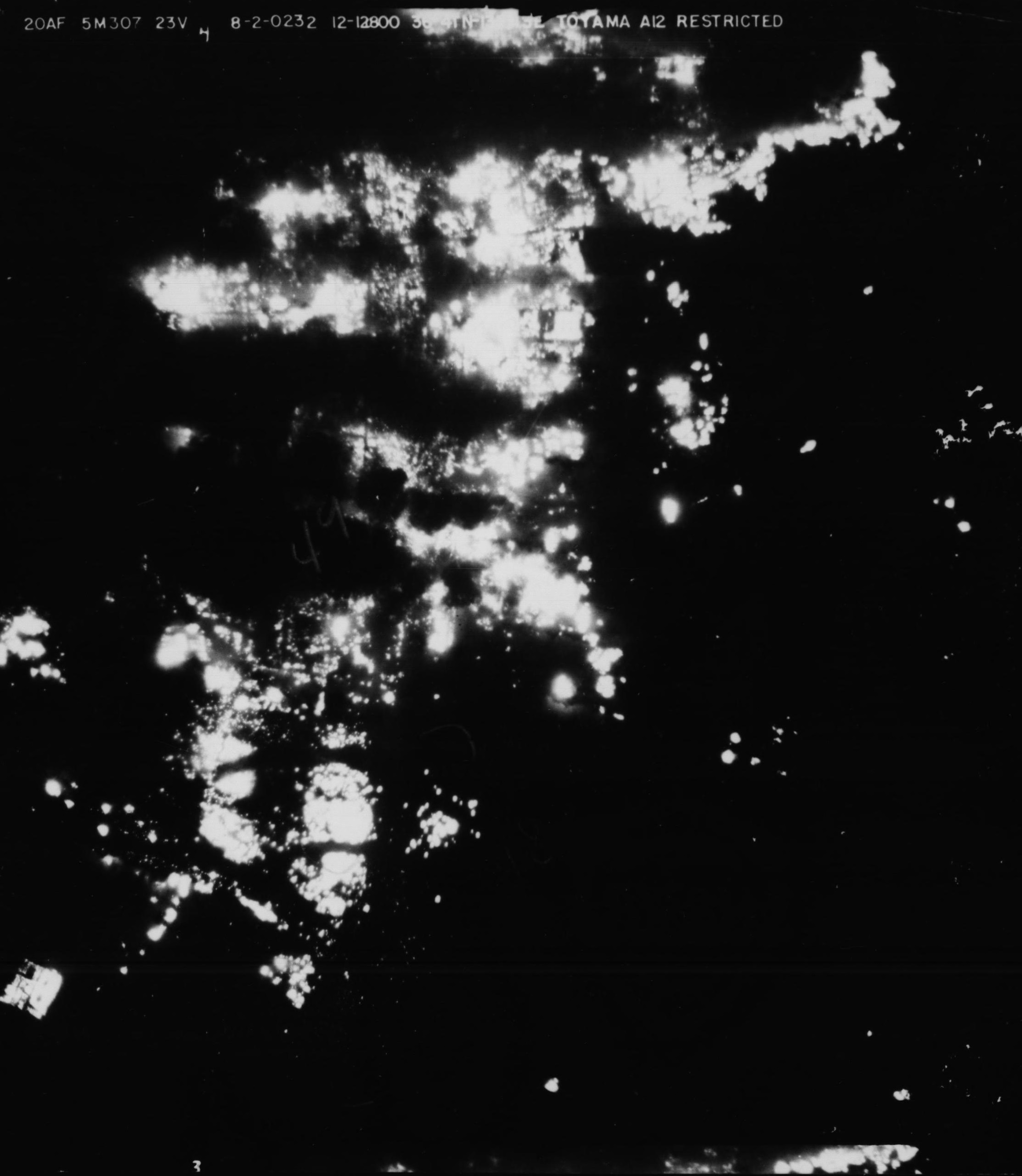
空襲により炎上する富山市市街地。

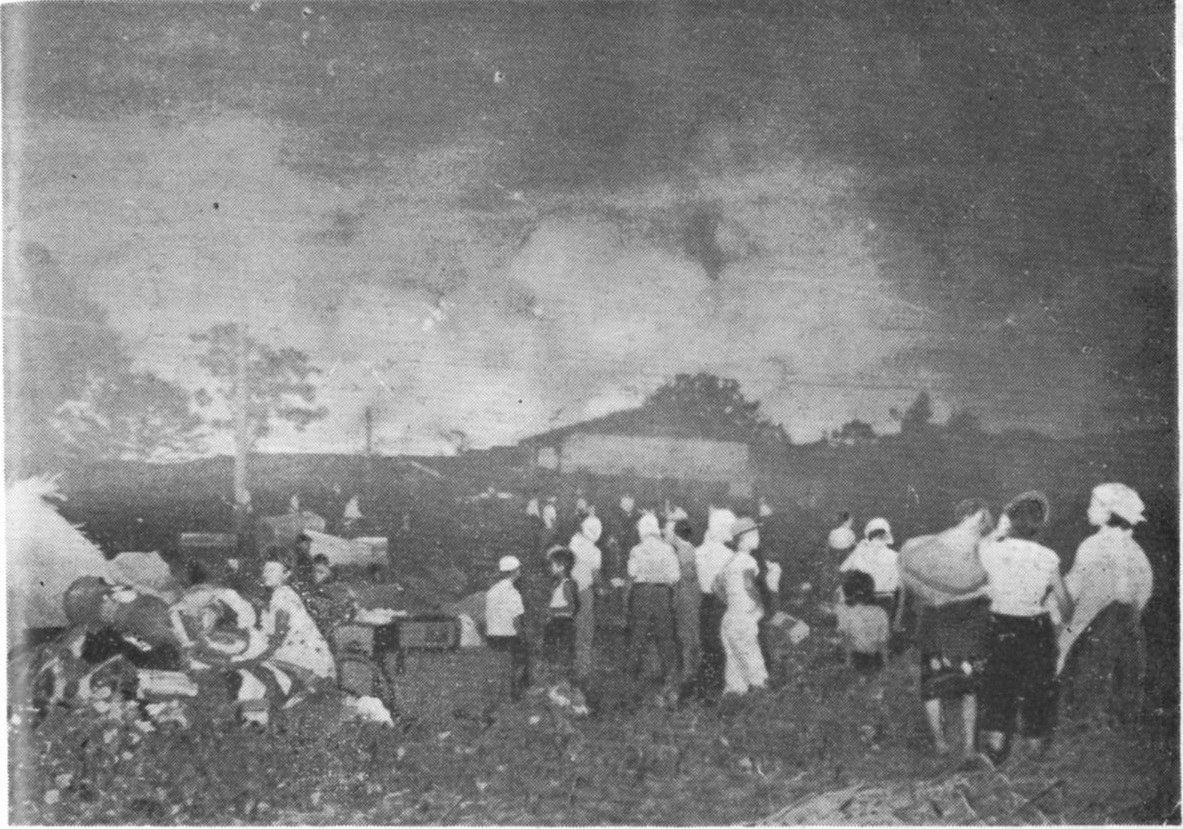
空襲により炎上中の富山市と避難民。

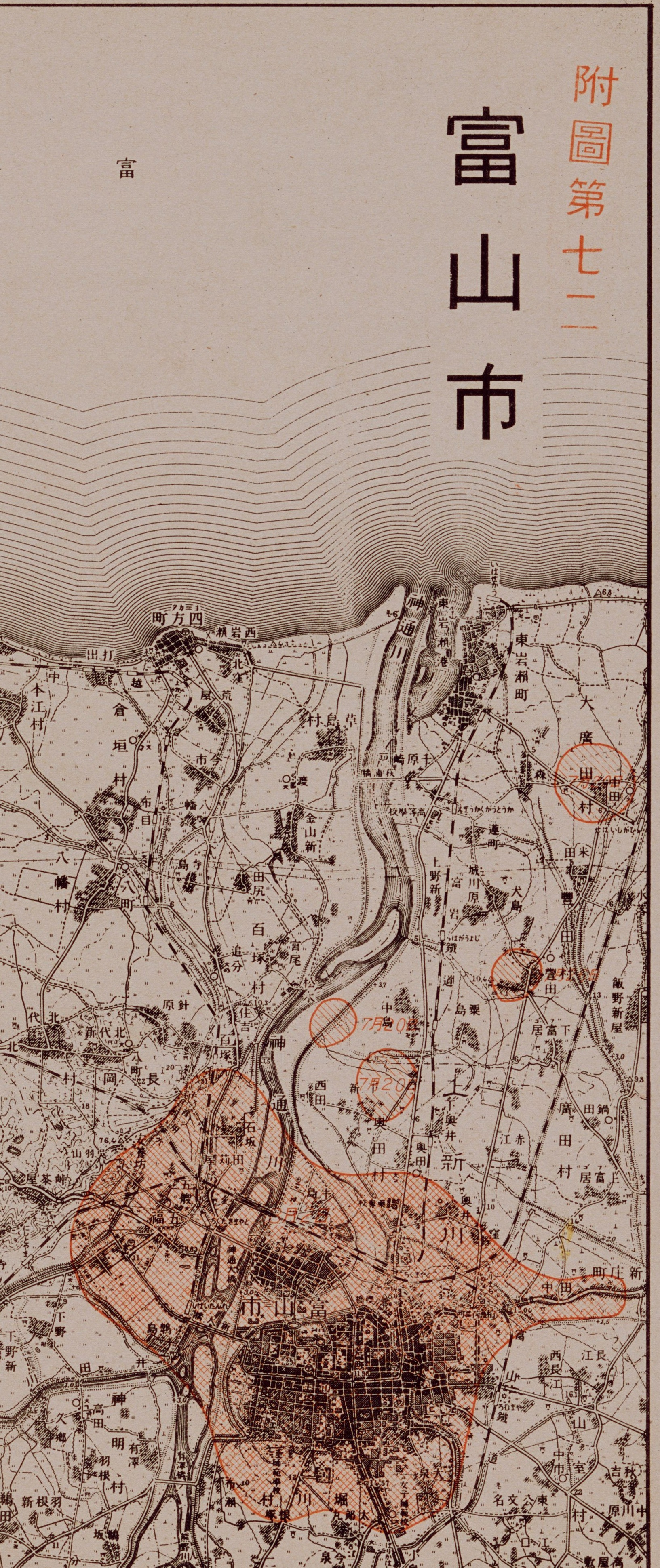
第一復員省による富山市の戦災概況図。

8月2日午前0時15分、再び空襲警報が発令され、0時半頃に米機が西南方面より富山市に飛来した。この日の富山市の天候は米軍観測機の報告によると、快晴であり約5メートルの南西の風が吹いていた。富山市内は完全な燈火管制下にあったといわれているが、先頭機が0時36分に爆撃中心点（富山城跡東南角）に照明弾を投下したためこれはあまり意味をなさなかったという。0時36分頃に最初の焼夷弾が呉羽山方面及び神明国民学校学区内に投下され、やがて五福及び田刈屋方面に火の手があがった。続いて富山駅前、布瀬、稲荷町、裁判所方面が火災になると、富山市民は東京大空襲において採用された市民を袋のねずみにして焼き殺すという「あぶり出し戦術」を想起し恐怖におののいたという。米軍は爆撃中心点を富山城址東南の大手町方面に設定し、これを中心に富山市市街地を爆撃を行い続けた。富山市は爆撃が続くにつれ火の海と化し、午前2時27分に空襲が終ったころには12740発（1,465t）の焼夷弾が投下されていた。米機は立山連峰方面へと離脱した後に南下し、静岡県御前崎辺りで日本本土を離れた後、午前8時頃から10時頃にかけて全機サイパン島へと帰投した。目標地域1.88平方マイル
（4.87km2）のうち1.87平方マイル（4.84km2）を破壊し、破壊率は99.5%であったと米軍によって報告されている。
アメリカ軍によって投下された焼夷弾の内訳を見るに、先ず最も多いのはM47A2で7828個であった。次に多かったのはM17集束焼夷弾（500ポンド集束焼夷弾）であり合計4525個が投下された。この焼夷弾一発の内にはM50焼夷弾が110本集束してあるので、富山大空襲においては約50万発のM50焼夷弾が降り注いだ計算になる。M19集束焼夷弾は300個が投下され、その内には14400発の小型ナパーム焼夷弾が集束されていた。他にも87発の焼夷弾が投下され、41発の照明弾が使用されている。戦後になってもこれらの焼夷弾は不発弾として発見される事例がある。
上述の如き気象条件に加え、投下された焼夷弾の規模が日本側の予測を大きく上回るものであったことも被害を拡大させる原因の一つとなった。『富山市史 第三巻』においては「火災は地を這い或は中天に狂い、防衛諸機関や一般市民の防護活動も、この烈しい投弾と猛火に対抗することはできなかった」としている。富山市内の高射砲陣地は一斉に米機に対して対空砲火を加え、そのうち41機がこれを浴びせかけられたというが、結果としては1機に損傷を与えるに留まった。空襲下においては必至の鎮火活動が行われ、奥田、綾田、山室、堀川等の郊外においてはその成果によって鎮火に成功したという報告もあるが、逃げる市民を防空指導者が火災の中に追い返し、これを死に至らしめたという証言もある。

### 戦災応急措置

#### 銃後
警防団は空襲下においてその消火活動に挺身したが、配備されていたポンプ車は長時間放水のために空襲開始より5時間後には半数以上が故障を来し、また道路のアスファルトは熱によって膨れ上がり、各隊の相互連絡も全く途絶していたので消火活動は満足に行えなかったという。富山警防団に配備されていたポンプ車のうち四方方面にあった1号車は猛火のために富山市に入り得ず、2号車は富山駅にて機関庫防衛のため活動中のところ爆撃のために破損し、3号車は愛宕国民学校にて走行不能となり、一分団車は富山市庁舎器具置場附近にて爆撃のため焼損した。警防団の庁舎も全焼している。猛火に処し得ずして「各自十名以上の女子供や老人を連れて安全な場所へ退去せよ」という命令を下された隊員もいたという。富山県下の各警防団や高岡市に配備されていた大阪市特設常備消防隊も応援に駆けつけたが、高温の輻射熱のためにいずれも富山市に入ることができず、明け方になってからようやく消火活動に従事することができるようになった。しかし警防団の消火活動が全く効を奏しなかったわけではなく、奥田、綾田、山室、堀川等の郊外においてはその成果によって鎮火に成功したという報告もある。
鎮火した後は警察及び警防団共に負傷者の救護、罹災者への給食、あるいは屍体の運搬に従事した。これらの事業は岡本茂富山県知事、石坂豊一市長等の会合によって8月2日午前8時より協議され、その後直ちに市民に対して広告が行われている。これによると重傷者はすべて不二越病院に収容し、応急救護所は富山県庁、興業銀行富山支店、富山県立富山中学校、不二越鋼材、北陸配電診療所、古里保養院、農業滑川第二病院、篁医院、新庄国民学校、呉羽国民学校、奥田国民学校、富山高等学校及び山室国民学校に開設し、神通川磧、富山薬学専門学校校庭、覚性寺（新庄町）、長光寺（五福）、光厳寺（梅沢町）を屍体収容所に充て、富山市周辺の各国民学校を罹災者の収容所とした。富山駅前、富山県立神通中学校、富山県護國神社境内、中教院前広場、富山県立高等女学校においては8月2日中の食糧として乾パンを支給し、その後小杉町、大久保町、水橋町等の各町村より寄せられた炊出しを罹災者に提供した。このように罹災者に対して食糧を広く行き渡らせることに成功したので、富山県においては空襲直後に食糧難によって騒擾事件が起ることはなかった。
富山市は富山市役所が全焼したので、8月2日正午より富山県庁自動車車庫を仮事務所として食糧配給及び罹災証明書交付の事業を開始し、備蓄してあった応急救護医薬品10万7千円分を罹災者に対して配分した。富山郵便局も富山電報局に事務室を設けて同日中に郵便物の取扱を再開している。富山県工作隊及び国民義勇隊は焼跡の整理事業に着手し、電線や橋梁の応急処置、道路の整理清掃を行った。8月4日に至って富山市内の各銀行が非常払出しを開始し、8月5日には富山市が戦災対策本部を設置、8月14日からは無縁故の罹災者に率先して応急救助金を支給した。

#### 郊外各地区

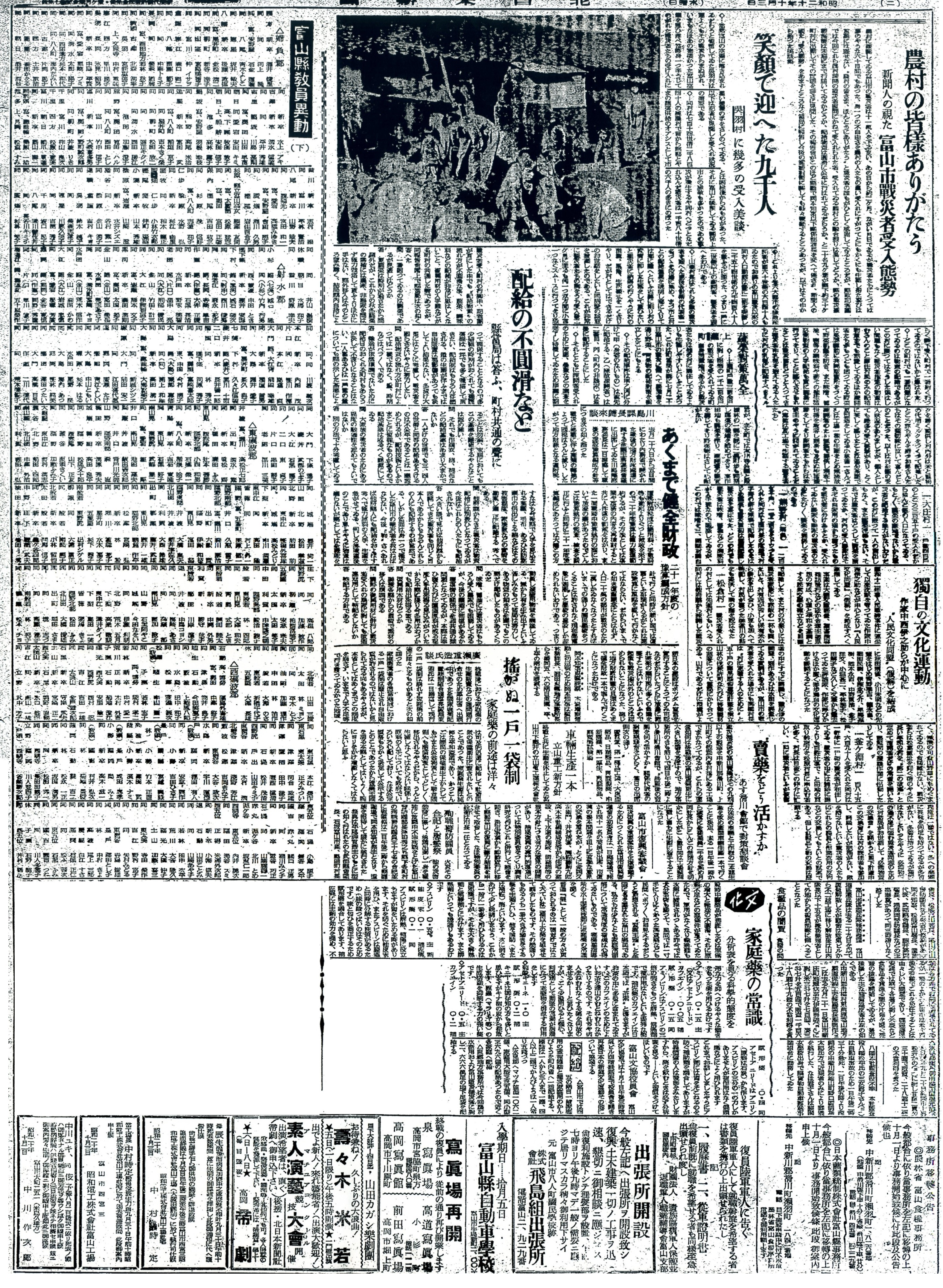
各町村における富山大空襲罹災者の受け容れ状況を報道する新聞。

富山市市街地は壊滅的被害を受けたので、空襲後は避難者によって周辺地域の人口が増加した。例えば、1945年（昭和20年）9月20日付の通牒である衛1600号「罹災者疎開者等転入ニ伴フ結核予防施策徹底方ノ件」においては「近時多数ノ罹災者、疎開者等ハ県下各地特ニ農村ニ転住セル情況ニ有之候」と述べた上で、罹災者や疎開者に対する衛生的措置の徹底を呼びかけている。特に富山市に隣接する中新川郡舟橋村や上新川郡新保村、月岡村などにおいてその傾向が顕著であったという。以下はそうした各地区及び県内自治体における罹災者受容れ状況やその対応の一例である。

##### 山室地区（旧上新川郡山室村）
同地区（旧山室村）には不二越の工場が所在しており、空襲の際にはこれが第一の目標になるであろうと予想されていたが、実際に同工場が攻撃されることはなく、被害は比較的軽微であった。よって同地区においては富山大空襲の罹災者に対して救護に尽力し、上記のように不二越及び山室国民学校を応急救護所とし、重傷者用の病院として不二越病院を提供することができた。

##### 蜷川地区（旧上新川郡蜷川村）
同地区（旧蜷川村）は富山市中心部より離れており、空襲の際に被害を受けることは予想されておらず、多数の疎開者や疎開物品を受け容れていた。しかし実際には13戸の民家と上袋など地内の神明社を焼失し、5戸の民家が損傷を受け、蜷川国民学校校舎も疎開物品と共に全焼するなど少なからぬ被害を受けた。同地区は空襲後に罹災者に対する炊出しを行い、8月2日及び3日には一人に対して3合、その後は2合5勺の米を提供した。

##### 太田地区（旧上新川郡太田村）
空襲下においては太田国民学校に多くの避難者が集結し、その数は1700名から1800名に上ったという。同地区内（旧上新川郡太田村）において空襲による被害はなかった。町内会長は避難な者を整理し、非常電燈を整備し、また多数の婦人会員は炊出しを準備して、罹災者に対して2合５勺の米を提供して対応に当ったという。警防団員も市街地へと向い、類焼の防止及び負傷者の保護に尽力した。

##### 浜黒崎地区（旧上新川郡浜黒崎村）
1945年（昭和20年）8月24日に浜黒崎出張所から富山県食糧課長に提出された報告書によると、同地区（旧浜黒崎村）内には富山大空襲による罹災者が313人・82世帯、県外罹災者が70人・15世帯、疎開者は445人・109世帯が居たという。

##### 藤ノ木地区
藤ノ木地区（旧上新川郡島村内）には富山大空襲による罹災者360人がその国民学校校庭に避難し、そのうち行き場のない約100人は1945年（昭和20年）9月まで教室において藤ノ木軍友会や婦人会によって世話をされたという。

##### 上新川郡上滝町
上滝町においては同町の戸数300あまりに対して1200戸あまりの罹災者を受け容れたが、1945年（昭和20年）7月20日に町当局が富山市の戦災に備えて蔬菜類の配給対策を講じていたためにさしたる問題を生じずに済んだ。配給は対象者を甲乙丙の順序に分けて行い、甲は身寄なきもの、乙は縁故疎開者、丙は同町内における非農業従事者という区別であった。

##### 上新川郡大庄村
大庄村においては同村の戸数400あまりに対して350戸あまりの罹災者を受け容れた。同村は蔬菜の産地ではなかったが、自家用の畑でとれた作物を分け合うなどしてしのいだという。

##### 中新川郡
中新川郡においては富山大空襲後直ちに中新川郡救護義勇隊を結成し、8月2日午前4時に第一隊が富山市に到着。更に第二、第三及び第四隊を派遣して富山市民の救護に当った。

##### 中新川郡舟橋村
舟橋村においては343世帯、1146人の罹災者を受け容れた。1944年（昭和19年）には出征等により1191人にまで減少していた人口は、これによって増加し1946年（昭和21年）には1759人にまでなったという。

##### 中新川郡立山村
立山村村長であった佐伯豊邦が1945年（昭和20年）9月24日に岡本茂富山県知事に提出した戦時災害保護法に係る請求によると、当時同村には富山大空襲による221世帯、851人の罹災者がおり、これらの人々に対して食糧、被服、寝具及びその他生活必需品の配給を行うために73301円の費用が必要であったという。この請求は同年10月21日に認められ、中新川郡地方事務所長より立山村長に対してその通知が行われた。同年11月3日には再び富山大空襲罹災者救済のための費用として11577円の請求を行っているが、このときの内訳には16人分の埋葬料が含まれていた。「立山村役場疎開者名簿」によると、1946年（昭和21年）3月15日の時点において同村には未だ198世帯、813人の罹災者が滞在していた。

##### 中新川郡釜ヶ淵村
釜ヶ淵村においては185戸、690人の疎開者を受け容れた。

##### 婦負郡呉羽村
呉羽村には当時714世帯、2840人が暮らしていたが、富山大空襲によって同村に避難した富山市民は1180世帯、約6000人にのぼった。これ以前にも東京等県外からの疎開者640人も受け容れていたため、同村は一戸に対して2世帯以上の疎開者を擁することとなった。

##### 婦負郡熊野村
婦負郡熊野村においては230戸、1200名の罹災者を受け容れ、罹災者に対して薪や調味料、米等の配給を行った。

#### 軍

##### 歩兵第514聯隊（加越第21613部隊・加越第3部隊）

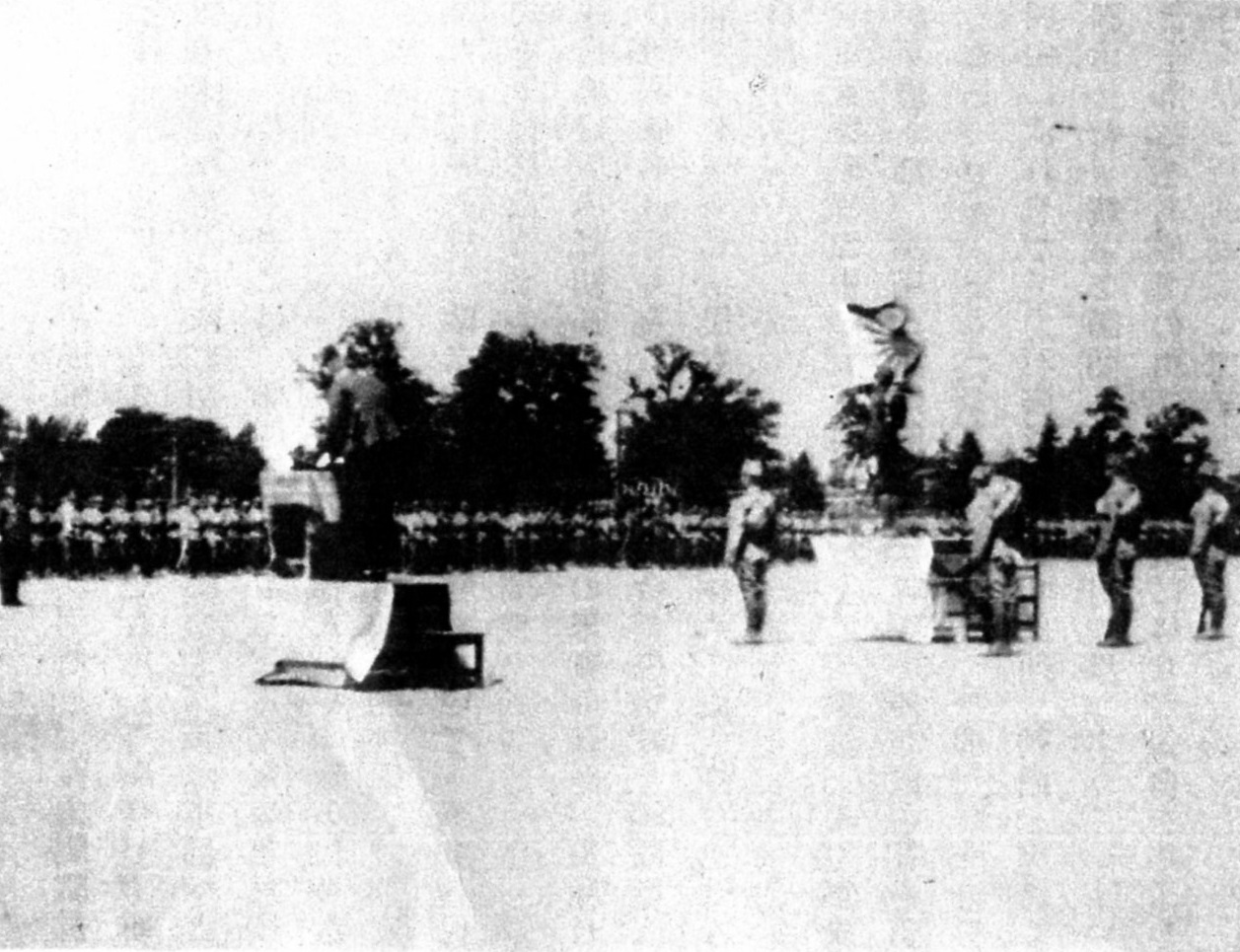
当時の歩兵第514聯隊

空襲下においては富山城址に聯隊司令部を置き、兵員は富山師範学校、大谷女学校、安野屋国民学校、神通中学校及び富山中学校等市内各所に屯して消火活動に当ったという。一部の部隊は猛火によって富山市内に入ることができなかったが、それでも避難することなく活動を継続し、特に同聯隊宮林作業中隊は焼夷弾の落下する中を松川に身を浸して司令部との往復を繰り返し、消火活動に挺身した。西町等の市街地にあって交通整理や避難誘導を行った部隊もあった。また同聯隊の山口重信少尉は空襲下に師範学校裏の冷川の中にあってその聯隊旗を死守したという。空襲後も衛生隊が罹災者の救護に当っている。

##### 金沢師管区歩兵第2補充隊（東海第96部隊）
8月2日0時頃の空襲警報発令と同時に兵員は配置につき、市役所や電話局、県庁等の市内重要拠点に各々一個小隊を派遣してその防衛に当った。

##### 富山飛行場所属航空部隊
富山飛行場所属の航空部隊においては前述のように空襲の直前に所属航空機が1機墜落しており、その対応に当っていた兵士は虚をつかれた形であったので迎撃を行うことができなかったと証言している。地元の部隊と富山飛行場にあった航空部隊とでは指揮系統が異なっていたため、戦闘機は1機も飛行することはなかったという証言も残っている。また、空襲当時には富山飛行場所属の軍用機の多くが既に婦負郡長岡村や呉羽村に空襲を避けて疎開されていたという証言もある。
しかし、実際には8月1日に長岡空襲に向った米機が富山上空を通過した際には、富山飛行場より飛行第53戦隊所属の二式複座戦闘機（屠龍）2機が出撃しており、8月2日の富山大空襲にあってもアメリカ軍は「敵機と判断される5機の飛行機に遭遇した。攻撃は受けなかった」と報告している。ただし、8月2日に出撃した5機の飛行機が富山飛行場より出撃したものであるかは不明である。

##### 高射砲第112聯隊第4中隊（東部第1903部隊調布隊）

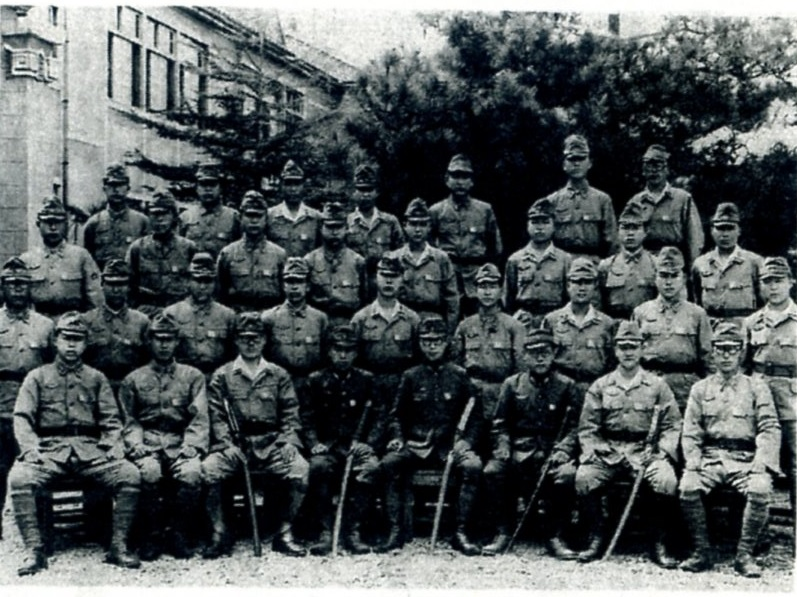
高射砲第112聯隊第4中隊（東部第1903部隊調布隊）

8月1日20時に同部隊は警急姿勢甲に入り、富山大空襲下においてはB-29を捕捉していたものの、配備されていた高射砲の射程外にあったため射撃を行うことはできなかった。

### その後の米軍
富山大空襲以降、富山県下においてはアメリカ軍機による攻撃を受けなかったが、1945年（昭和20年）8月2日23時頃には再びB-29が上空に飛来している。また、8月15日以降にはアメリカ軍の輸送小型専用機が富山市下新西町の日曹人絹パルプ工場内の捕虜収容所上空に飛来し、20個ほどのダンボール箱を投下している。富山市下奥井の立山重工業上空にもアメリカ軍輸送機が飛来したが、原因不明の事由により墜落炎上した。

## 被害

### 人的被害

#### 死傷者
詳細なる犠牲者数については各資料によってばらつきがある。1945年（昭和20年）12月27日に富山市が米軍へ提出した報告書によると2632人となっているが、1946年（昭和21年）に行われた戦災死没者一周忌追悼法要資料においては2511人、『富山市史 第三巻』、『富山県史』、『富山市史 通史〈下巻〉』等においては2275人、杉貴昌三の調査によると2553人、その後の1995年（平成7年）8月1日に富山市民プラザにおいて公開された「富山大空襲と復興展」においては2695人となっている。これに加えて歩兵第514聯隊の兵士が25人戦死している。警察官は3名、警防団員は15名、女子協力隊員は2名、富山駅駅員は2名が殉職した。
死者とされている人々の中においても氏名が明らかになっているのは全体の約65%であって、その全貌は未だ明らかにされているとは言い難い状況にある。これは全体の把捉が難しい状況にあることに加え、病院等の集団として生活している場所や職域毎の死者数が不明であったりするからであるという。例えば、伝染病の隔離病者が収容されていた富山神通病院は全焼しているが、その中でどれだけの人々が亡くなったかについては把握されていない。また、これらの死者数には重傷者であって、その後に戦傷がもとになって死亡した人々や不発弾に触れて死亡した人々は含まれていない。不発弾による事故の例としては、1945年（昭和20年）8月5日には富山県立富山中学校運動場において1名の死者、2名の重傷者を出した件、あるいは同年12月3日に富山市梅沢町において2名が即死、3名が重傷を負った件などがある。これらのことを綜合して実際の死者数は3000人に近いのではないかとする意見もある。
「富山市戦災状況一覧」による人的被害は次の通りである。なお、戦災以前の富山市における人口は168000人であり、世帯数は35600であった。
| 死者 | 重傷者 | 軽傷者 | 罹災人口 | 罹災世帯 |
| ---- | ------ | ------ | -------- | -------- |
| 2275 | 1900   | 6000   | 109592   | 24914    |

各国民学校学区別の推定死者数は次の通りである。
| 学区     | 死者数 |
| -------- | ------ |
| 総曲輪   | 441    |
| 愛宕     | 471    |
| 安野屋   | 353    |
| 西田地方 | 161    |
| 五番町   | 194    |
| 星井町   | 132    |
| 八人町   | 158    |
| 柳町     | 152    |
| 清水町   | 152    |
| 東部     | 22     |
| 堀川     | 67     |
| 奥田     | 50     |
| その他   | 200    |

#### 罹災人口
罹災前の富山市には市街地において21167世帯、人口92428名、それ以外の箇所において14443世帯、人口72572名、合せて35600世帯、165000名を擁していたのであるが、空襲によって市街地においては21167世帯、92428名、それ以外の箇所においては3747世帯、17144名、合せて24914世帯、109529人の罹災者を出した。したがって、富山大空襲における罹災人口は109592人であるといわれている。
これによって戦災者の多くは上述のように郊外へと疎開し、1945年（昭和20年）8月23日時点において罹災者のうち、その町内にとどまるものは市街地においては2338世帯、9512人、その他の箇所においては1773世帯、9512名、合せて4111世帯、17511名であった。

### 建造物
アメリカ軍は、「富山爆撃の結果、予定の目標地域の99.5％を破壊した」と報告しているが、この数値はあくまでも市街地の99.5％というわけではなく空襲に際してアメリカ軍が設定した目標地域の割合であることに注意せねばならないという指摘がなされている。つまりこの99.5％という数値に反映されている破壊率というものは、実際の富山市が受けた被害を指し示すものではなく、アメリカ軍が設定した目標地域に限った破壊率をいうものであって、仮に目標地域に対する実際の焼失面積の割合を算出するならば280％に及ぶのではないかというのである。実際にアメリカ軍の発表している損害地域の面積は約4.84平方キロメートル（1.87平方マイル）となっているが、富山市の発表による戦災面積は13.79平方キロメートル（4172700坪）に及んでおり、双方の認識にはかなりの開きがある。
上述の如く富山市の受けた被害は大きく、市街地における個人の住宅はほとんどすべてが消失し、戦災を免れたものはわずかに市街を離れた地域にあった西田地方や新庄、清水元町の一部（現在の平和通り以南）等の地域のうちの少数に過ぎなかった。かくの如き市街地の高い焼失率に拘らず、市街地外にあった工場群はそのほとんどが無傷であった。唯一奥井町の大正紡績が罹災しているが、当該区域は戦災地域たる永楽町に近接しており、もとよりこれは意図的なものではなかったのではないかと指摘されている。
富山大空襲により焼失した主たる建造物は次の通りである。市街地の全部が焦土と化し、一望の焼け野原となった富山市においてその姿を留めていたものは僅かに富山大和、電話局、電気ビル、富山県庁、富山放送局、日本興業銀行富山支店及び神通中学校に過ぎなかったという。

#### 官公庁等
富山市役所、富山市役所堀川支所、富山県会議事堂、富山地方裁判所、富山地方裁判所検事局、富山郵便局、富山税務署、富山刑務所、富山営林署、富山職業安定所、上婦負地方事務所、農林省富山食糧事務所、金沢専売局富山支局、富山駅、富山鉄道郵便局、富山県食料営団本部、富山県食糧営団支所、富山商工会議所、富山警防団本部、富山市立神通病院、富山市立保険診療所、富山市商工奨励館、富山市立工業指導所、富山市水道事務所、富山慈済院、行旅病者収容所、富山脳病院、浮浪者収容所、日本赤十字社富山支部、日本赤十字社富山支部病院、済生会富山支部病院、富山聯隊区司令部、富山兵営、旅団司令部、金沢憲兵隊富山分遣隊詰所、富山陸軍病院、富山市営住宅（全部）、稲荷軍事援護託児所、昭和会館、紀元二千六百年紀念富山県立図書館

#### 諸学校
富山市立富山高等女学校、富山市立化学工業学校、富山市立富山工業学校、富山市立富山女子商業学校、富山市立総曲輪国民学校、富山市立愛宕国民学校、富山市立西田地方国民学校、富山市立星井町国民学校、富山市立五番町国民学校、富山市立八人町国民学校、富山市立柳町国民学校、富山市立柳町国民学校、富山市立清水町国民学校、富山市立桜谷国民学校、富山市立呉羽国民学校、富山市立安野屋国民学校、富山市立奥田国民学校、富山市立東部国民学校、富山市立堀川国民学校、富山市立蜷川国民学校、富山市立青年学校、富山薬学専門学校、富山師範学校男子部、富山師範学校女子部、富山師範学校附属国民学校、富山県立富山第二工業学校、富山県立富山工業学校、富山県立富山高等女学校、富山県立富山第二高等女学校、富山県立富山盲啞学校、藤園高等女学校、大谷高等女学校、青葉幼稚園、愛護幼稚園、徳風幼稚園、富山市立富山幼稚園、富山市立清水託児所、富山市立愛宕託児所

#### 会社
北陸銀行営業部本館・倉庫および市内各支店、日本勧業銀行、富山合同無尽、富山信用組合本店・二番町支店、不動銀行富山支店、北國銀行富山支店、日本海瓦斯、廣貫堂、第一薬品工業、池田屋安兵衛商店、東亜麻工業富山工場、帝国繊維富山工場、黒川商店、帝国化成、不二越大泉工場、佐藤工業鉄工部、金七富山支店、北陸電気工事本社、朝日印刷、品川自動車商会、大正紡績、北陸被服工業、旭屋クリーニング商会、富山青果物、富山鮮魚、源、翠田炭酸飲料、島川製飴、鳥羽電機販売所、北日本新聞、富山地方鉄道本社、富山地方鉄道社宅及び寮、富山地方鉄道富山軌道線桜町車庫、電鉄富山駅、稲荷町駅、富山田地方駅、富山北口駅、新富山駅

#### 神社仏閣
富山県護國神社、富山中教院、日枝神社、白山総社、豊栄稲荷神社、愛宕神社、鹿嶋神社、金刀比羅神社（安野屋町）、綾田稲荷神社、清水町神明社、神明宮（千石町）、神明社（小泉町）、真宗大谷派富山別院、本願寺富山別院、大法寺、光厳寺、松寺永福寺、富山寺などの寺院、富山二番町教会、日本基督教団富山総曲輪教会

#### 一部焼失
富山県庁舎、富山放送局、富山電気ビルデイング、富山大和、富山県立神通中学校

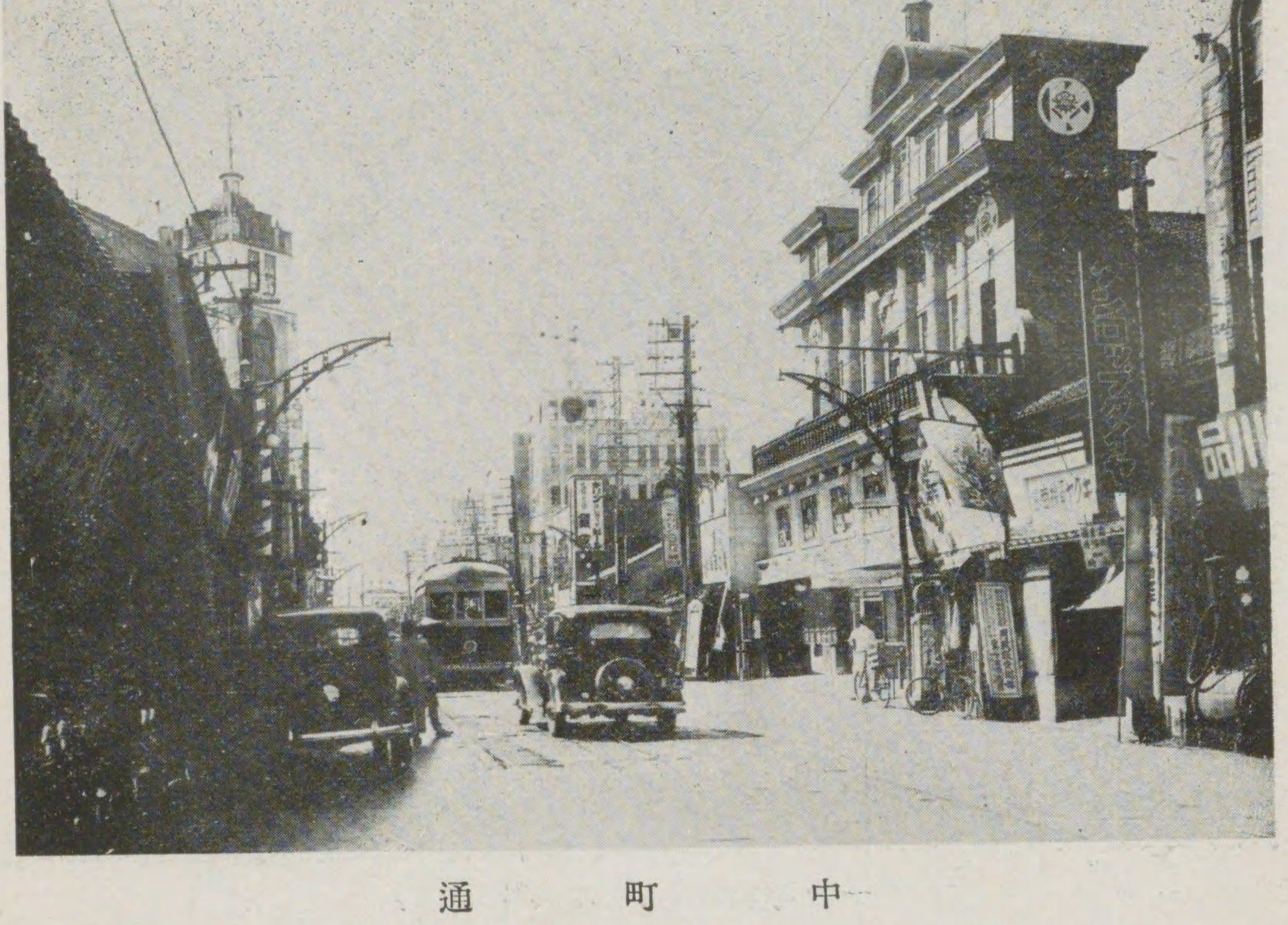
空襲前の中町附近より西町方面を望む。
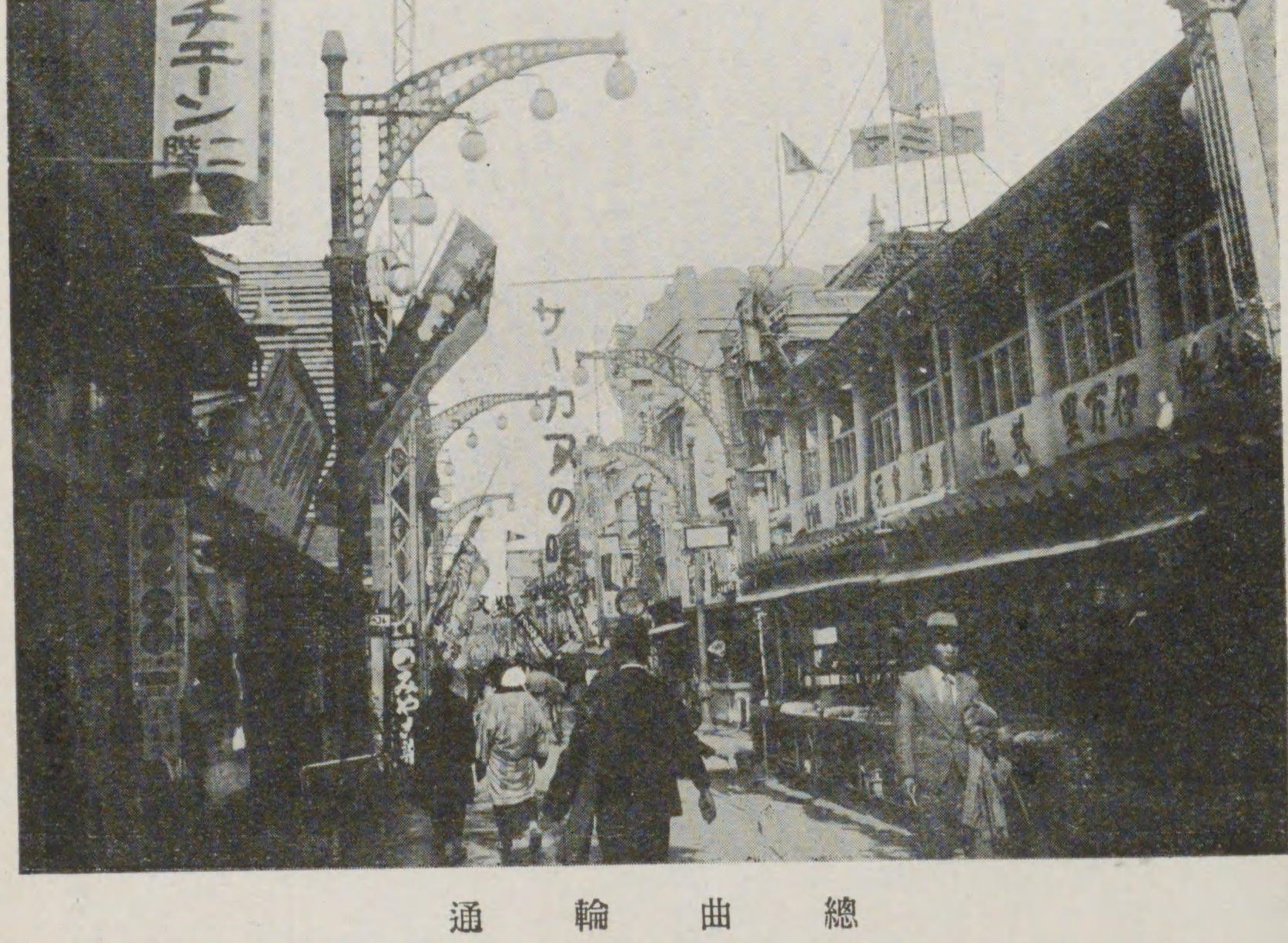
空襲前の総曲輪商店街。
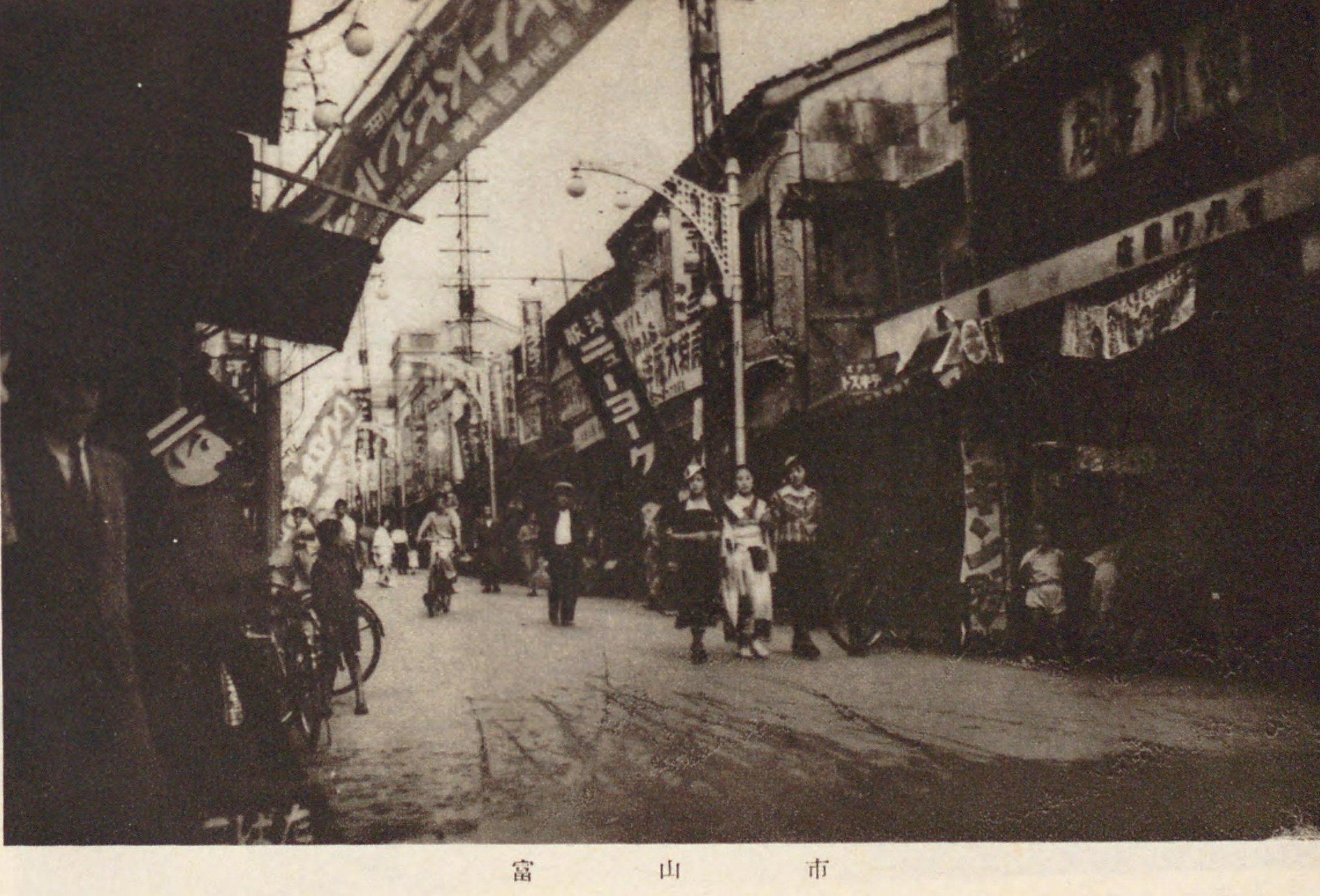
空襲前の富山市市街地。
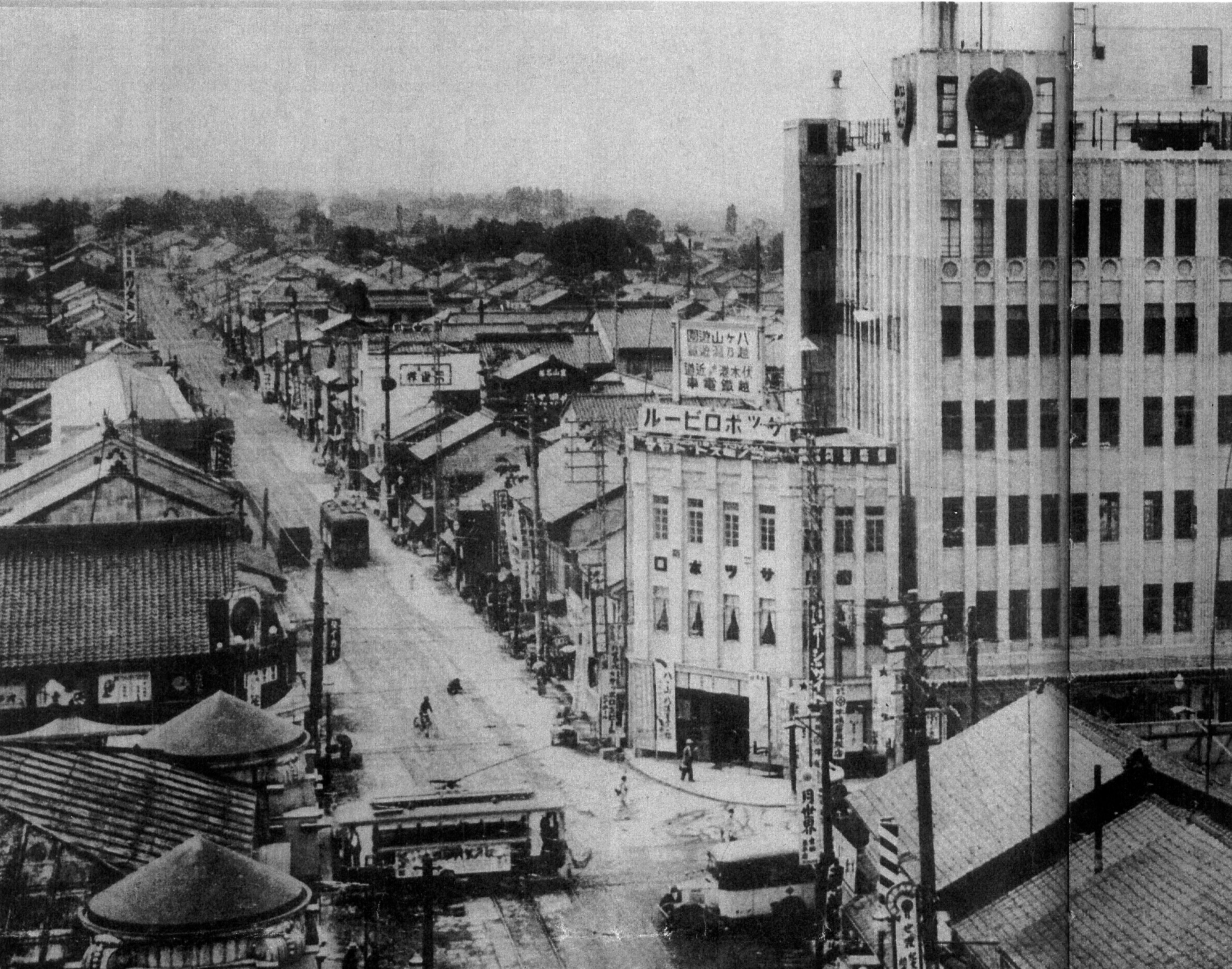
1935年（昭和10年）当時の富山市。
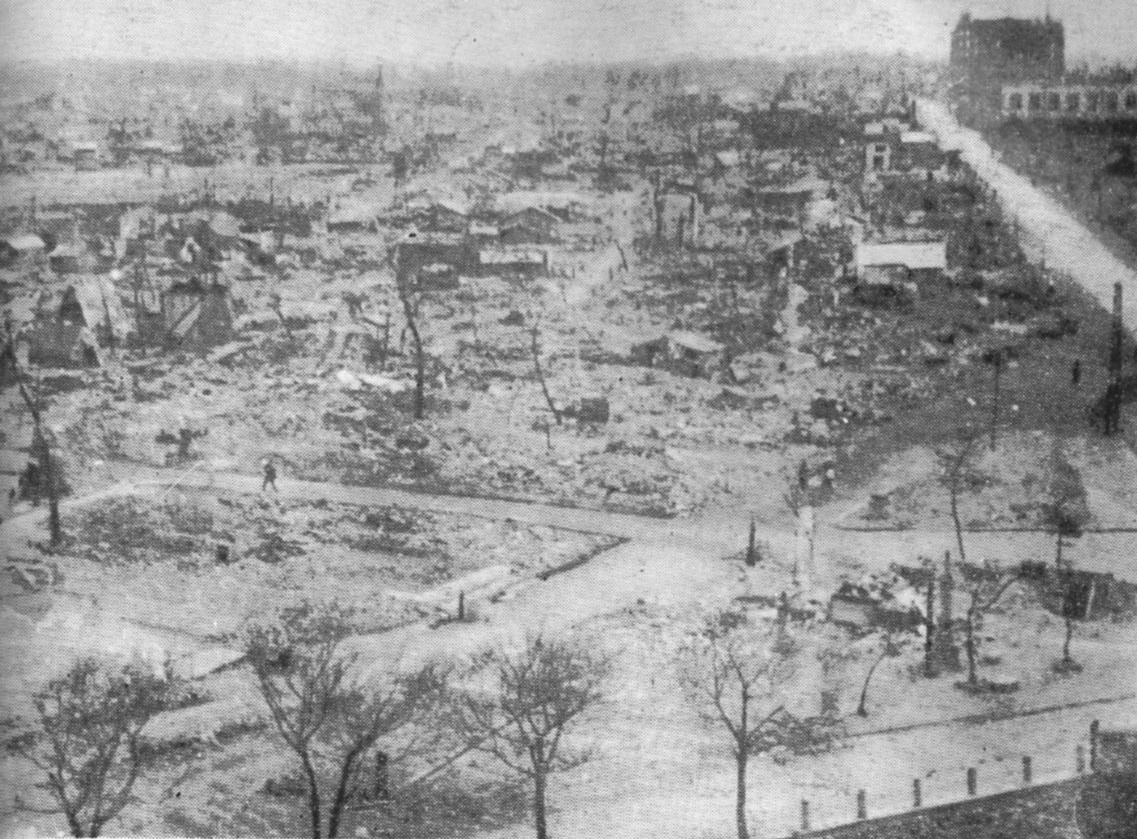
富山電気ビルデイング屋上から撮影された空襲直後の富山市。
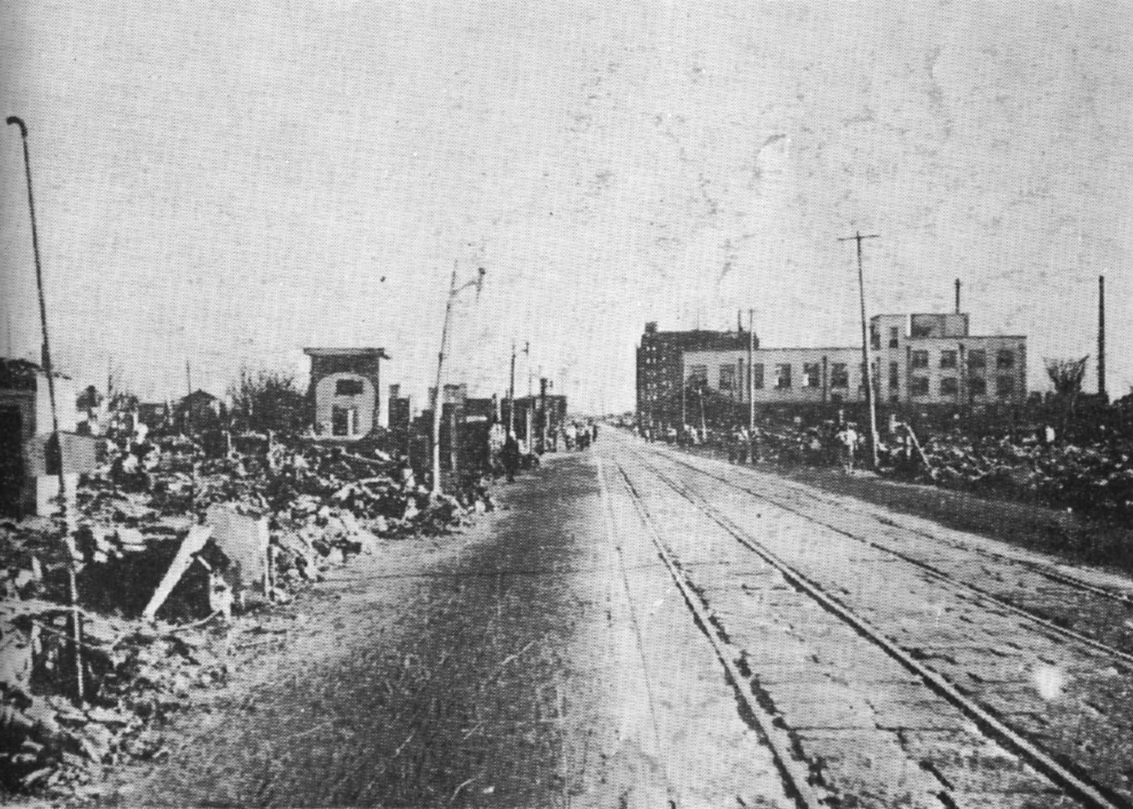
荒町附近より西町方面を撮影した写真。右に残っているのは電話局と富山大和。
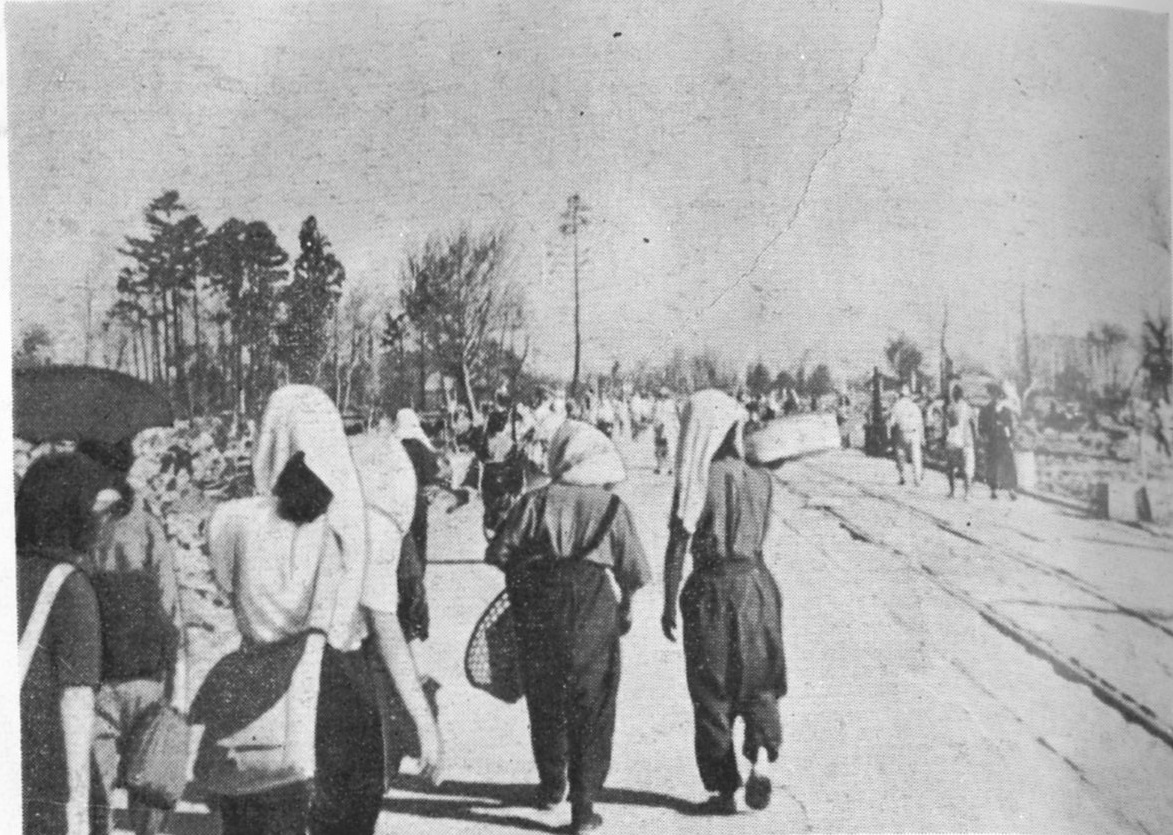
堀川小泉附近にて焼跡を歩く罹災者たち。
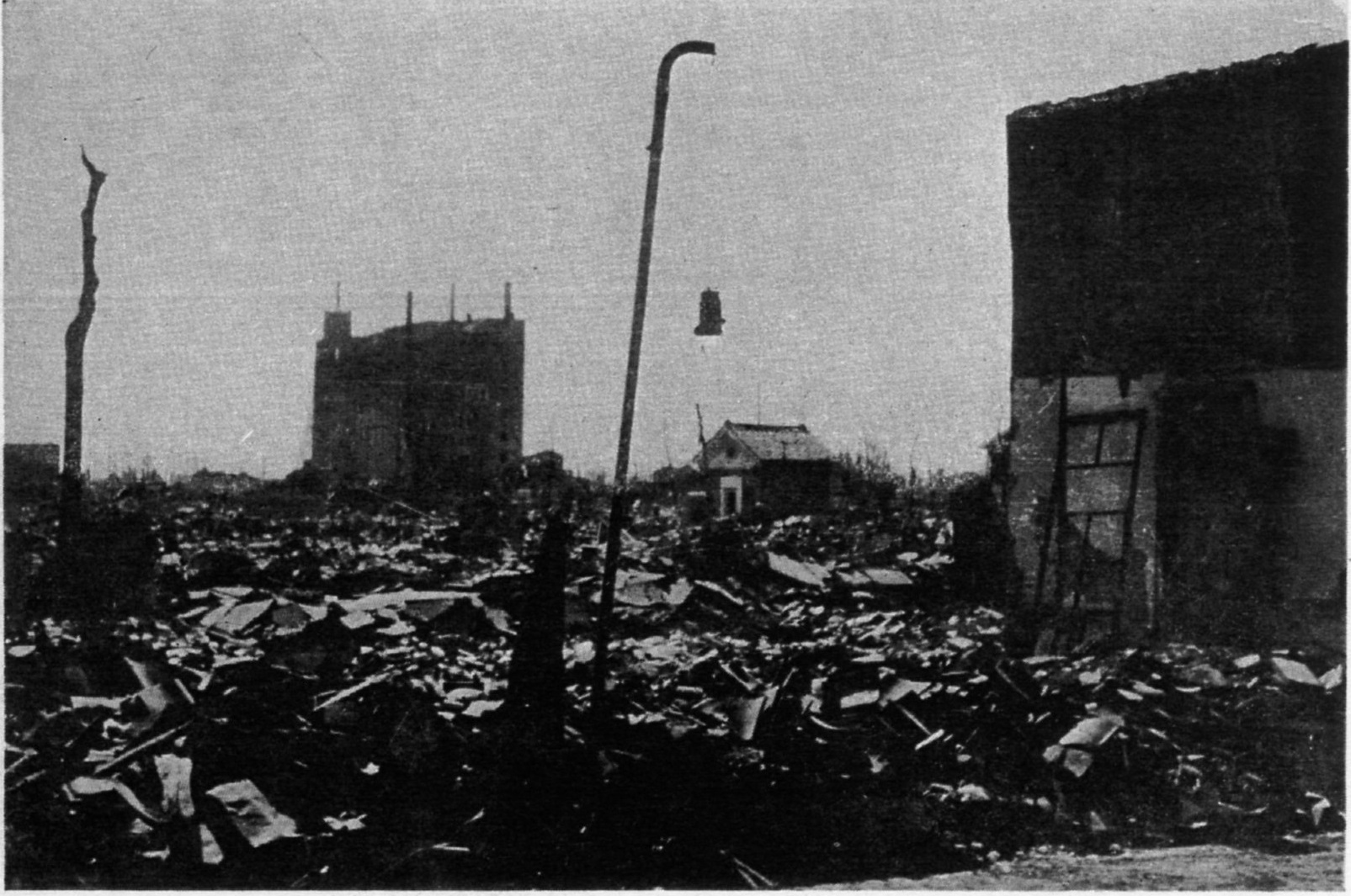
総曲輪商店街の焼跡。
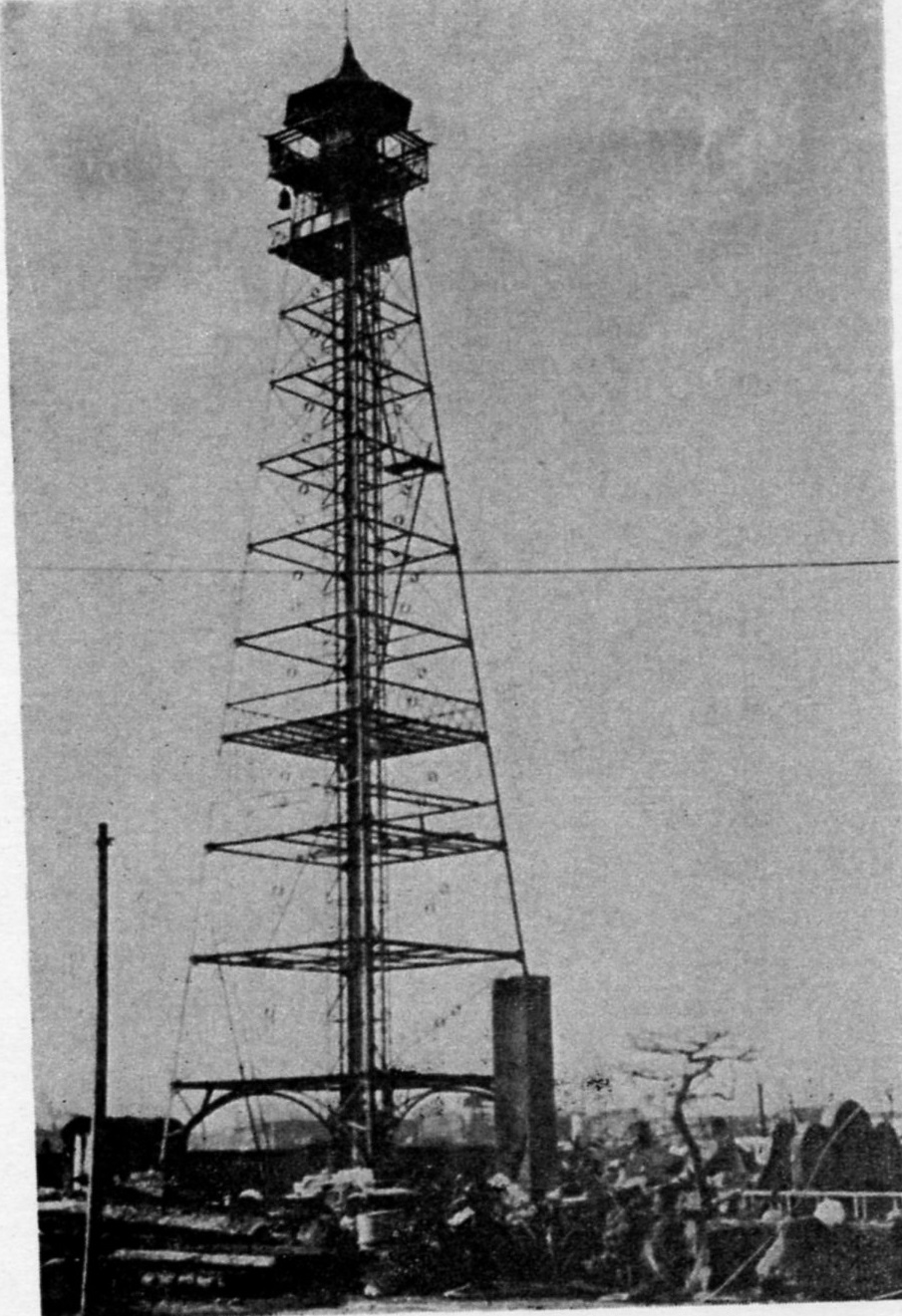
焼失した富山警防団屯所と残った鉄製の櫓。
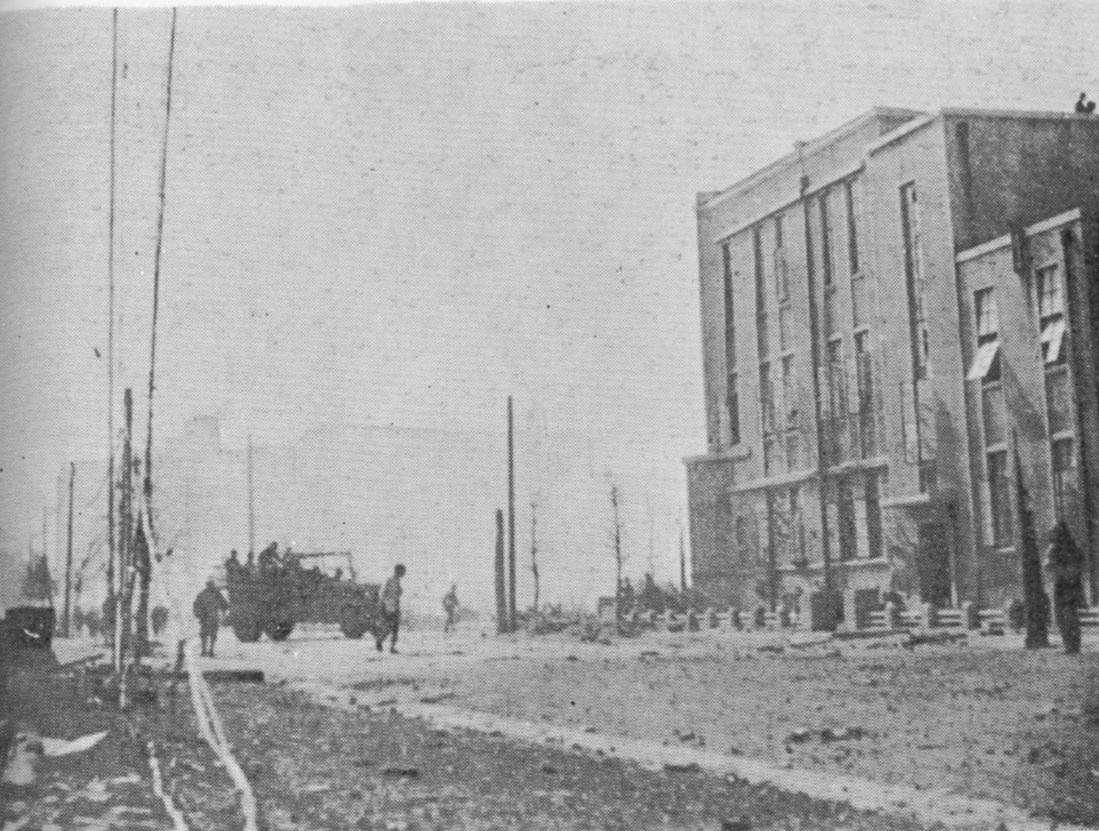
空襲直後の富山警察署附近。
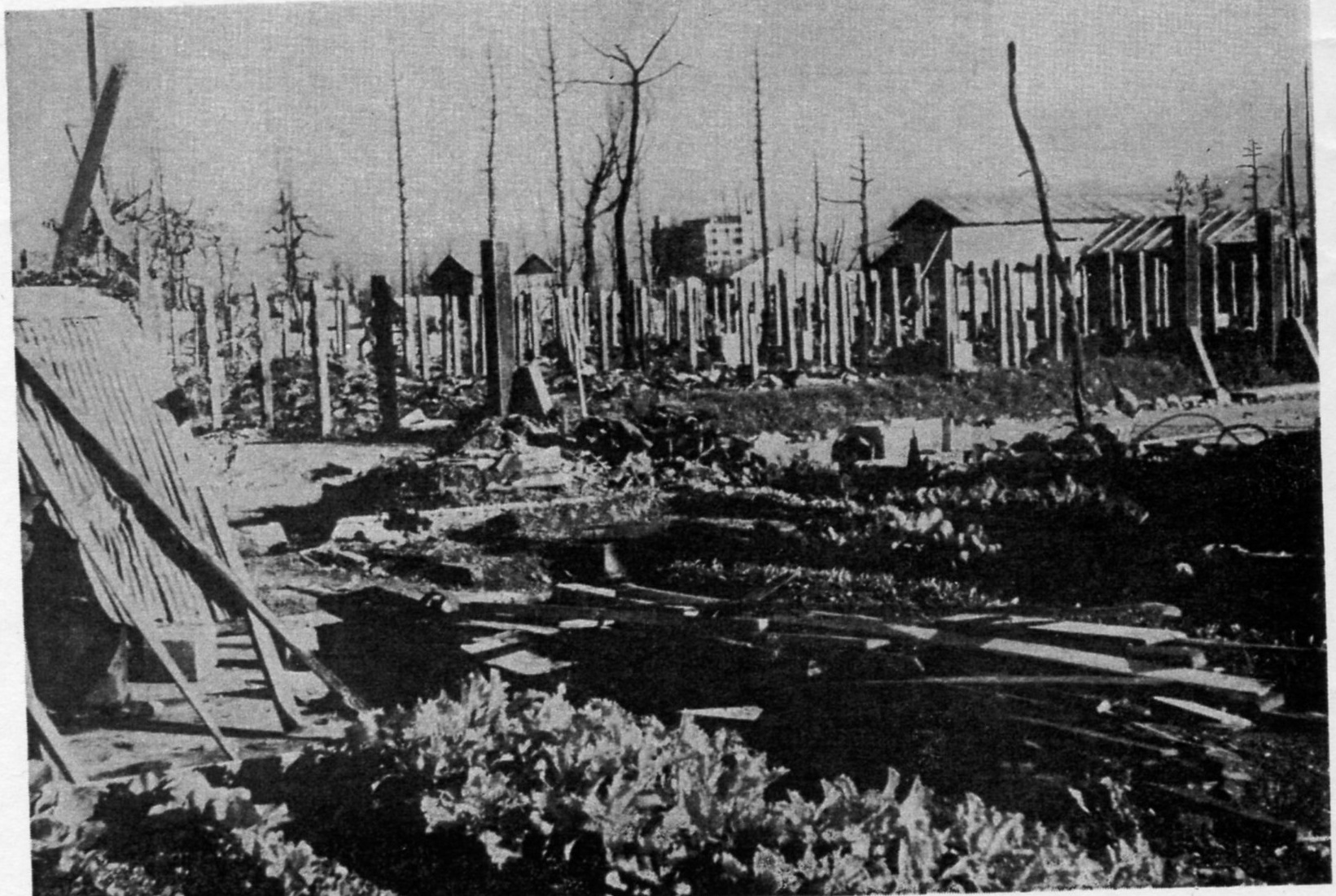
全焼した富山警察署官舎。
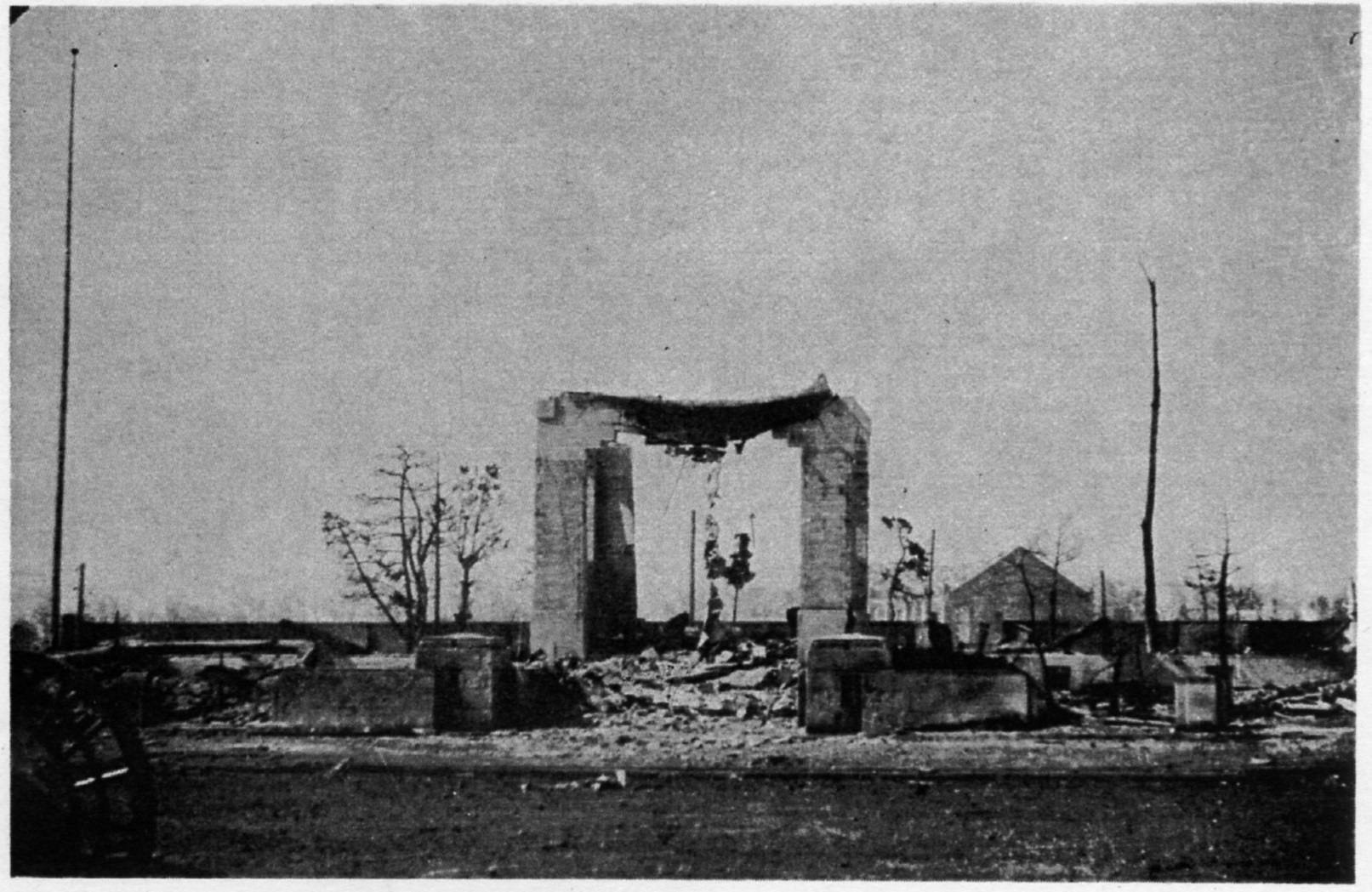
富山県警察練習所の焼跡。
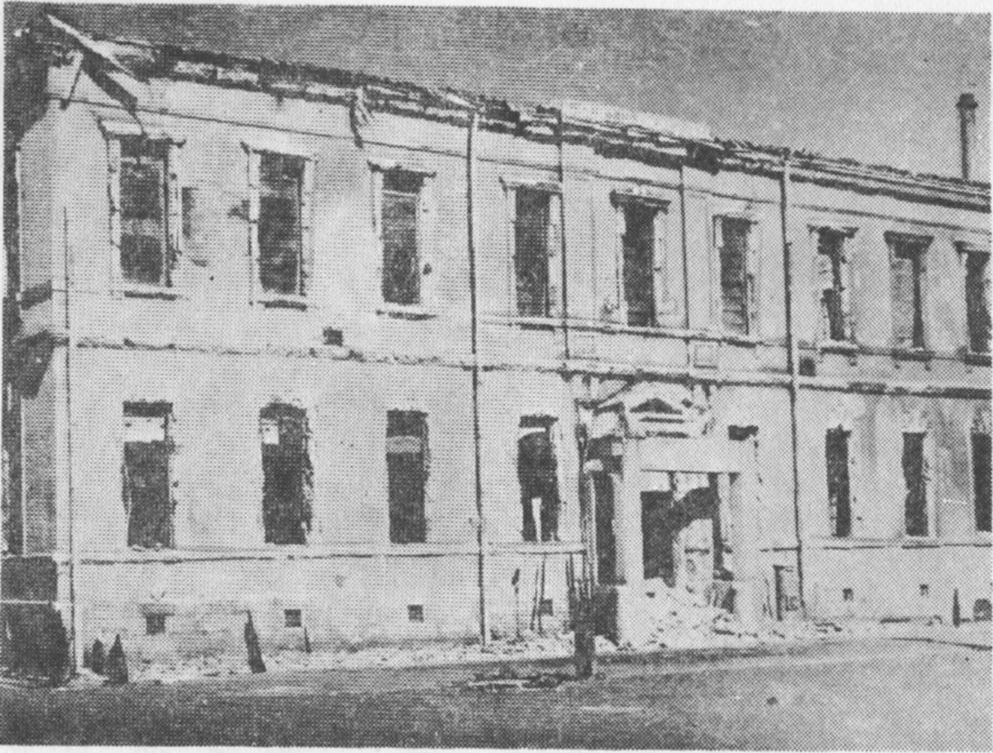
全焼した富山郵便局。
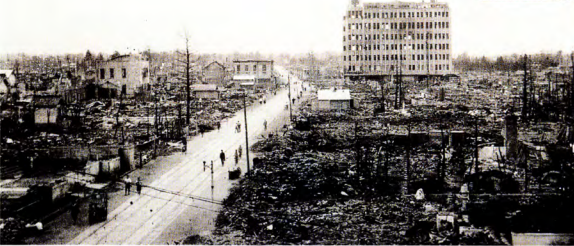
一面の焼け野原となった富山市。

## 反応
大日本帝国
- 東海軍管区司令部は1945年（昭和20年）8月2日14時に次のように発表した[297]。

- 岡本茂富山県知事は『北日本新聞』上において次のごとく談話を発表した[298][299]。

- 北日本新聞社は1945年（昭和20年）8月3日付の一面において次の如く報じた[298]。

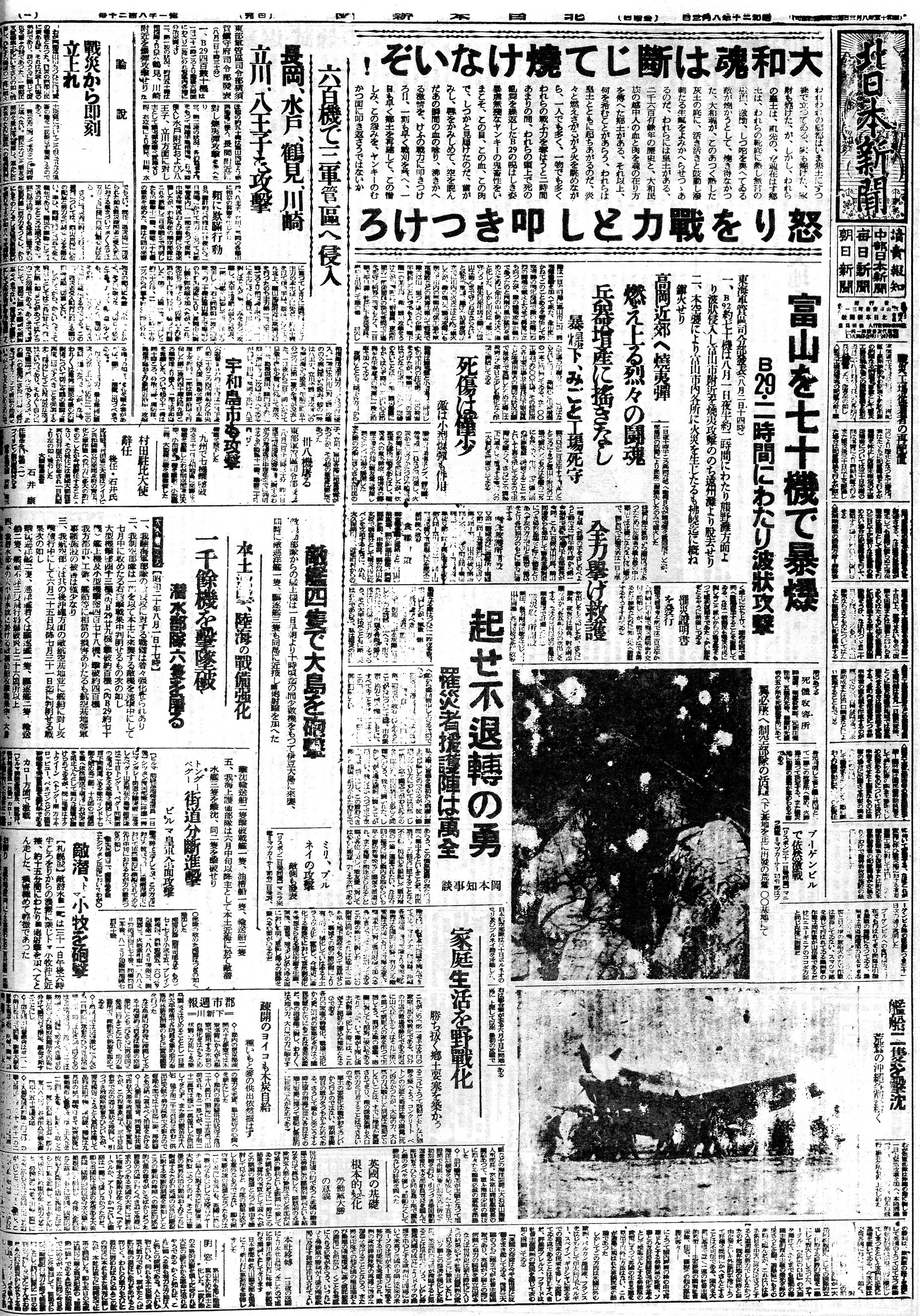
富山大空襲を報ずる当時の『北日本新聞』。県知事の談話も掲載されている。
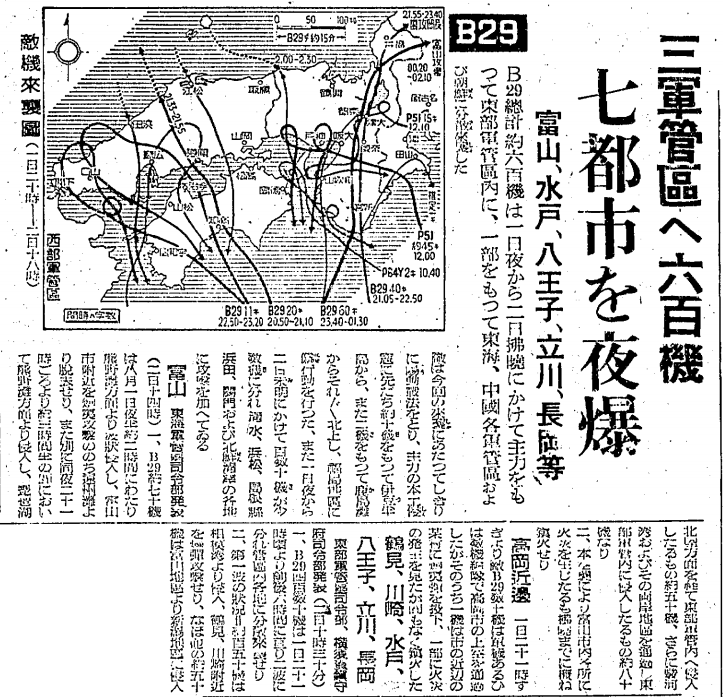
1945年（昭和20年）8月1日から2日にかけての各地の空襲を報じる『朝日新聞』（大阪版）
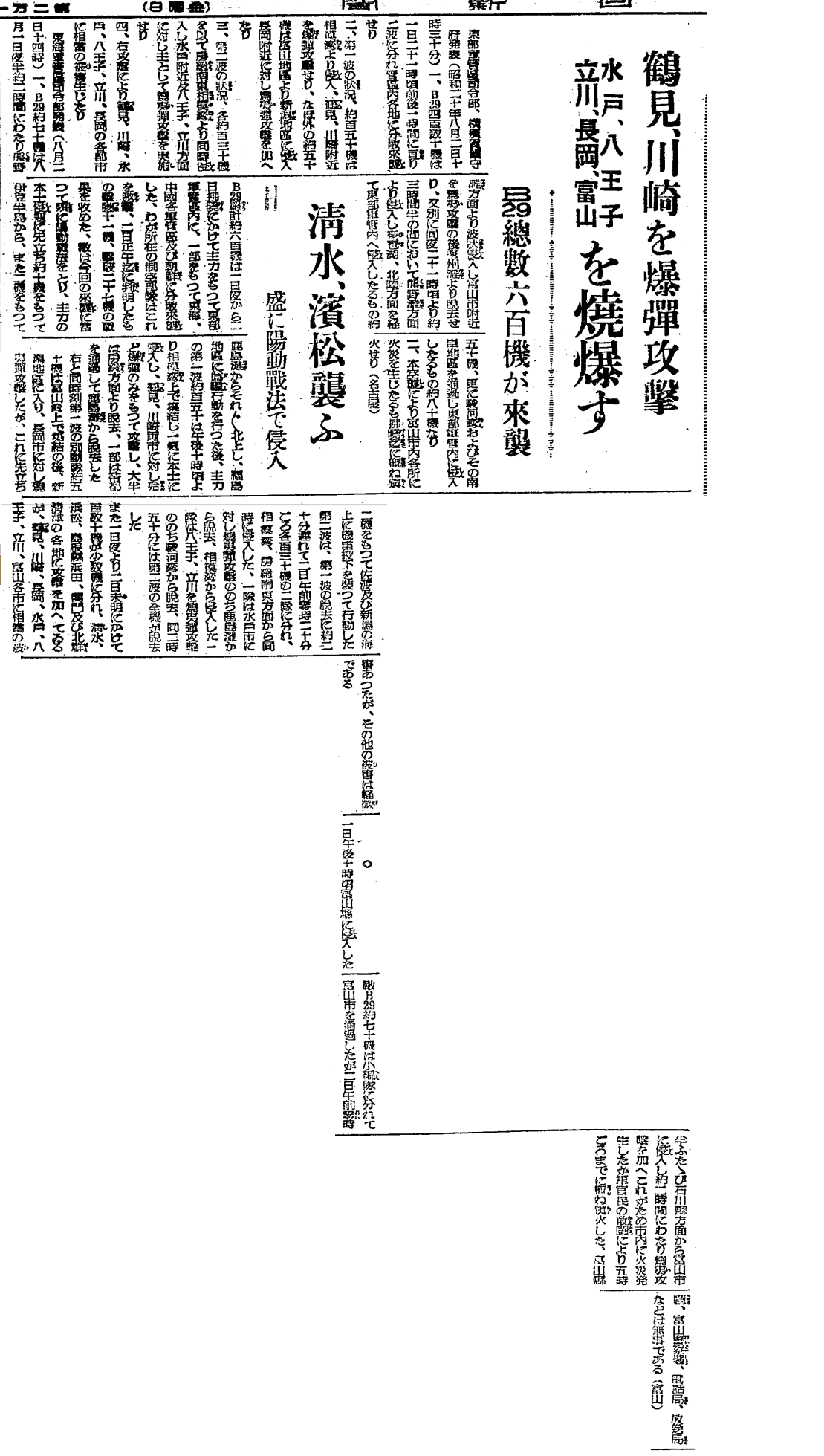
1945年（昭和20年）8月1日から2日にかけての各地の空襲を報じる『朝日新聞』（東京版）

 アメリカ合衆国
- ニューヨーク・タイムズ社は1945年（昭和20年）8月2日付を以て次の如く報じた[300]。

- また、ニューヨーク・タイムズ社は1945年（昭和20年）8月2日付を以て次のようにも報じている[301]。

## 戦災復興

### 概要

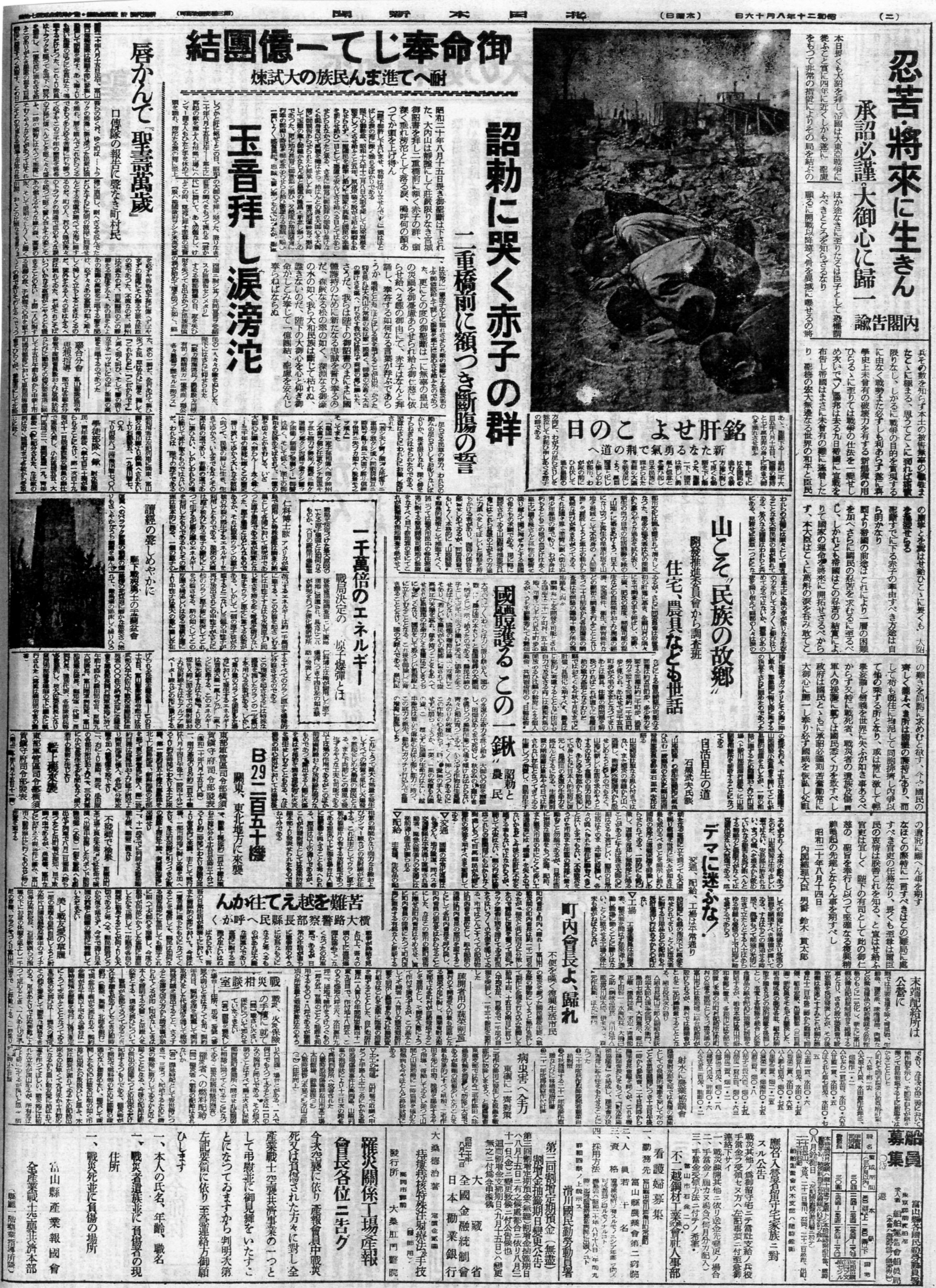
日本降伏を報ずる新聞

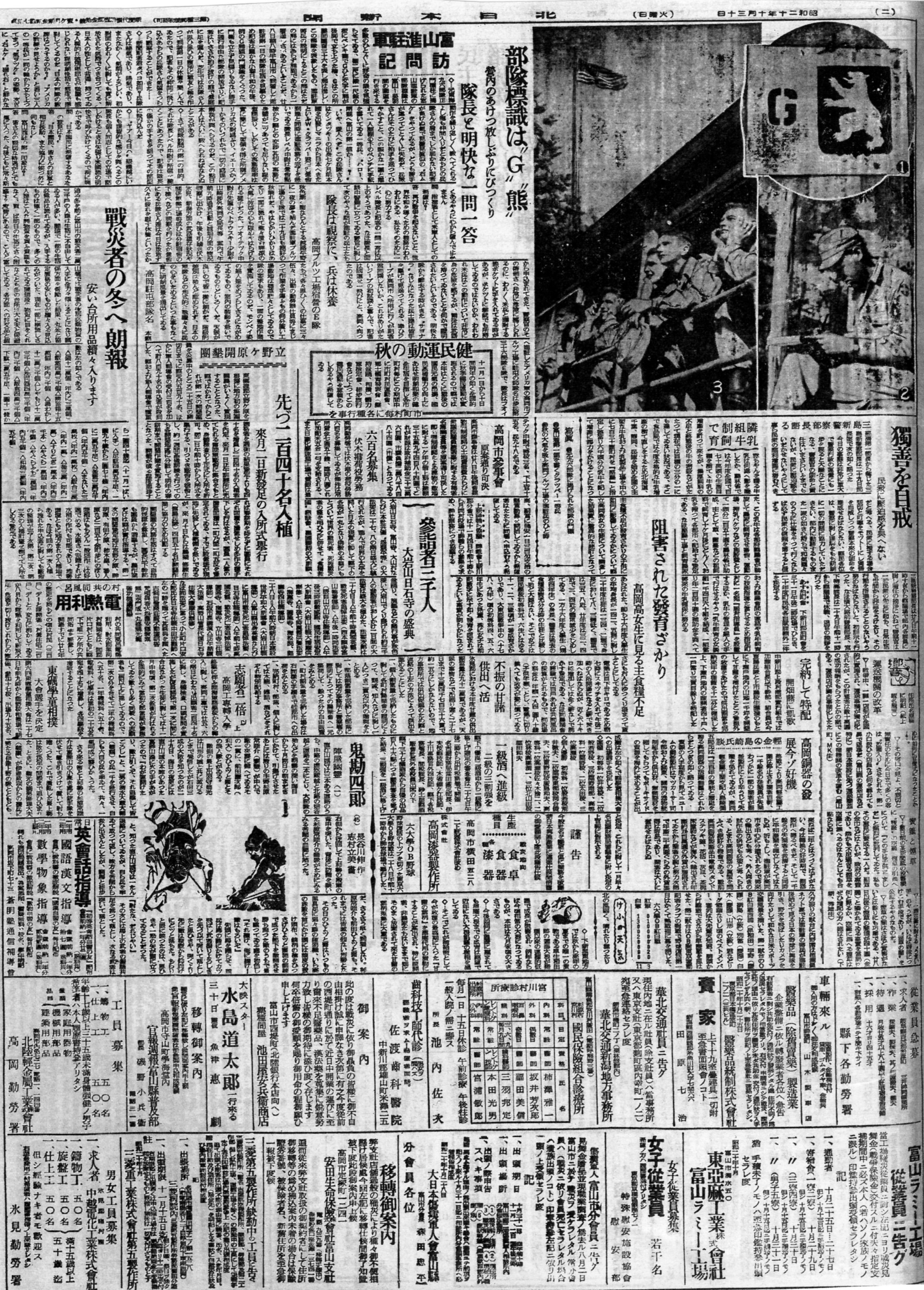
米軍の富山進駐を報ずる新聞

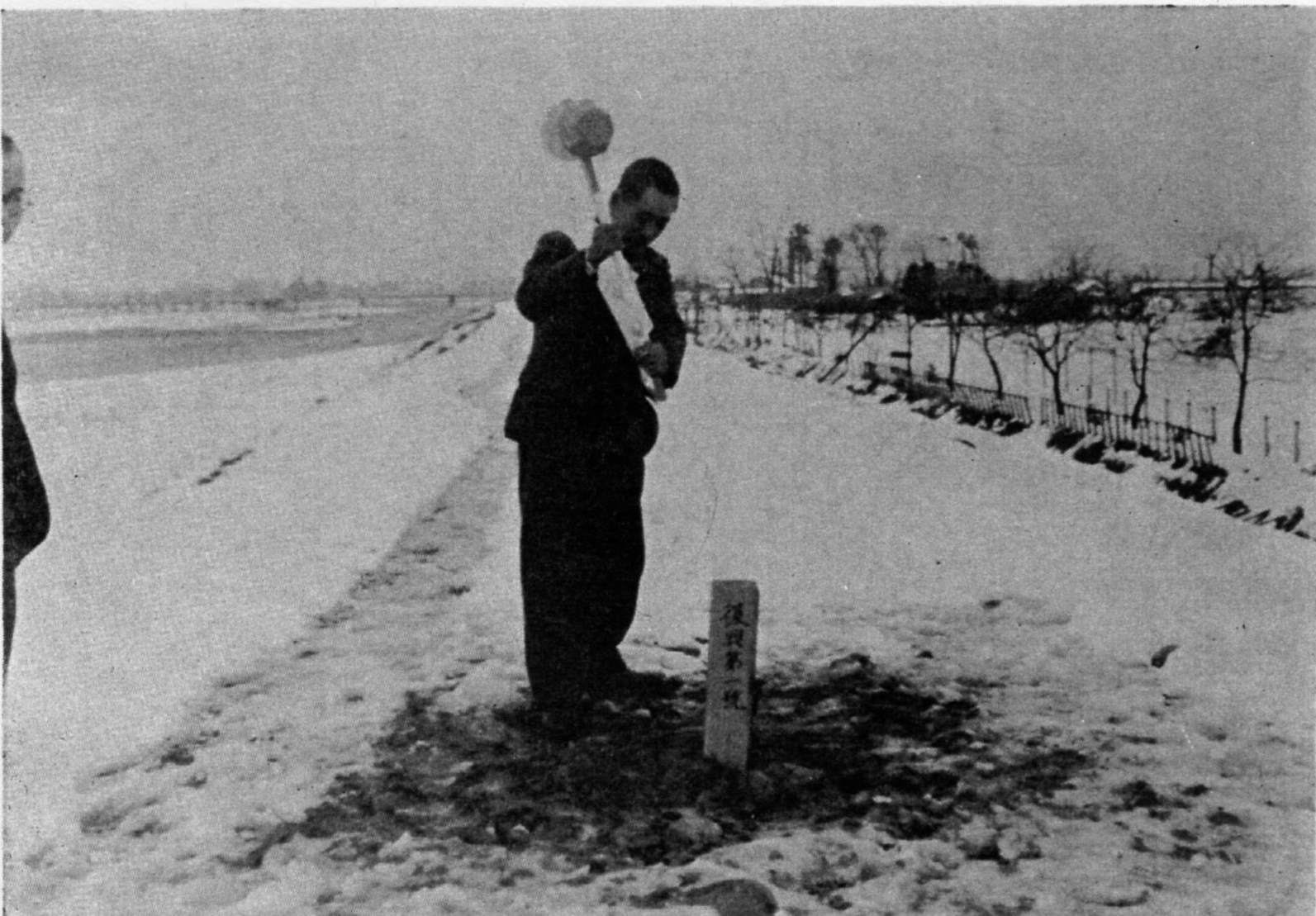
戦災復興事業第1号杭打ち式にのぞむ吉武恵市富山県知事

1945年（昭和20年）8月15日、昭和天皇の『大東亜戦争終結ノ詔書』渙発に際し、岡本茂富山県知事は「光を信ぜよ、大和魂は断じて不滅」と題して、富山県民に対し「われらは今武力において屈服したとはいへ正義人道そして崇高なる大和魂は決して敗れたのではない（中略）今後いかなる苦難がわれらの上に到来しようとも鉄の結束をいよいよ固め他日の興隆日本の建設を目指して雄しく決起してほしい」との談話を発表し、8月21日には燈火管制の解除を告示した。敗戦の事実を富山市民に思い知らせることになったのは、その後にやってきた進駐軍の存在であったという。まず先遣部隊12人が10月22日に進駐したのを皮切りに、10月28日には戦時武装に身をかためた米第6軍第33師団第136聯隊第2大隊の223人が進駐し、電気ビルを接収して軍政を敷いた。
このような中においても復興への歩みは着々と進められ、9月1日に富山市に復興部を新設し、9月20日には富山市復興審議会を設置、11月20日に至って戦災復興基本計画を策定し、12月29日にはいよいよ富山復興都市計画街路の決定が戦災復興院より告示された。これは全国115の戦災復興都市計画の第1号認可である。この富山復興都市計画街路の計画は幅員50メートルの道路を碁盤目状に整備し、富山駅前において放射状に街路を集約させる計画であった。かくて1946年（昭和21年）1月14日には戦災復興事業第1号杭打ち式を神通川右岸の堤防上において挙行し、その後1966年（昭和41年）9月30日の富山市戦災復興事業完成式まで続くことになる戦災復興事業が開始された。この復興事業によって飛躍的な進歩を遂げたと評価されているのは、特に街路建設に関する面であって、支障となる物件や種々の事情によって遂行することのできなかった広い幅員を有する道路の建設が進められた。県庁線（城址大通り）と総曲輪線（平和通り）を中心街路と位置付け、2つの街路を市内で交差することによって市内を4分割し、整然とした格子状のネットワークとし、富山駅前と総曲輪地区の二大開発拠点構想が採用された。
1947年（昭和22年）1月27日に富山復興土地区域整理区域が設定されたのち、戦前の神通川旧河川埋め立てに伴う都市計画の下敷きがあったことも相まって、整理事業は着々と進捗し、1954年（昭和29年）9月30日には戦災復興を記念して富山産業大博覧会が開会された。
1954年（昭和29年）8月時点では、戦前の7割まで復興し、近代ビルやアーケード、ネオンがきらめく商店街などが整備されるようになったが、一部では墓場やバラック建の家がまだ残っている状態であった。

### 昭和天皇の戦後巡幸

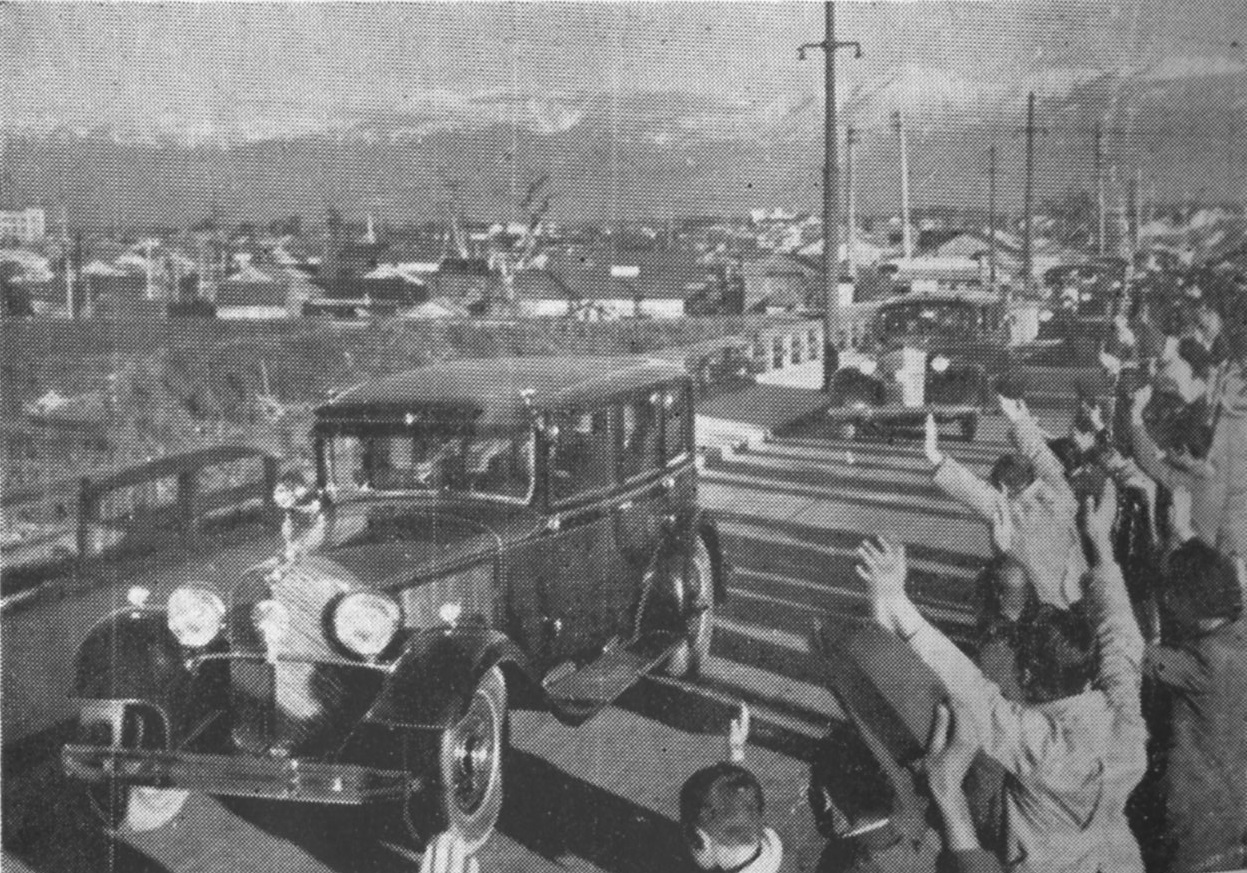
富山大橋上に万歳を以て鹵簿を奉送する富山市民。

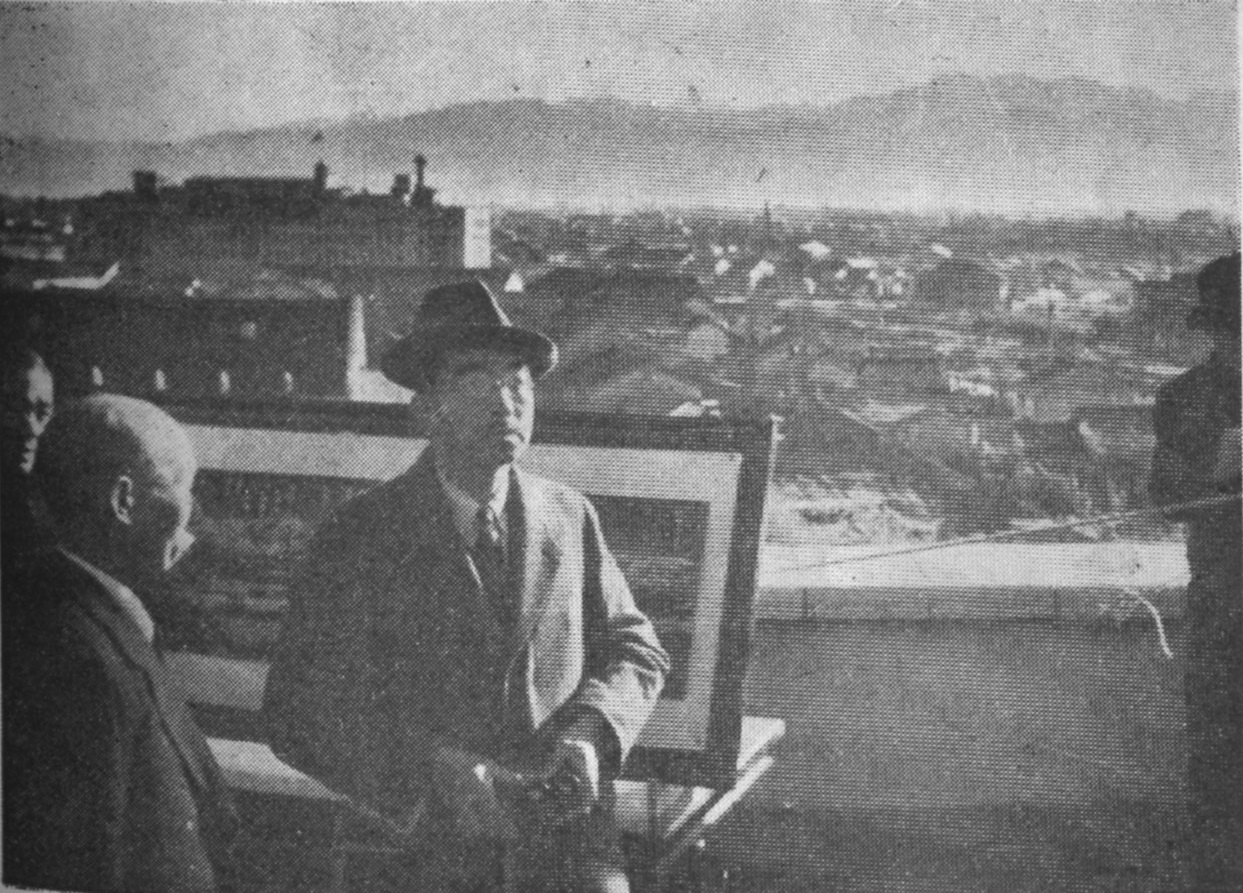
県庁屋上にて富山を天覧する昭和天皇。

1947年（昭和22年）10月30日より11月2日まで昭和天皇は富山県を行幸した。富山市においては10月30日に神通中学校の富山市県民奉迎場、廣貫堂及び堀川小学校に、11月1日には昭和電工富山工場に、11月2日には富山駅に行幸して市民を激励し、また富山県滞在中は富山県庁舎をその行在所とした。11月1日には尾山三郎市長が富山市における復興状況を奏上し、次のごとく述べている。
この奏上を聴取していた昭和天皇は、死者の数が2400名以上もあったということを聞いて目をしばたたかせ、市長に対して「いろいろ困難なことがあろうが折角努力してもらいたいね」との言葉を与えた。また県庁の屋上より富山市の復興状況を天覧した際には、1924年（大正13年）の皇太子時代に行啓した際の富山市を想起して、「すっかり変ってしまったんだね」と述べている。その後、昭和天皇は1958年（昭和33年）に再び富山に行幸し、県庁の屋上より富山市の復興ぶりを天覧して、次の如き御製をよんでいる。

### 各種統計
戦災1箇年目における富山市の復興状況は以下の通りである。
| 時点                   | 戸数  | 病院 | 学校 | 劇場 | 映画館 | 飲食店 | 浴場 | 書店 | 理髪店 | その他商店 |
| ---------------------- | ----- | ---- | ---- | ---- | ------ | ------ | ---- | ---- | ------ | ---------- |
| 1945年（昭和20年）12月 | 2500  | 9    | 0    | 1    | 2      | 23     | 3    | 11   | 13     | 680        |
| 1946年（昭和21年）4月  | 7400  | 29   | 3    | 1    | 3      | 76     | 5    | 11   | 54     | 2000       |
| 1946年（昭和21年）7月  | 12000 | 43   | 6    | 2    | 5      | 131    | 6    | 15   | 72     | 3300       |

また、富山市における人口の復帰状況は以下の通りである。なお戦災前における富山市の人口は168000人であった。
| 日時                      | 世帯数 | 人口    |
| ------------------------- | ------ | ------- |
| 1945年（昭和20年）10月1日 | 21,938 | 97,906  |
| 1945年（昭和20年）11月1日 | 22,103 | 98,511  |
| 1945年（昭和20年）12月1日 | 22,801 | 101,017 |
| 1946年（昭和21年）1月1日  | 23,035 | 102,166 |
| 1946年（昭和21年）2月1日  | 23,292 | 103,468 |
| 1946年（昭和21年）3月1日  | 23,561 | 104,159 |
| 1946年（昭和21年）4月1日  | 24,218 | 106,944 |
| 1946年（昭和21年）5月1日  | 24,640 | 109,375 |
| 1946年（昭和21年）6月1日  | 25,054 | 111,398 |
| 1946年（昭和21年）7月1日  | 25,225 | 112,590 |
| 1946年（昭和21年）8月1日  | 25,441 | 113,600 |
| 1946年（昭和22年）8月1日  | 28,829 | 133,642 |
| 1946年（昭和23年）8月1日  | 30,298 | 143,331 |

### 各種別復興状況
各種観点からの戦災復興状況は次の通りである。

#### 住宅

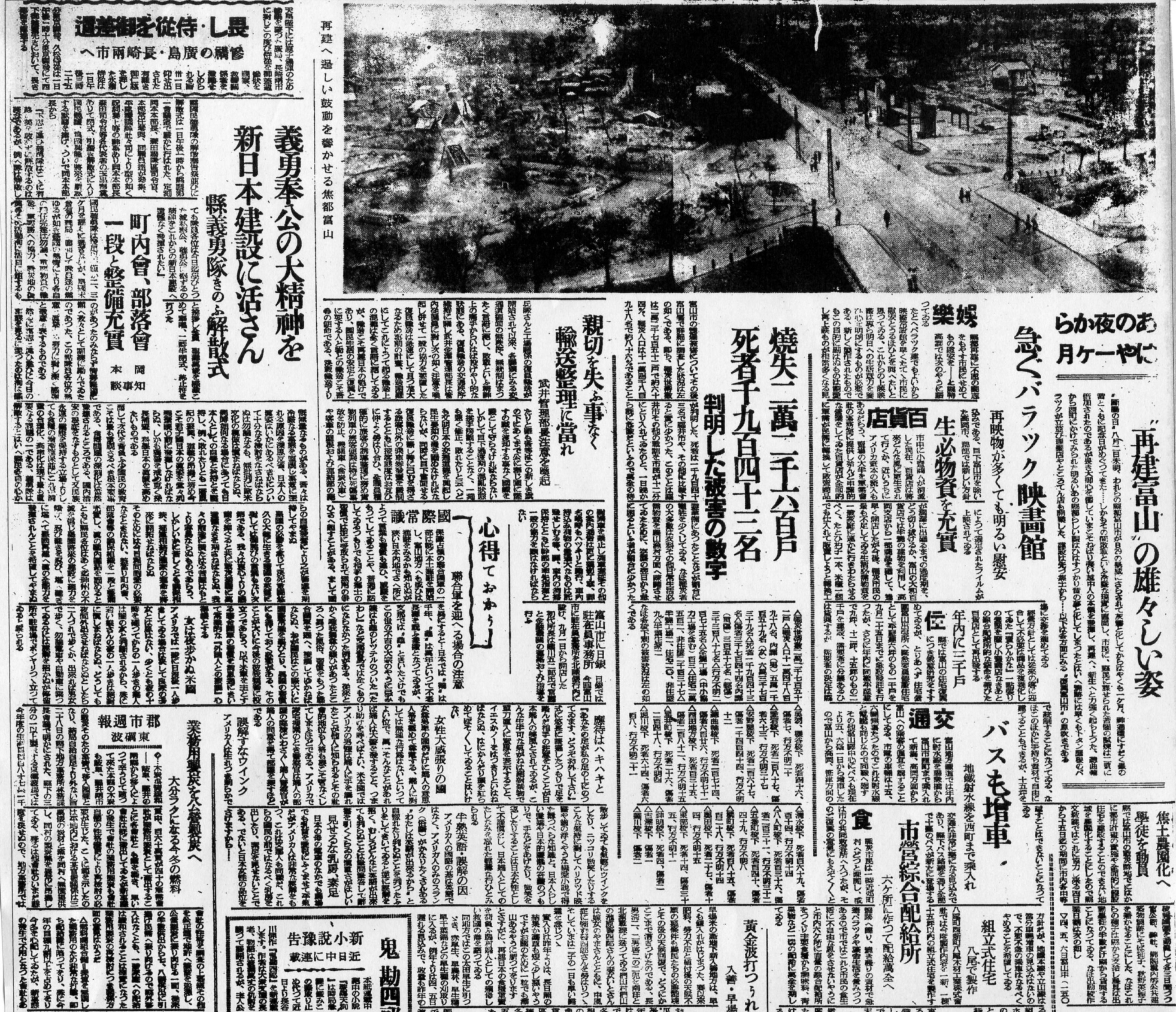
大空襲から1箇月後の富山市の様子を報ずる新聞。

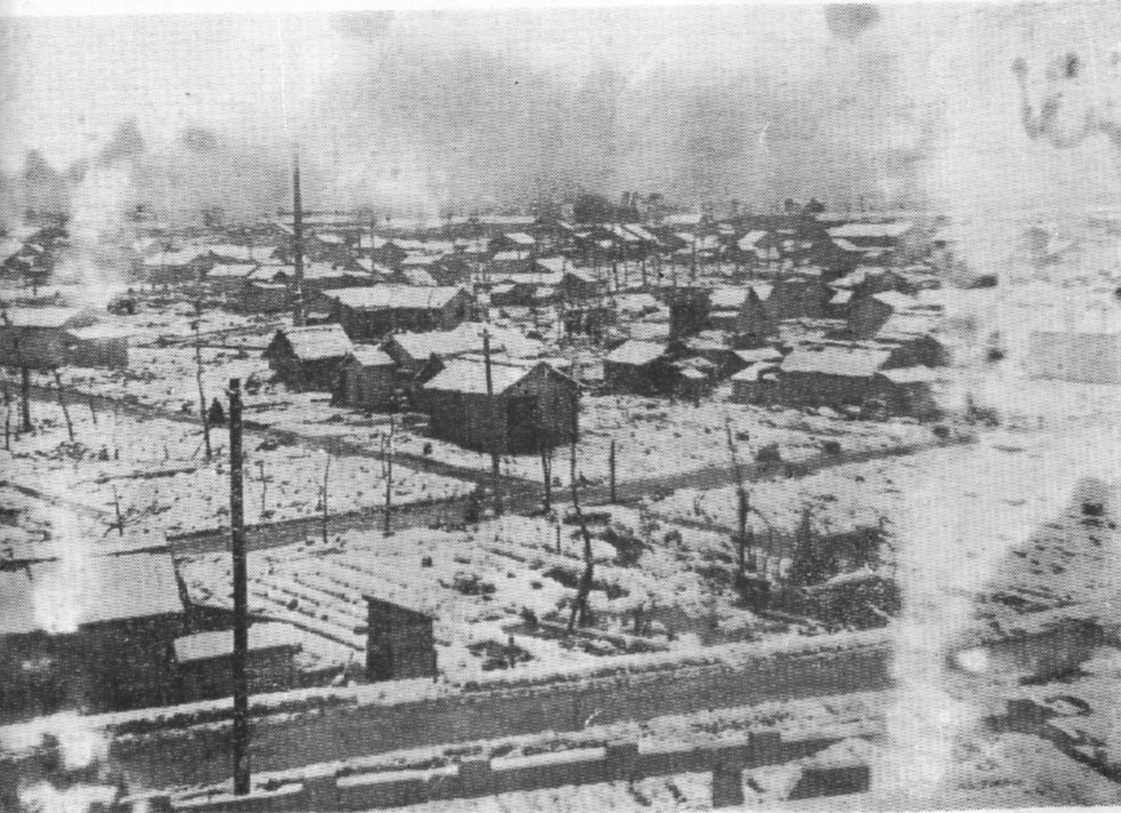
富山市の焼跡に建ち始めたバラック小屋。

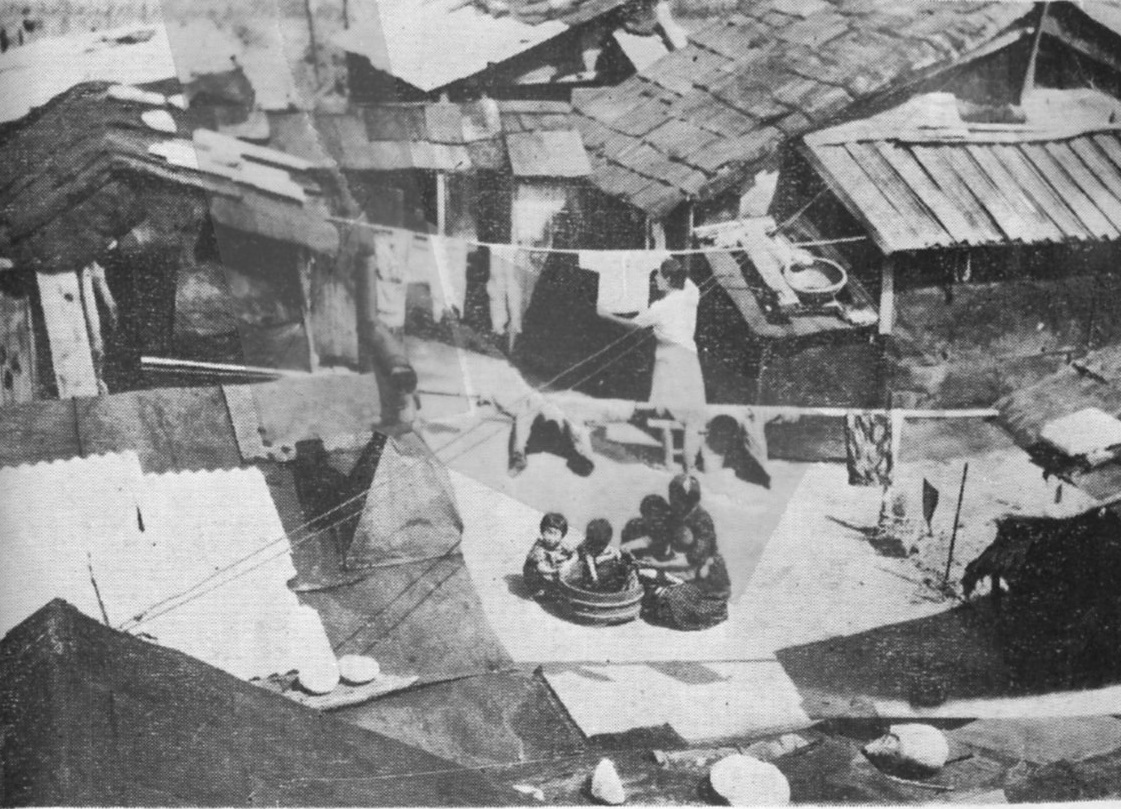
安野屋附近にてバラック生活を送る富山市民。

富山市においては民家に対する被害の大きかったことは上述の通りであるが、戦災後市民は人的及び物的な困難を克服して、いち早くその復旧にとりかかった。当初は住宅規模は6坪以内に制限されていたが、1945年（昭和20年）8月28日からは15坪までこれを許可することとなり、9月27日は早くも焦土の上に3500戸の仮家屋が建設され、10月17日には住宅営団の昭和20年度建築目標に2073件の申込を数えるに至った。この住宅営団による住宅建設は、下請業者との連絡不一致や資材急騰等の事由によって予定通り進捗しなかったが、それでも富山市における住居復興の状況は全国罹災都市の内においても最たるものといわれていた。このように富山市における住居復興が全国に先駆けたものとなった理由として、市民の大多数が郊外に親類を持っていたことや富山市の復興計画策定が迅速であったことなどが挙げられている。

#### 水道
1934年（昭和9年）に創設され1938年（昭和13年）3月完成した富山市における上水道設備は、富山大空襲によって壊滅的な被害を受け断水した。これを受けて富山市水道係職員は直ちに復旧作業に着手し、富山市は1945年（昭和20年）10月2日に上水道調査等の専門事項諮問のために復興審議会特別委員会を委嘱、10月13日から富山県庁舎近辺の70戸に対して給水を再開した。機械力も技術者も不足していた中での復旧作業は困難を極めたが、1946年（昭和21年）12月には306メートルの配水管敷設工事を終え737戸に給水を開始し、1948年（昭和23年）12月末には総計938戸に給水を行うに至った。1949年（昭和24年）6月15日には揚水量1800トンの上水道水源地鑿井が竣工している。

#### 電力
北陸配電は富山大空襲によってその配電設備及び事業所に被害を受けたが、その復旧作業は1945年（昭和20年）9月には完了したという。12月25日には電柱607本、電熱器1000個、変圧器215個の据付けを終り、富山市内の8千戸に対して送電を再開した。

#### ガス
日本海瓦斯は富山大空襲によって本社社屋を焼失したほか、精製装置、計量器及び供給管等の設備に被害を受け、大小の顧客4000戸を失った。罹災後の1946年（昭和21年）3月1日より市内中央部の本管および供給管の復旧作業が開始され、以降その復旧に尽力し、同年4月23日に発生炉の火入れ式を挙行、6月1日より不二越鋼材工業、富山化学工業、富山電気ビルデイング、金剛化学工業及び富山大和等の大口10戸と家庭用8戸に対してその供給を再開した。

#### 逓信

##### 郵便
富山大空襲においては富山郵便局及びその管内の13局を焼失した。富山市における郵便事業は焼け残った富山電報局を間借りして、早くも1945年（昭和20年）8月2日より取扱を開始したが、はがきの発売や保険料、郵便年金の払出し等の事業については8月4日から再開された。電報については8月12日より業務上緊急を要するものに限ってその取扱を再開した。

##### 電信電話
電信電話設備もまた富山大空襲によって壊滅的被害を受け、本来の機能を喪失するに至った。電話については1943年度（昭和18年度）末において富山局管轄内に3014件の加入があったものが、1945年（昭和20年）8月末には39件に減少してしまったという。そののち復旧に努めた結果、1945年（昭和20年）9月には市外電話回線が復旧し、富山市内においても55件が開通、1946年（昭和21年）2月には焼失した電信回線24件の全部が復興した。1945年（昭和20年）12月16日には戦災後初めての公衆電話が、富山大和内及び富山市巡査派出所に設置されている。1947年（昭和22年）12月11日には富山郵便局電話課は富山電話局に昇格し、24日にその開局式を挙行。電信課もこれに続いて1949年（昭和24年）3月10日に富山電信局として独立した。

#### 衛生

##### 医療
富山市にては上述のように多くの病院が戦災に遭い、戦災直後は不二越病院が重傷者唯一の収容施設となってその対応に当っていたが、1945年（昭和20年）8月12日から日本赤十字社富山支部病院が新庄乳幼児保険館において内科、外科、小児科、産婦人科及び耳鼻科の診療を開始し、富山電気ビルにおいては罹災者に限り内科の診療を行うこととなった。しかし富山市内の開業医が殆ど疎開したので、医療機関は未だ不足しており10月1日には暫定措置として太郎丸の磯野医院内に富山市総合診療所を開設して、一般市民の診療にあたった。10月5日には済生会病院が防空壕内や無縁故疎開収容所等において生活する人々に対する巡回診療を開始し、12月8日には仮診療所において診療を再開した。伝染病患者は神通病院が焼失したので、一時は古里保養院を借り上げてこれに収容していたが、11月1日にはその仮病院が竣工した。その後は1946年（昭和21年）2月5日には総曲輪の旧警察署跡に富山市民病院、2月18日には神通病院跡地に富山伝染病院が開院し、1947年（昭和22年）1月20日には日本赤十字社富山支部病院が元の場所に復旧、1948年（昭和23年）3月3日には富山県立産院、11月1日には富山県立厚生病院が開設され、12月1日には国立富山病院の新病棟が落成した。

##### 行旅病人等収容施設
富山慈済院は罹災したが、戦災のためにその需要の増大することを予期してまずその跡地に収容所を建設し、戦災による浮浪者が富山駅を根城に食糧を奪い、また寒さや栄養失調によってその人々にも犠牲が生じていたので、1946年（昭和21年）1月8日よりその収容を開始した。本建築は1946年（昭和21年）11月に着工し、1947年（昭和22年）11月12日に新築移転した。
罹災者の一時避難所については、戦災直後より太田国民学校、山室国民学校、新庄国民学校、藤ノ木国民学校、広田国民学校、針原国民学校、浜黒崎国民学校、大広田国民学校、岩瀬国民学校、豊田国民学校及び神明国民学校に開設されていたが、これらは無縁故者収容所として1946年（昭和21年）1月まで存続した。1945年（昭和20年）11月には日本曹達岩瀬工場社員寮を買収して岩瀬信和寮と命名し、これに罹災者及び引揚者の収容を開始している。

##### 火葬場
富山火葬場は戦災によって全焼したので、戦災による屍体は屍体収容所にて適宜荼毘に付しており、1945年（昭和20年）9月6日にはその応急修理が完了したので、当面火葬場はこれによって対応していたが、1946年（昭和21年）6月15日に市営火葬場が大泉に竣工した。

##### その他衛生施設
戦災直後は入浴難が続いていたので、1946年（昭和21年）3月に富山市は市費6万円を以て新富町に市営入浴場を開設した。この時点までに富山市には浴場組合が経営するものを含めると10箇所の入浴場が開設されていたといい、これによって入浴難はだいぶ緩和されたという。その他に富山市においては1945年（昭和20年）8月より12月末までの間に共同便所が36箇所、共同井戸が46箇所開設されている。

#### 鉄道

##### 国有鉄道

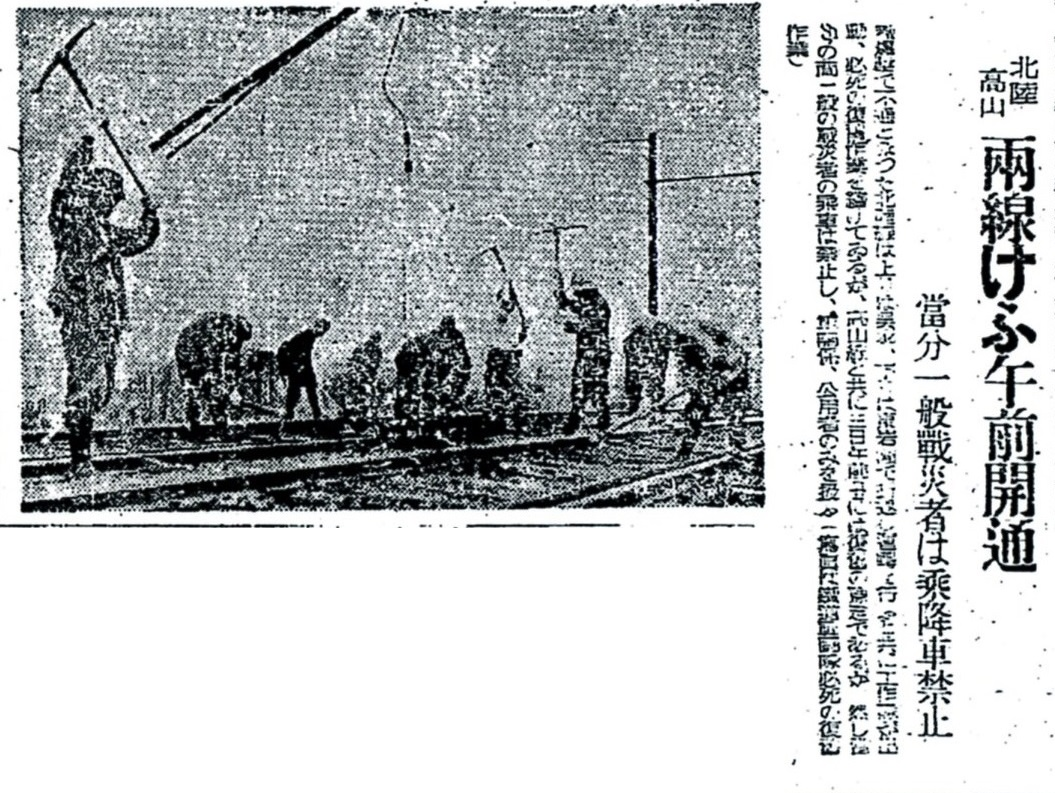
北陸本線及び高山本線の復旧を報じる新聞。

国有鉄道においては富山駅及び同所所在の業務機関（機関区、検車区、保線区及び鉄道診療所）が全焼し、北陸本線は上り列車は東岩瀬駅、下り列車は呉羽駅にて折返し運転を行っていたが、8月3日午前より高山本線と共に富山駅への乗入れを再開した。富山駅はその後バラック建築によって急場をしのいでいたが、1952年（昭和27年）1月26日に新駅舎建設の起工式を挙行、10月30日にその第一期工事を終り、1953年（昭和28年）10月10日には第二期工事を終えて完成した。

##### 富山地方鉄道
富山地方鉄道は本社社屋、寮、社宅を焼失したほか、本線（電鉄富山駅 - 東新庄駅間）においては電鉄富山駅、富山田地方駅、稲荷町駅、信号保安所及び倉庫等1157坪、立山線（現・不二越線、電鉄富山駅 - 南富山駅間）においては駅舎や車輌庫、機関庫等226坪、射水線においては新富山駅、富山北口駅、倉庫及び上屋等136坪にわたる建造物に被害を受けた。線路、送電線、通信線、高圧配電線にも大きな被害を受けたほか、機関車1輌、貨車9輌を喪失したが、射水線においては1ヶ月を経ずしてその運行は再開されたという。本線も罹災後しばらくは東新庄駅において折返し運転を行っていたが、1946年（昭和21年）1月に電鉄富山駅までの運転を再開した。本社社屋も焼失したため、一時本社を舟橋国民学校に疎開していたが、1945年（昭和20年）11月末には仮社屋が竣工したのでこれに移った。その後1946年（昭和21年）10月31日には電鉄富山駅及び本社社屋、1947年（昭和22年）4月30日には富山北口駅、7月25日には新富山駅が竣工している。

#### 軌道

富山軌道線富山駅前 - 南富山駅前の運転再開を報ずる新聞。

富山地方鉄道富山軌道線は事務所や櫻町車輌倉庫、一切の変電所の等の建物836坪や在籍電車27輌（うち10輌は老朽化のため使用不能）中11輌を焼失したほか、全線に渡って線路が損傷するなど大きな被害を受けた。これらの復旧には戦時の運用による疲弊や車輌の不足によって相当の時間を要し、優先度の高い区間から先に工事が進められた。1945年（昭和20年）9月16日からは暫定措置として富山駅前 - 南富山駅前間（途中停留所は桜橋、西町、中野、女学校前のみ）において代行バスの運行を開始したが、越えて1946年（昭和21年）1月14日には富山駅前 - 南富山駅前間、5月15日には西町 - 新富山間、1948年（昭和23年）9月1日には西町 - 雪見橋間、12月15日には雪見橋 - 上り立町間、1949年（昭和24年）3月15日には富山駅前 - 旅籠町間、12月30日には上り立町 - 電気ビル前間が復旧した。

#### 乗合自動車
富山大空襲の際には富山地方鉄道はバス23輌を呉羽山に駐車させており、これらの車輌は戦火を免れたが、車庫、工機場及びバス15輌は全焼した。1945年（昭和20年）4月の時点において僅かに富山 - 高岡間及び富山 - 笹津間の2路線を運行するに過ぎなかった富山地方鉄道は、10月10日の下新川乗合自動車、富山合同乗合自動車、高岡合同乗合自動車及び全砺合同乗合自動車との合併によって免許線を881キロメートルに拡大させたが、実際の運行キロメートルはその25%ほどに過ぎず、実働可能な車輌数には限度があった。その後、車輌数の恢復に相俟って1947年（昭和22年）末には富山地方鉄道のバス営業キロメートルは免許線の53%に当る467キロメートルまで復旧した。

#### 教育

##### 就学前教育
富山大空襲においては上述の如く複数の幼稚園及び託児所が罹災したが、まず1949年（昭和24年）5月に徳風児童園が再開した。同月28日には富山愛育園も2日に竣工した園舎に引越しを完了している。その後は同年6月1日に清水保育所、9月18日に富山保育所、越えて1950年（昭和25年）2月1日には愛宕保育所が次々に復旧した。

##### 初等教育

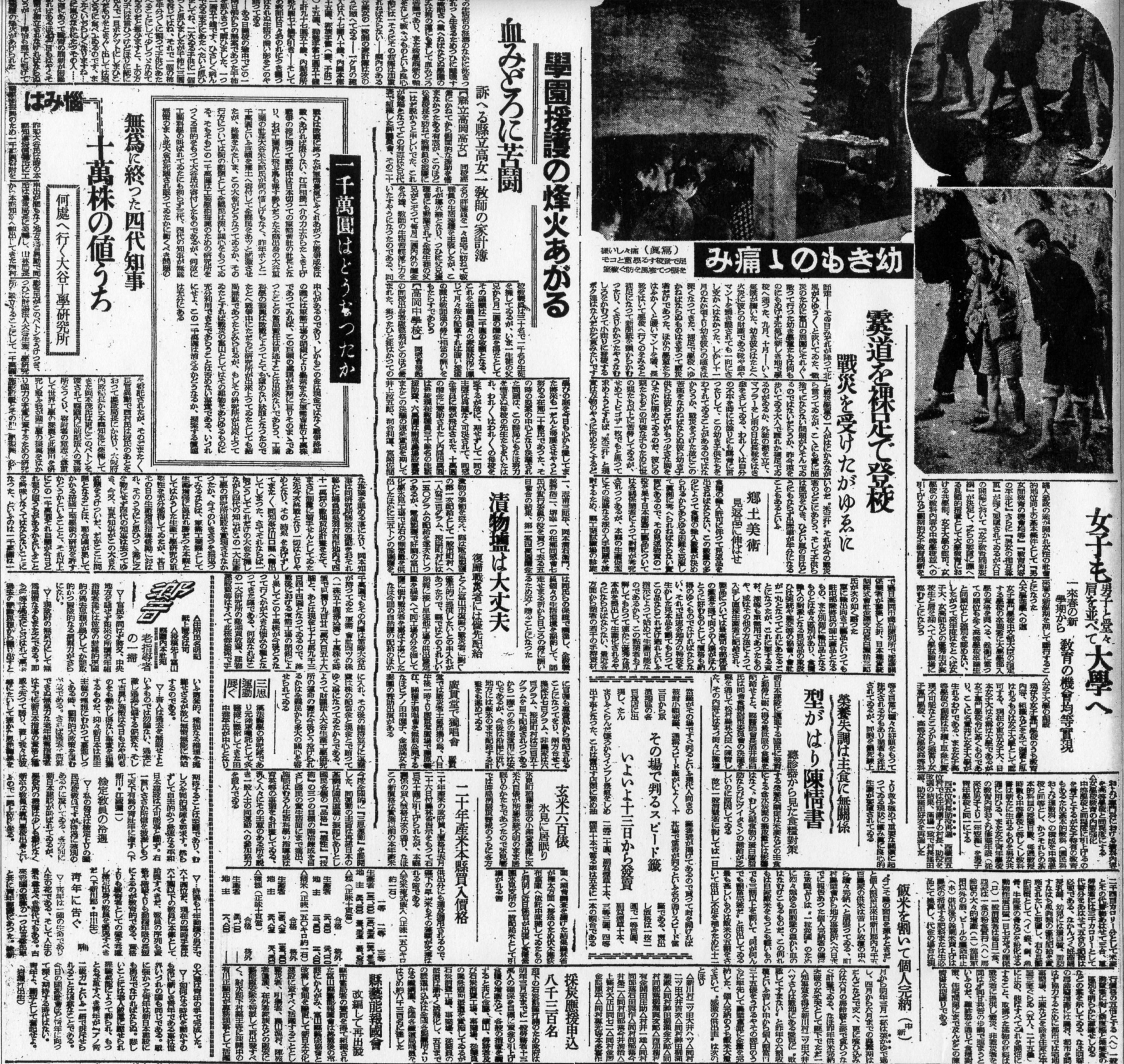
裸足で登校する罹災児童を報ずる新聞。

富山県は1945年（昭和20年）9月1日より各学校においてその授業を再開したが、富山市においては上述の如く多数の国民学校を焼失したので、応急措置として工場や寺院、あるいは民家を間借りして二部授業を行っていた。そこで1945年（昭和20年）11月27日よりまず総曲輪国民学校からその復旧に着手して、年内に13教室の建設を終えて低学年児童を収容し、1947年（昭和22年）3月3日に竣工してその落成式を挙行した。その他の各国民学校も復旧工事が進捗していたが、1947年（昭和22年）3月25日の奥田国民学校の竣工により全部の第一期工事を終了した。
各国民学校の臨時疎開先は次の通りであった。
| 学校名   | 児童数 | 疎開先地名 | 疎開利用建物                      |
| -------- | ------ | ---------- | --------------------------------- |
| 総曲輪   | 1,047  | 石金       | 不二越報国寮                      |
| 愛宕     | 1,204  | 下新       | 日曹青年学校                      |
| 西田地方 | 1,261  | 西田地方   | 私立富山託児所                    |
| 星井町   | 775    | 石金       | 不二越報国寮                      |
| 五番町   | 992    | 中市       | 山室国民学校にて二部授業          |
| 八人町   | 736    | 石金       | 不二越報国寮                      |
| 柳町     | 1,682  | 石金       | 不二越報国寮                      |
| 清水町   | 1,264  | 中市       | 山室国民学校にて二部授業          |
| 桜谷     | 284    | 石坂       | 民家3軒及び公会堂1軒              |
| 呉羽     | 398    | 寺町       | 報国砂鉄青年学校                  |
| 安野屋   | 957    | 高田       | 神明国民学校にて二部授業          |
| 奥田     | 1,006  | 中島 下新  | 興国人絹パルプ青年学校 日曹製鋼所 |
| 東部     | 987    | 石金       | 不二越青年学校                    |
| 堀川     | 1,435  | 堀 今泉    | 日清紡青年学校 日本繊維寄宿舎     |
| 蜷川     | 204    | 蜷川       | 寺院3軒                           |

##### 中等教育
富山県立神通中学校は一部に被害を受けたものの校舎の類焼を免れた。また、富山県立富山中学校も1945年（昭和20年）8月5日の運動場における不発弾処理中に1名の死者、2名の重傷者を出した以外には学校敷地内において特に被害を受けなかったので、同年9月1日に平常通り2学期の始業式を挙行した。
一方、罹災した富山市内の中等学校以上の各学校は戦災を免れた工場等を間借りして9月1日からの授業を行うこととなった。たとえば富山高等女学校は不二越工場の女子寮に、富山市立工業学校及び富山県立富山第二高等女学校は婦負郡呉羽村の呉羽紡績敷地内に、富山県立工業学校及び大谷高等女学校は不二越鋼材工業の寮に、富山市立化学工業学校は富山化学工業敷地内に、藤園高等女学校は昭和電工寄宿舎内に仮校舎を設置した。一方で、富山県立富山第二工業高等学校は9月11日からの授業再開となった。当初は婦負郡細入村（現・富山市）楡原の高田アルミ男子寮を仮校舎として使用していたが、同年12月に富山県立富山中学校を一部借用のうえ移転している。

##### 高等教育
富山高等学校は被害を免れたが、富山師範学校男子部、同校女子部及び富山薬学専門学校は全焼した。特に富山薬学専門学校については、全国の高等専門学校で最悪の被害と言われた一方、焼け跡には書庫や薬品庫、図書や器具の一部が残り、同校開学時から校舎そばに植樹されていた「楓（ふう）」の木も無事であった。これによって富山師範学校男子部は本科2年生は高岡工業専門学校に、本科1年生は富山県立富山中学校に、予科生は日本海ドック草島寮や富山県立神通中学校に、女子部は不二越の寮に、富山薬学専門学校は富山高等学校に仮校舎を設置して授業を行うこととなった。その後、富山師範学校男子部は1946年（昭和21年）6月1日に五福の聯隊跡の兵舎に、富山師範学校女子部は1946年（昭和21年）12月に西田地方の男子部跡地に建てられた校舎に、富山薬学専門学校は1947年（昭和22年）4月15日に元の奥田の所在地に校舎を建設して復帰した。

##### 盲啞学校
富山県立富山盲啞学校は罹災したので、1945年（昭和20年）9月15日からは日本海船渠の八仁寮を仮校舎として授業を再開した。

##### 図書館

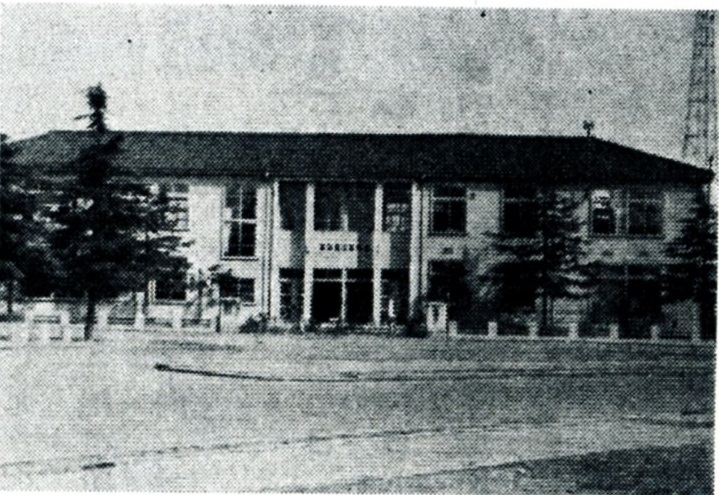
再建された富山県立図書館。

紀元二千六百年紀念富山県立図書館は焼失したものの、大部分の図書は安全地帯に疎開されていたので、富山県文教課内に図書館本部を設け、疎開せる図書を貸出文庫として1945年（昭和20年）8月12日より閲覧に供した。その後、1946年（昭和21年）4月25日に神通中学校至誠堂の仮閲覧所にて業務を開始し、1947年（昭和22年）4月1日に富山県立図書館と改称されたのち、1949年（昭和24年）9月10日富山市表町の県庁前において新館の開館式を挙行した。

#### 官公庁
富山市役所は上述の如く、戦災後しばらくは富山県庁舎に仮寓していたが1946年（昭和21年）2月25日に県庁東側の総曲輪小学校跡に仮市庁舎が完成したので、これに移転し業務を開始した。しかしこの仮庁舎の所在地は都市計画路線に当たることとなったので、更に新仮庁舎を移転新築し、1950年（昭和25年）9月28日に同所において業務を開始している。本建築の庁舎の起工式は1953年（昭和28年）5月16日に挙行され、1954年（昭和29年）11月20日に竣工した。
その他の官公庁については1948年（昭和23年）5月31日に富山税務署庁舎、同年12月4日に富山市警庁舎、1949年（昭和24年）4月30日に富山消防署庁舎、同年6月18日に富山地方裁判所、同年7月21日に富山労働基準局庁舎がそれぞれ竣工している。

#### 商業

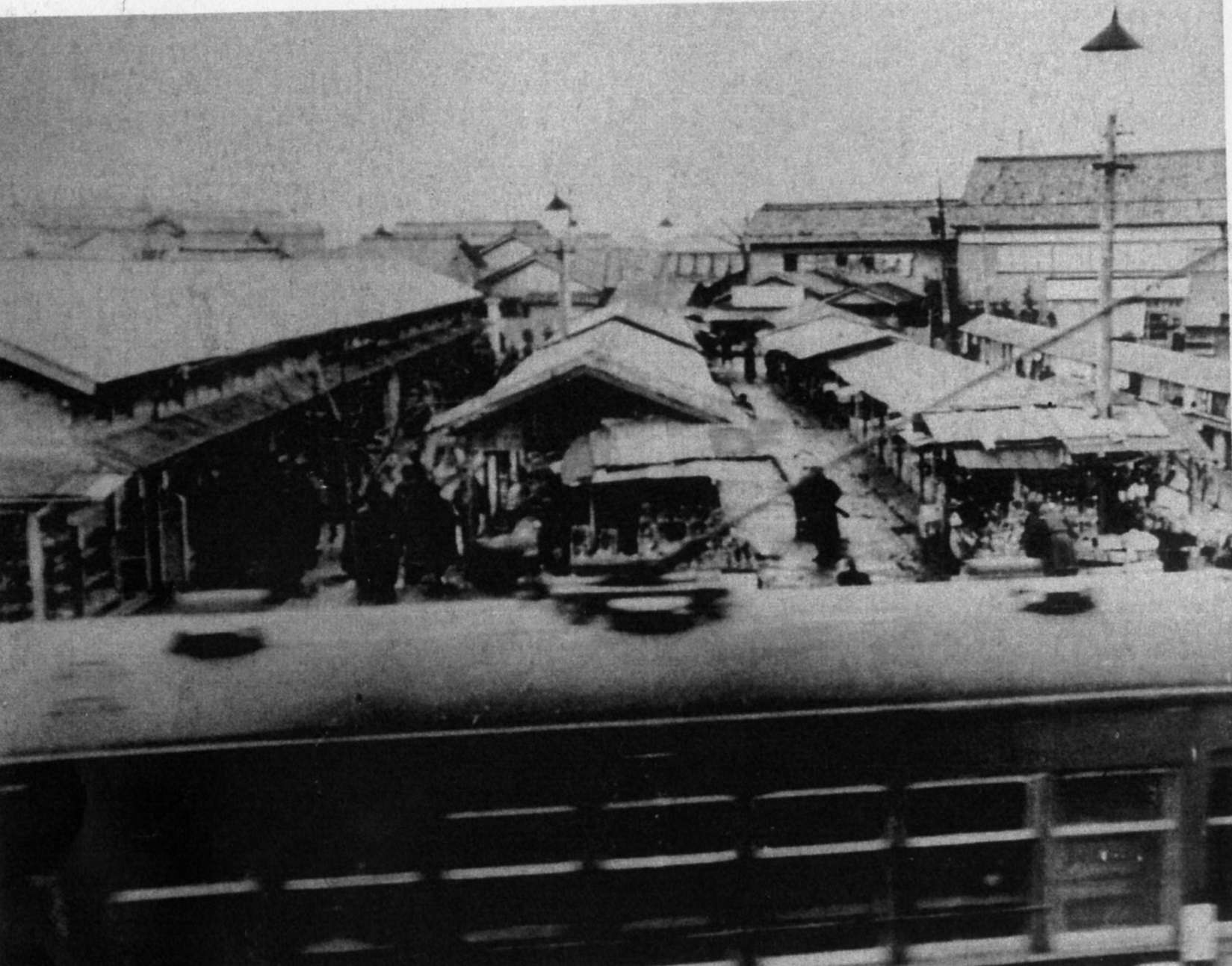
1949年（昭和24年）当時の富山駅前の闇市。

富山市においては、まず富山大和が1945年（昭和20年）8月12日に疎開先から商品を取り寄せていち早く営業を再開した。当初の販売品目は鍋の釜や蓋、杓子、俎板及び食卓等の生活必需品が中心であったという。11月23日には6階を改装してこれを映画劇場とし、戦災市民に対して映画の無料公開を3日間にわたって行っている。
一方、戦災直後まもなく形成されはじめた闇市（自由市場）は1945年（昭和20年）10月から12月にかけての食糧関係の統制の撤廃によりますます活発化して、富山駅前、西町、山室駅前等にその市場が形成されつつあった。同じ年の9月初めの西町には既にバラック小屋が建ち始め、理髪店やところてん屋が開店し、12月末には既に500以上の業者が飲食店等を開店させていたという。しかし、これらの闇市には露天商人が集団で暴利を貪るなど問題が多かったので、富山市や富山警察署、それに闇市の代表者が協議した結果、1946年（昭和21年）2月1日からは大和富山店附近、新富町城石薬局附近、山室駅附近、上り立町品川自動車附近、安野屋町聯隊橋附近の6箇所を指定して、同所における販売を官許した。このころ、富山市農水会や富山県水産課の共同販売所も西町に開設されており、7月1日には戦時中取りやめになっていた中教院前の夜店が復活している。1946年（昭和21年）8月1日には内務省が悪質ヤミ市閉鎖の命令を出したので、富山県は10月5日に露天営業取締規則を定めて、その整理及び悪質業者の検挙に努めた。このような闇市も富山市においては1948年（昭和23年）以降の食糧事情の好転と共に漸次衰微していったという。
1946年（昭和21年）11月頃の富山市における自由市場の開設状況は次の通りであった。
| 名称             | 所在地   | 面積   | 1日当り出勤商人数 |
| ---------------- | -------- | ------ | ----------------- |
| 駅前新興自由市場 | 富山駅前 | 3000坪 | 約350人           |
| 中央自由市場     | 衣服町   | 50坪   | 約180人           |
| 大手前更生市場   | 総曲輪   | 50坪   | 約100人           |
| 山室自由市場     | 山室     | 60坪   | 約40人            |
| 富山市山室市場   | 山室     | 60坪   | 約40人            |

#### 金融機関
北陸銀行は1943年（昭和18年）12月に北陸銀行報国団を結成し、預金基礎残高表を保管のために疎開させていたが、富山大空襲においてはその本店及び倉庫、並びに越前町、橋北、中野、向川原町、荒町、清水町、一番町及び堀川の8支店と奥田及び諏訪川原の2営業所が全焼する被害に遭った。しかし、本部社屋は焼失を免れたので、1945年（昭和20年）8月4日から同所にて各支店窓口を設ける形を以て営業を再開した。
富山合同無尽も1945年（昭和20年）春に重要書類や徴募の写しの疎開を開始したが、富山大空襲においては本店社屋は金庫を除き全焼した。これによりまず富山市鵯島の仮営業所にて同年8月31日より営業を再開したが、諸般の事情によって同年12月1日には富山電気ビルデイング3階に移転し、翌2日より同所にて営業を開始した。しかし、1946年（昭和21年）7月に米軍から同所を明け渡すよう指令があったので、1946年（昭和21年）7月22日からは富山薬学専門学校校庭のバラックと総曲輪の富山県商工経済会の一室に分散して営業を行った。その後同年10月28日には竣工した「無尽館」と称する新社屋に移転した。無尽館の中には1947年（昭和22年）4月18日に営業を開始した無尽館食堂があり、公共的集会所の不足していた当時において会合等に使用されることが多く繁盛を極めたという。
日本勧業銀行富山支店は、その富山大空襲によってその営業所を全焼したので戦災後は預金並びに戦争保険事務の窓口は日本興業銀行富山支店内に、債権買取等の窓口を大和富山店1階に、貸付並びに償還の窓口は焼失した営業所跡に仮営業所を設けて営業を再開した。

#### 報道機関

##### 新聞
北日本新聞は富山大空襲によって本社社屋が全焼したので、ただちに中新川郡新川村寺田の疎開工場に社員を配置し、休刊を行うことなく8月3日付の新聞を発行した。同年10月10日からは本社社屋再建工事に着手し、同年12月23日からは竣工した同所において印刷及び発行を行うこととなった。

##### ラジオ
富山放送局局舎は鉄筋コンクリート造であったので空襲を耐え抜き、放送設備は無事であったが機器類の大半が被害に遭ったことに加え、自家発電設備が軍に徴用されており、また他局との連絡が困難であったため、その放送は中断された。また空襲によって1万6千台のラジオ受信機が失われた。放送は数日を経て再開されたが、ラジオ受信機台数が戦前の水準に復したのは1948年（昭和23年）5月になってからであった。

## 慰霊

富山城址公園に所在の戦災復興記念像。

戦災直後においては1945年（昭和20年）9月20日に光厳寺において合同追悼法会が行われ、10月2日には神通中学校において富山市、富山県及び富山市戦災援護会の共催を以て追悼法会が催行された。大空襲から1年を経た1946年（昭和21年）8月1日には第一回復興祭が行われ、富山大橋からの流し火を以て死者の霊を慰めている。また同年8月2日には初めて北日本新聞社主催の供養が神通河原にて行われているが、この北日本新聞社主催の犠牲者供養は、1947年（昭和22年）からは北日本新聞納涼花火として毎年の恒例行事となっている。
1974年（昭和49年）8月1日には平和の念願、犠牲者の慰霊、そして復興への市民の努力を紀念して富山城址公園に戦災復興記念像（天女の像）が建立された。戦後生まれが増え、富山大空襲の記憶も薄れつつあった1984年（昭和59年）8月1日には、富山市の主催により「第一回市民感謝と誓いのつどい」が開かれ、戦争の記憶を改めて捉え直す試みが行われている。
また、富山県護國神社境内に所在する伊佐雄志神社においては富山大空襲による殉難者を祀り、その資料館において空襲関連の資料の展示を行っている。
氷見市の島尾海岸には11人の遺体が漂着し、住民らにより埋葬され、1952年（昭和27年）に木の墓標、1975年（昭和50年）に地蔵尊像が建立され、慰霊祭が開催されている。
この他にも上述の富山市豊田の「平和祈願之碑」や歩兵第514聯隊の歴史を伝える五福公園の紀念碑などが、富山大空襲を伝えるモニュメントとなっている。

## 大空襲以降の被害
大空襲によって多数の不発弾がそのままの状態で残され、1945年8月5日には富山県立富山中学校（現・富山県立富山高等学校）による不発弾回収中の発火実験中に不発弾が暴発し、居合わせた数名の生徒中1人即死、1人重傷翌日死亡、1人重傷、1人軽傷の被害を出した。
戦後30年が経った1975年時点でも、神通川河原などで毎年2、3個発見されている状態であった。1975年（昭和50年）11月1日には、神通川の有沢橋左岸下流300mの河原で、遠足に来ていた富山市立呉羽中学校3年生の生徒がバーベキューの後片付け中に不発の焼夷弾2個を水道管の切れ端と間違えて焚き火に入れたことで焼夷弾が爆発し、生徒2人が重軽傷を負った。

### 註釈
1. ↑  2275人、あるいは2511人とする説もある[7]
2. ↑  死者20人、被害家屋を16戸とする説もある[97]
3. ↑  ただし、『北日本新聞』1945年（昭和20年）12月27日付には「”燈りと暖を失つた街”戦災富山に去る十九日頃からパツト屋内燈がついた、電燈の輝きも復興の息吹きを力強く齎して来たやうだ」とある[333]。

### アメリカ軍資料
- 「No. 90.11: Toyama, Japan; No. 90.15: Takayama, Japan; No. 90.22: Maizuru, Japan; No. 90.23: Kyoto, Japan; No. 90.26: Matsue, Japan, 22 September 1944. Report No. 1-d(18), USSBS Index Section 7」、1944年（昭和19年）9月、米国戦略爆撃調査団
- 「Nos. 306 through 309, Hachioji, Toyama, Nagaoka and Mito, 1-2 August 1945. Report No. 2-b(68), USSBS Index; Section 7」、1945年（昭和20年）8月、米国戦略爆撃調査団
- 「Damage assessment photo intelligence reports of Far Eastern targets filed by area and contain all available information on the area: Toyama Report No. 3-a(15), USSBS Index Section 7」、1945年（昭和20年）8月、米国戦略爆撃調査団

### 官報及び新聞
- 『富山県報』号外、1936年（昭和11年）4月27日、富山県
- 『富山県報』号外、1936年（昭和11年）6月12日、富山県
- 『官報』、1937年（昭和12年）4月5日、内閣印刷局
- 『官報』、1937年（昭和12年）9月29日、内閣印刷局
- 『官報』、1938年（昭和13年）4月4日、内閣印刷局
- 『官報』、1939年（昭和14年）1月25日、内閣印刷局
- 『富山県報』号外、1939年（昭和14年）2月25日、富山県
- 『富山日報』、1939年（昭和14年）4月2日、富山日報社
- 『富山県報』第203号、1939年（昭和14年）5月2日、富山県
- 『富山県報』第265号、1939年（昭和14年）9月23日、富山県
- 『富山県報』第292号、1939年（昭和14年）11月25日、富山県
- 『富山県報』第491号、1941年（昭和16年）3月18日、富山県
- 『官報』、1941年（昭和16年）11月26日、内閣印刷局
- 『富山県報』号外、1941年（昭和16年）12月8日、富山県
- 『官報』、1941年（昭和16年）12月17日、内閣印刷局
- 『官報』、1941年（昭和16年）12月18日、内閣印刷局
- 『富山県報』第616号、1942年（昭和17年）1月13日、富山県
- 『富山県報』第627号、1942年（昭和17年）2月7日、富山県
- 『官報』、1942年（昭和17年）2月25日、内閣印刷局
- 『官報』、1942年（昭和17年）2月27日、内閣印刷局
- 『官報』、1942年（昭和17年）4月28日、内閣印刷局
- 『官報』、1942年（昭和17年）4月30日、内閣印刷局
- 『富山県報』第670号、1942年（昭和17年）5月19日、富山県
- 『官報』、1942年（昭和17年）5月20日、内閣印刷局
- 『富山県報』第690号、1942年（昭和17年）7月4日、富山県
- 『富山県報』号外、1942年（昭和17年）8月11日、富山県
- 『富山県報』第707号、1942年（昭和17年）8月13日、富山県
- 『富山県報』第728号、1942年（昭和17年）10月1日、富山県
- 『富山県報』第746号、1942年（昭和17年）11月14日、富山県
- 『富山県報』第821号、1943年（昭和18年）5月18日、富山県
- 『官報』、1944年（昭和19年）2月15日、大蔵省印刷局
- 『官報』、1944年（昭和19年）4月19日、大蔵省印刷局
- 『富山県報』第981号、1944年（昭和19年）6月1日、富山県
- 『富山県報』第1023号、1944年（昭和19年）9月7日、富山県
- 『富山県報』第1100号、1945年（昭和20年）3月10日、富山県
- 『富山県報』第1104号、1945年（昭和20年）3月20日、富山県
- 『富山県報』第1107号、1945年（昭和20年）3月27日、富山県
- 『富山県報』第1110号、1945年（昭和20年）4月2日、富山県
- 『富山県報』第1112号、1945年（昭和20年）4月7日、富山県
- 『富山県報』第1117号、1945年（昭和20年）4月19日、富山県
- 『北日本新聞』、1945年（昭和20年）5月26日、北日本新聞社
- 『富山県報』第1135号、1945年（昭和20年）5月31日、富山県
- 『朝日新聞』（東京版）、1945年（昭和20年）6月17日、朝日新聞社
- 『北日本新聞』、1945年（昭和20年）6月19日、北日本新聞社
- 『朝日新聞』（東京版）、1945年（昭和20年）6月23日、朝日新聞社
- 『朝日新聞』（東京版）、1945年（昭和20年）7月3日、朝日新聞社
- 『富山県報』号外、1945年（昭和20年）7月7日、富山県
- 『北日本新聞』、1945年（昭和20年）7月19日、北日本新聞社
- 『北日本新聞』、1945年（昭和20年）7月21日、北日本新聞社
- 『朝日新聞』（東京版）、1945年（昭和20年）7月21日、朝日新聞社
- 『北日本新聞』、1945年（昭和20年）7月27日、北日本新聞社
- 『北日本新聞』、1945年（昭和20年）8月3日、北日本新聞社
- 『朝日新聞』（東京版）、1945年（昭和20年）8月3日、朝日新聞社
- 『朝日新聞』（大阪版）、1945年（昭和20年）8月3日、朝日新聞社
- 『北日本新聞』、1945年（昭和20年）8月16日、北日本新聞社
- 『北日本新聞』、1945年（昭和20年）8月27日、北日本新聞社
- 『北日本新聞』、1945年（昭和20年）9月2日、北日本新聞社
- 『北日本新聞』、1945年（昭和20年）9月9日、北日本新聞社
- 『富山県報』第1183号、1945年（昭和20年）9月20日、富山県
- 『北日本新聞』、1945年（昭和20年）10月3日、北日本新聞社
- 『北日本新聞』、1945年（昭和20年）10月26日、北日本新聞社
- 『北日本新聞』、1945年（昭和20年）10月30日、北日本新聞社
- 『北日本新聞』、1945年（昭和20年）12月5日、北日本新聞社
- 『北日本新聞』、1945年（昭和20年）12月7日、北日本新聞社
- 『北日本新聞』、1945年（昭和20年）12月27日、北日本新聞社
- 『官報』、1945年（昭和20年）12月29日、大蔵省印刷局
- 『北日本新聞』、1946年（昭和21年）1月14日、北日本新聞社

### 書籍
- 港湾協会第九回通常総会富山準備委員会、『富山県の産業と港湾』、1936年（昭和11年）5月、港湾協会第九回通常総会富山準備委員会
- 富山県警察部保安課、『木造家屋火災実験概況』、1942年（昭和17年）9月、富山県警察部警防課
- 長岡保太郎編、『昭和十七年度版 労働年鑑』、1942年（昭和17年）12月、協調会
- 吉波彦作、『富山県行幸記録』、1949年（昭和24年）10月、富山県
- 金沢鉄道管理局編、『北陸線の記録』、1952年（昭和27年）10月、金沢鉄道管理局
- 赤尾芳慶監修・小山政雄編述、『富山県消防沿革史』、1955年（昭和30年）3月、富山県消防協会
- 富山市史編纂委員会編、『富山市史 第二編』、1960年（昭和35年）4月、富山市史編纂委員会
- 富山市史編纂委員会編、『富山市史 第三巻』、1960年（昭和35年）4月、富山市史編纂委員会
- 富山大学編、『富山大学十五年史』、1964年（昭和39年）10月、富山大学
- 日本電信電話公社北陸電気通信局編、『北陸の電信電話 その九十年の歩み』、1964年（昭和39年）10月、日本電信電話公社北陸電気通信局
- 瓜生俊教編、『富山県警察史 下巻』、1965年（昭和40年）12月、富山県警察本部
- 長岡の郷土史編さん委員会編、『長岡の郷土史』、1966年（昭和41年）3月、長岡の郷土史編さん委員会
- 富山相互銀行企画部編、『富山相互銀行20年史』、1966年（昭和41年）11月、富山相互銀行
- 蜷川校下史編纂委員会編、『蜷川の郷土史』、1968年（昭和43年）7月、蜷川校下自治振興会
- 防衛庁防衛研修所戦史室編、『戦史叢書 本土決戦準備〈1〉―関東の防衛―』、1971年（昭和46年）11月、朝雲新聞社
- 土木部都市計画課編、『富山戦災復興誌』、1972年（昭和47年）3月、富山市役所
- 富山県教育史編さん委員会編、『富山県教育史 下巻』、1972年（昭和47年）3月、富山県教育委員会
- 富山県厚生部社会福祉課編、『富山県終戦処理史』、1975年（昭和50年）3月、富山県
- 北陸銀行調査部百年史編纂班編、『創業百年史』、1978年（昭和53年）3月、北陸銀行
- 不二越五十年史編集委員会編、『不二越五十年史』、1978年（昭和53年）11月、不二越
- 日本の空襲編集委員会編、『日本の空襲―五 愛知・三重・岐阜・福井・石川・富山』、1980年（昭和55年）6月、三省堂
- 海防艦顕彰会編、『海防艦戦記』、1982年（昭和57年）5月、海防艦顕彰会
- 富山県編、『富山県史 史料編VII 近代下』、1982年（昭和57年）12月、富山県
- 富山県編、『富山県史 通史編VII 現代』、1983年（昭和58年）3月、富山県
- 富山地方鉄道株式会社編、『富山地方鉄道五十年史』、1983年（昭和58年）3月、富山地方鉄道
- 富山県編、『置県百年』、1983年（昭和58年）5月、富山県
- 富山県神社庁編、『富山県神社誌』、1983年（昭和58年）11月、富山県神社庁
- 立山町編、『立山町史 下巻』、1984年（昭和59年）2月、立山町
- 富山県編、『富山県史 通史編VI 近代下』、1984年（昭和59年）3月、富山県
- 富山新聞社報道局、『清き神通の流れに』、1985年（昭和60年）8月、富山新聞社
- 富山高等学校創校百周年記念事業後援会、『富中富高百年史』、1985年（昭和60年）10月、富山高等学校創校百周年記念事業後援会
- 富山市水道50年史編集委員会編、『富山市水道50年史』、1986年（昭和61年）3月、富山市水道局
- 石川実、『総曲輪教会百年史』、1986年（昭和61年）3月、日本基督教団富山鹿島町教会
- 富山聯隊史刊行会編、『富山聯隊史』、1986年（昭和61年）11月、富山聯隊史刊行会
- 富山市史編さん委員会編、『富山市史 通史〈下巻〉』、1987年（昭和62年）1月、富山市
- 富山県編、『富山県史 年表』、1987年（昭和62年）3月、富山県
- 太田郷土史編纂委員会編、『太田郷土史』、1987年（昭和62年）7月、太田自治振興会
- 不二越工業高校五十年史編集委員会編、『不二越工業高校五十年史』、1987年（昭和62年）11月、不二越工業高等学校
- 外山操編、『帝国陸軍編成総覧』、1987年（昭和62年）12月、芙蓉書房出版
- 南竹蔵・瓜生俊教、『富山県自動車交通史』、1989年（平成元年）4月、桂書房
- 富山市消防史編纂委員会編、『富山市消防史』、1990年（平成2年）3月、富山市消防本部
- 高岡市市制一〇〇年記念誌編集委員会編、『高岡市市制一〇〇年記念誌 たかおか―歴史との出会い―』、1991年（平成3年）12月、高岡市
- 新湊市史編さん委員会編、『新湊市史 近現代』、1992年（平成4年）3月、新湊市
- 五十年史編纂委員会編、『日本海ガス五十年史』、1992年（平成4年）10月、桂書房
- 山室郷土史編纂委員会編、『山室郷土史』、1993年（平成5年）5月、山室郷土史刊行委員会
- 奥住喜重・工藤洋三・桂哲男訳註、『米軍資料 原爆投下報告書―パンプキンと広島・長崎―』、1993年（平成5年）9月、東方出版
- 高井進監修、『目で見る富山市の100年』、1993年（平成5年）10月、郷土出版社
- 富山大百科事典編集事務局編、『富山大百科事典 上巻』、1994年（平成6年）8月、北日本新聞社
- 富山大百科事典編集事務局編、『富山大百科事典 下巻』、1994年（平成6年）8月、北日本新聞社
- 富山大空襲を語り継ぐ会編、『語り継ぐ富山大空襲会誌』第1集、1995年（平成7年）5月、富山大空襲を語り継ぐ会
- 建設省北陸地方建設局富山工事事務所編、『富山工事事務所六十年史』、1996年（平成8年）2月、建設省北陸地方建設局富山工事事務所
- 奥田郷土史編纂委員会編、『奥田郷土史』、1996年（平成8年）4月、奥田郷土史刊行委員会
- 中山伊佐男編、『ルメイ・最後の空襲―米軍資料に見る富山大空襲―』、1997年（平成9年）8月、桂書房
- 富山大空襲を語り継ぐ会編、『語り継ぐ富山大空襲会誌』第2集、1997年（平成9年）12月、富山大空襲を語り継ぐ会
- 浜黒崎郷土史編纂委員会、『浜黒崎の近現代』、2000年（平成12年）9月、富山市浜黒崎自治振興会
- 広田開村三百年記念編纂委員会編、『広田開村三百年記念 広田村史』、2000年（平成12年）11月、広田村
- 徳風幼稚園創立80周年記念誌編集委員会編、『きらきら 徳風幼稚園創立80周年記念誌』、2000年（平成12年）11月、学校法人本願寺学園徳風幼稚園
- 清泉同窓会編、『縣富女百年史』、2001年（平成13年）5月、清泉同窓会
- 富山大空襲を語り継ぐ会編、『語り継ぐ富山大空襲会誌』第4集、2001年（平成13年）8月、富山大空襲を語り継ぐ会
- 富山大学年史編纂委員会編、『富山大学五十年史 上巻』、2002年（平成14年）10月、富山大学
- 富山大空襲を語り継ぐ会編、『語り継ぐ富山大空襲会誌』第5集、2003年（平成15年）8月、富山大空襲を語り継ぐ会
- 豊田校下自治振興会編、『豊田郷土史』、2003年（平成15年）9月、豊田校下自治振興会
- 綾田町々内会編、『町史 綾田町の歩み』、2003年（平成15年）10月、綾田町々内会
- 北日本新聞社編さん委員会編、『北日本新聞社百二十年史』、2004年（平成16年）12月、北日本新聞社
- 藤ノ木校下自治振興会五十周年記念事業準備委員会記念誌編集部会編、『藤ノ木校下自治振興会五十周年記念誌』、2007年（平成19年）6月、藤ノ木校下自治振興会
- 龍谷富山高等学校記念誌編集委員会編、『70年の歩み 学校法人藤園学園龍谷富山高等学校』、2007年（平成19年）9月、龍谷富山高等学校
- 宍戸伴久、「戦後処理の残された課題―日本と欧米における一般市民の戦争被害の補償―、『レファレンス』第695号所収、2008年（平成20年）12月、国立国会図書館
- 倉垣郷土史資料編纂専門委員会編、『倉垣郷土史』、2009年（平成21年）3月、倉垣自治振興会
- 高橋未沙、「昭和戦前期における防空思想―大日本防空協会の活動を中心に―」 、『史学雑誌』第120巻1号所収、2011年（平成23年）1月、公益財団法人史学会
- 富山県護國神社編、『富山県護國神社御創立百周年記念 富山県における聖帝四代の御製を拝す――明治・大正・昭和・今上天皇の御製・御製詩竝にその御碑――』、2012年（平成24年）7月、神社新報社
- 機動兵団第514聯隊（加越第3部隊）動員編成跡地記念碑建立委員会編、『本土決戦 機動兵団第514聯隊（加越第3部隊）動員編成跡地記念碑建立記念誌』、2015年（平成27年）6月、富山偕行会
- NHK富山放送局80年記念誌編集委員会編、『富山の皆さんとともに 80th 1935(S10)-2015(H27) NHK富山放送局80年記念誌』、2016年（平成28年）1月、NHK富山放送局80年記念誌編集委員会
- 舟橋村史編さん委員会編、『舟橋村史』、2016年（平成28年）5月、舟橋村
- 富山県立富山工業高等学校創校百周年記念事業実行委員会編、『とやまの工業人を育てた百年 富山工業高校百年のあゆみ』、2016年（平成28年）10月、富山県立富山工業高等学校創校百周年記念事業実行委員会
- 大山僚介、「一九三〇年代初頭における飛行場建設と航空思想 富山飛行場の建設過程を事例に」、『日本史研究』第652号、2016年（平成28年）12月、日本史研究会